# Flavio Claudio Giuliano
Flavio Claudio Giuliano (in latino Flavius Claudius Iulianus; Costantinopoli, 331 o 332 – Maranga, 26 giugno 363) è stato un imperatore e filosofo romano, l'ultimo sovrano dichiaratamente pagano, che tentò, senza successo, di riformare e di restaurare la religione romana classica – ormai fusa sincreticamente con la religione greca e da Giuliano unita al mitraismo e al culto del Sol Invictus –, dopo che essa aveva cominciato a declinare di fronte all'avanzata del cristianesimo.
Membro della dinastia costantiniana, fu Cesare in Gallia dal 355; un pronunciamento militare nel 361 e la contemporanea morte del cugino Costanzo II lo resero imperatore fino alla morte, avvenuta nel 363 durante la campagna militare in Persia. Non andò a Roma nel corso del suo breve regno, ma governò da Milano prima e poi da Costantinopoli, capitale ufficiale dal 330.
Per distinguerlo da Didio Giuliano o da Giuliano di Pannonia, usurpatore dell'epoca di Carino, fu chiamato anche Giuliano II, Giuliano Augusto, Giuliano il Filosofo o Giuliano l'Apostata dai cristiani, che lo presentarono come un persecutore; va detto che, per quanto personalmente avverso a quella religione, non mise mai in atto vere e proprie persecuzioni anticristiane, benché abbia comunque portato avanti politiche discriminatorie nei loro confronti. Giuliano manifestò tolleranza verso le altre religioni, compreso l'ebraismo, al punto da ordinare la ricostruzione del tempio ebraico di Gerusalemme secondo un programma di ripristino e rafforzamento dei culti religiosi locali a scapito del monoteismo cristiano; il progetto venne però abbandonato.
In campo fiscale e amministrativo Giuliano proseguì la politica che aveva tenuto quando governava la Gallia. Ridusse il carico fiscale, combatté la corruzione burocratica attraverso una più attenta selezione degli impiegati e cercò di ridare un ruolo all'amministrazione delle città.
Con la morte di Giuliano si estinse la dinastia degli imperatori costantiniani e si concluse l'ultimo tentativo di espansione imperiale occidentale in Oriente.
Giuliano scrisse numerose opere di carattere filosofico, religioso, polemico e celebrativo, in molte delle quali criticò il cristianesimo. La sua ispirazione filosofica fu in gran parte neoplatonica.

## Biografia

### Origini familiari

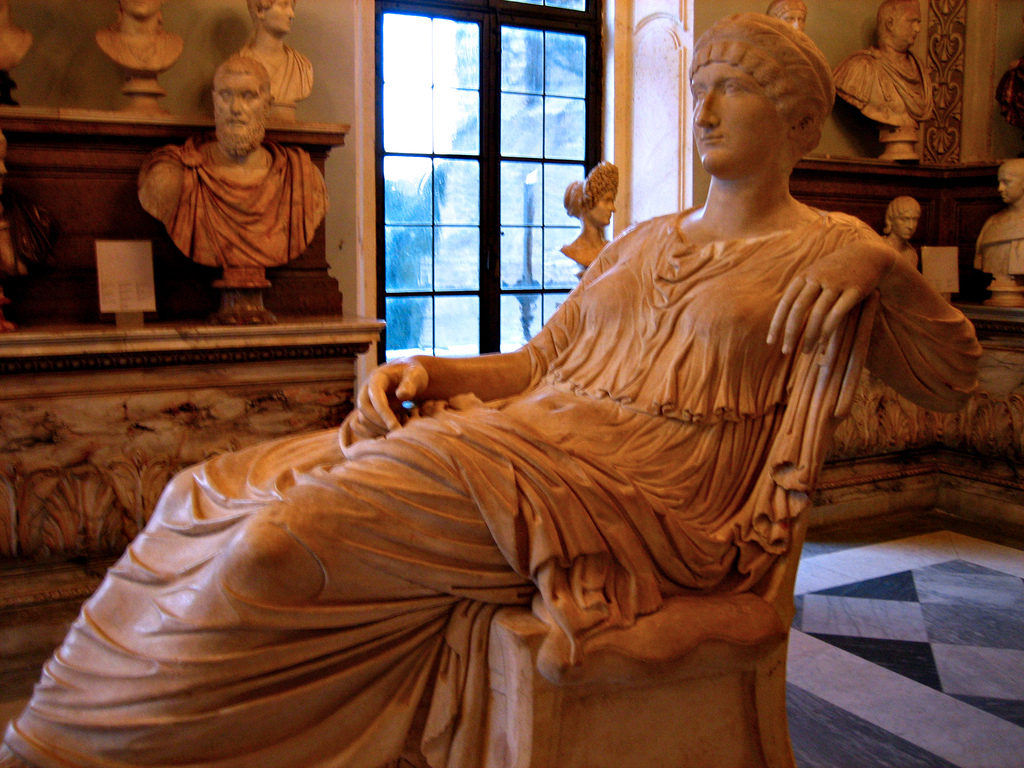
L'imperatrice Elena, madre di Costantino I, in una statua conservata ai Musei Capitolini di Roma.

Quando Costantino I prese il potere nel 306, prima cura di sua madre Elena, l'ex-locandiera e concubina di Costanzo Cloro che questi aveva abbandonato per Teodora, fu di far allontanare dalla corte i fratellastri del figlio, Dalmazio, Annibaliano e Giulio Costanzo fino a Tolosa, nella Gallia Narbonense, città che già allora vantava di essere un prestigioso centro di cultura. Questi erano i figli di Costanzo Cloro e della seconda moglie Flavia Massimiana Teodora, figliastra dell'imperatore Massimiano (bisnonno acquisito di Giuliano), e quindi sorellastra dell'imperatore Massenzio, il rivale sconfitto da Costantino al Ponte Milvio, del quale Giuliano era pronipote.
Venti anni dopo, quando Elena fu insignita dal figlio del titolo di Augusta, Giulio Costanzo era in Italia, sposo della nobile romana Galla, che gli diede tre figli, il minore dei quali, Gallo, era nato in Etruria verso il 325. Giulio Costanzo, dopo aver soggiornato a Corinto ed esser rimasto vedovo, si ritrovò a Nicomedia presso la propria sorella Costanza, vedova dell'imperatore Licinio, dove un posto influente era occupato dal patrizio Giulio Giuliano, già governatore d'Egitto e prefetto del pretorio dal 316 al 324. Amante delle lettere e parente del vescovo Eusebio di Nicomedia, Giulio Giuliano aveva fatto impartire al suo schiavo Mardonio un'educazione di prim'ordine e a lui aveva affidato l'istruzione della propria figlia Basilina.
Giulio Costanzo ottenne il consenso della famiglia alle nozze con Basilina, che furono benedette dal vescovo Eusebio, e dalla loro unione a Costantinopoli, alla fine del 331 nacque Flavio Claudio Giuliano: era stato chiamato Giuliano come il nonno materno, Flavio come tutti i membri della famiglia di Costantino, e Claudio come il preteso fondatore della dinastia costantiniana, Claudio II il Gotico, secondo quanto propagandava l'attuale dominatore del mondo occidentale allo scopo di nobilitare le oscure origini dei propri genitori.

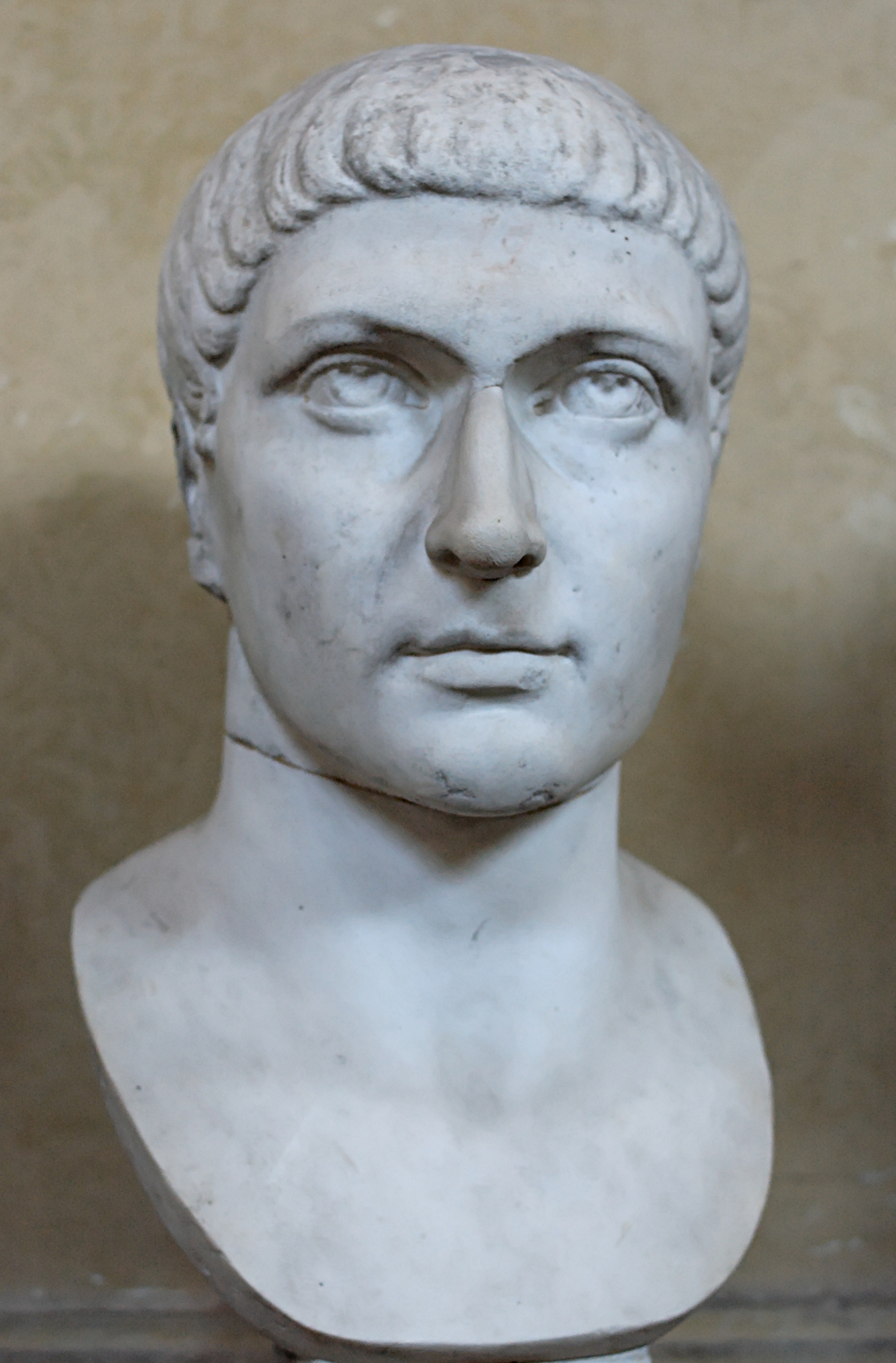
Busto di Costantino.

Basilina morì pochi mesi dopo il parto: si disse poi che aveva sognato di dare alla luce un nuovo Achille, senza aver saputo se interpretare in senso ben augurante la premonizione della nascita di un figlio bensì eroico, ma di vita breve e dalla morte violenta. Giuliano portò con sé la nostalgia di una figura che non poté conoscere e le dedicherà un giorno una città di nuova fondazione, Basilinopoli.
Dopo la morte della madre, negli ultimi anni del suo regno, Costantino adottò una politica di conciliazione verso l'altro ramo della famiglia imperiale, concedendole funzioni di responsabilità nella gestione del potere. Nel 333 il figlio di Teodora, Dalmazio, fu nominato console, poi l'omonimo figlio fu fatto Cesare e infine l'altro figlio Annibaliano, insignito dell'inconsueto titolo di Re dei Re, fu inviato a vigilare sulle insicure frontiere partiche: Giuliano era così divenuto nipote di tre imperatori e cugino di quattro Cesari.
La morte improvvisa di Costantino nel maggio del 337 aprì una tragica successione. Secondo Filostorgio, Costantino fu avvelenato dai suoi fratelli mentre si trovava nei pressi di Nicomedia. Scoperta la congiura l'imperatore redasse un testamento e lo consegnò a Eusebio di Nicomedia ordinando di consegnarlo solo nelle mani di uno dei suoi eredi diretti. Nel testamento Costantino chiedeva giustizia per la sua morte e divideva l'impero tra i suoi figli. Le altre fonti non parlano dell'avvelenamento di Costantino ma citano esplicitamente che il testamento fu consegnato nelle mani del figlio Costanzo, che si trovava in Oriente e fu il primo a raggiungere Nicomedia. Costui o, con il suo avallo, i suoi generali sterminarono tutti i discendenti maschi di Costanzo Cloro e di Teodora: il padre, il fratellastro maggiore, uno zio e sei cugini di Giuliano furono soppressi. Furono risparmiati Giuliano, allora di soli sei anni, e l'altro suo fratellastro Gallo, forse perché, malato, lo si ritenne in fin di vita. Naturalmente il ricordo della strage non abbandonerà mai Giuliano: «Tutto quel giorno fu una carneficina e per l'intervento divino la maledizione tragica si avverò. Si divisero il patrimonio dei miei avi a fil di spada e tutto fu messo a soqquadro», dicendosi convinto che fosse stato il dio Elio a condurlo lontano «dal sangue, dal tumulto, dalle grida e dai morti».
Divenuto adulto, Giuliano rintraccerà nella bramosia di potere di Costantino l'origine di tutti i mali dei suoi discendenti: «ignorante com'era», Costantino credeva «che bastasse avere un gran numero di figli per conservare la sostanza» che aveva accumulato «senza intelligenza», non preoccupandosi «di fare in modo che i figli fossero educati da persone sagge», così che ciascuno dei suoi figli continuò a comportarsi come il padre, col desiderio di «possedere tutto da solo a danno degli altri».

### Formazione di Giuliano

#### Primi studi

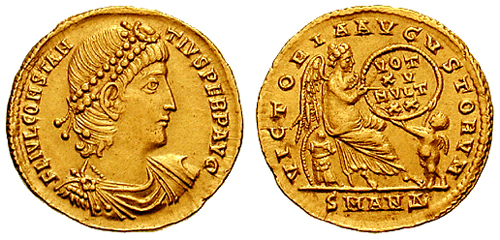
Solido di Costanzo II, che succedette al padre Costantino I nei territori orientali dell'impero. Costanzo mandò il cugino Giuliano a Nicomedia a incominciare gli studi.

I tre figli di Costantino si divisero il regno, assumendo il titolo di Augusto: il secondogenito Costanzo II, che aveva posto un'ipoteca sul regno avendo presenziato, unico dei fratelli, ai funerali del padre, ottenne le ricche province orientali; il primogenito Costantino II quelle occidentali, esclusa l'Italia, che con l'Africa e i Balcani furono assegnate al terzogenito Costante I, subordinato al fratello maggiore e privato del diritto di emanare leggi.
Costanzo II allontanò dalla corte i cugini superstiti: Gallo fu mandato a Efeso, mentre Giuliano, privato dei beni paterni, fu trasferito a Nicomedia, nei cui dintorni la nonna materna possedeva una villa ove il bambino trascorreva le estati: «in quella profonda calma ci si poteva sdraiare e leggere un libro e di tanto in tanto riposare gli occhi. Quando ero un bambino, quella casa mi sembrava il luogo di villeggiatura più bello del mondo». Fu uno dei periodi più felici della sua esistenza: affidato per poco tempo alle cure del vescovo Eusebio, che già nell'autunno del 337 fu promosso alla cattedra di Costantinopoli, a Nicomedia avvenne un incontro che avrà grande importanza per la sua formazione, quello con l'eunuco Mardonio, già precettore della madre, il quale fu incaricato di provvedere alla sua istruzione.
Mardonio era un vecchio scita – così in Oriente erano chiamati i Goti – da molti anni perfettamente integrato nella società tardo-antica, il quale provava per la cultura greca un'autentica venerazione: da lui Giuliano apprese la letteratura classica e soprattutto Omero, che gli aprì la fantasia sul mondo favoloso dell'epica attraverso una costante e rigorosa applicazione. Secondo l'uso pedagogico del tempo, ritenuto il più adatto alla formazione di una vera persona colta, Giuliano doveva imparare a memoria lunghi passi di Omero e di Esiodo, in modo che quell'universo poetico, morale, civile e religioso si imprimesse intimamente nel suo spirito e, con l'ausilio poi della conoscenza della prosa oratoria dei Demostene e degli Isocrate, egli finisse con il pensare e l'esprimersi secondo la mentalità e il linguaggio della tradizione classica.
Giuliano stesso ricorderà quegli anni di apprendistato: «il mio pedagogo m'insegnò a tenere gli occhi a terra, quando andavo a scuola [...] egli elaborava e quasi scolpiva nel mio animo ciò che allora non era affatto di mio gusto ma che, a forza d'insistere, finì per farmi parer gradito, abituandomi a chiamare serietà l'essere rozzo, saggezza l'essere insensibile, e forza d'animo il resistere alle passioni [...] mi ammoniva dicendomi: – Non lasciarti trascinare dai tuoi coetanei che frequentano i teatri ad appassionarti per gli spettacoli. Ami le corse dei cavalli? Ce n'è una bellissima in Omero. Prendi il libro e leggi. Ti parlano di mimi e danzatori? Lascia dire. Danzano assai meglio i giovinetti Feaci. E là troverai il citaredo Femio e il cantore Demodoco. E leggere, in Omero, certe descrizioni di alberi è più piacevole che vederli dal vero: Io vidi a Delo, presso l'ara di Apollo, un giovane virgulto di palma ergersi al cielo. E leggerai della selvosa isola di Calipso, dell'antro di Circe e del giardino di Alcinoo».

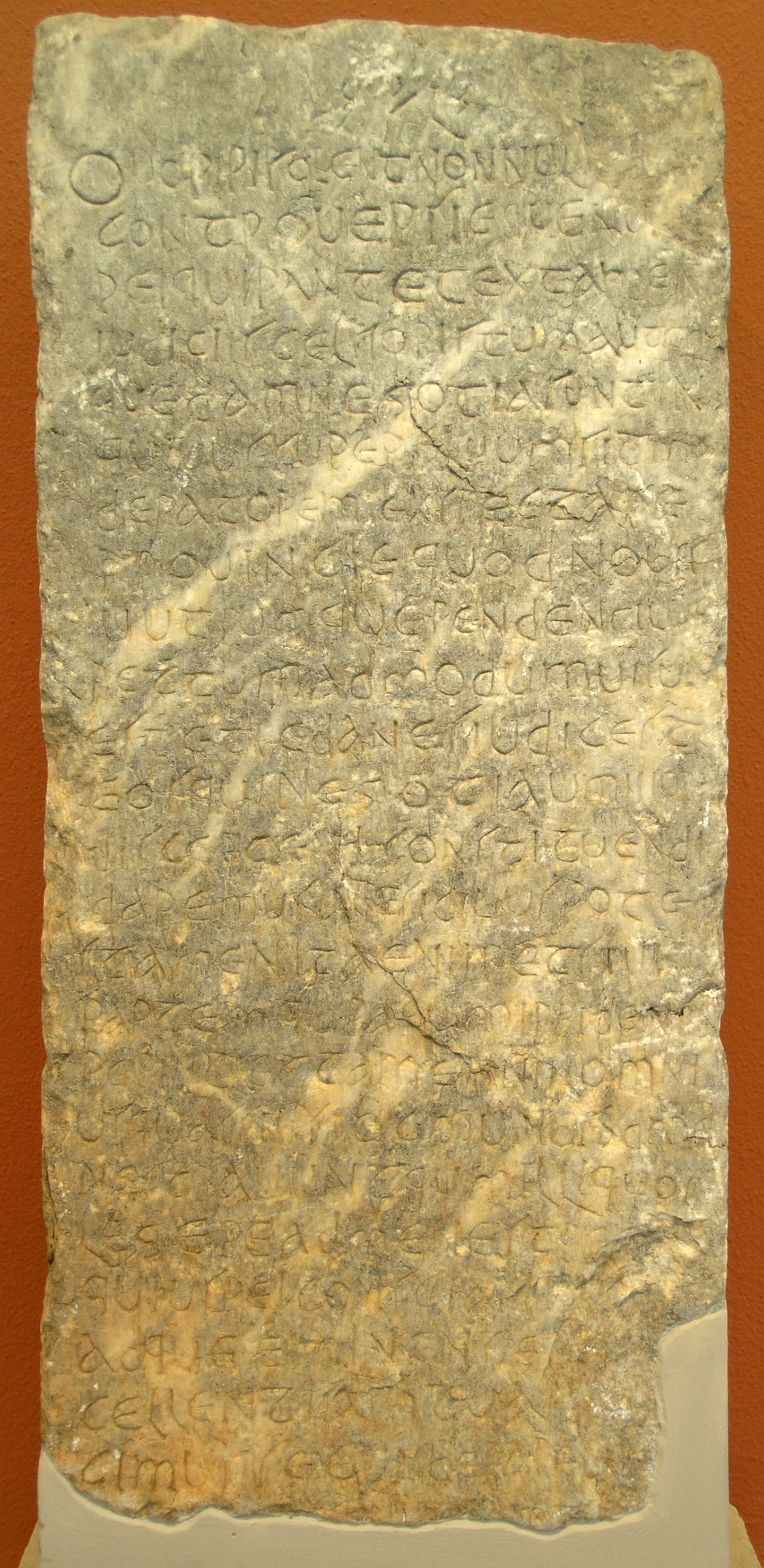
Frammento di lettera di Giuliano all'amico Saturnino Salustio.

Morti ormai, nel 341, sia il vescovo Eusebio sia Costantino II, il quale era venuto a conflitto armato col fratello Costante I, l'imperatore Costanzo, forse sospettando che il fratello superstite potesse utilizzare i due cugini ai suoi danni, inviò Gallo e Giuliano nell'estremità della Cappadocia, nella tenuta imperiale di Macellum: privato dell'amato precettore Mardonio, con un fratellastro diversissimo da lui per carattere e interessi, Giuliano fu mantenuto per sei anni in un lussuoso ma opprimente isolamento: «che cosa dovrei dire dei sei anni passati in quel podere altrui, come coloro che i Persiani tengono sotto guardia nelle fortezze, senza che nessun estraneo si avvicinasse, né fosse concesso a nessuno degli antichi conoscenti di farci visita? Vivevamo esclusi da ogni serio insegnamento, da ogni libera conversazione, allevati in mezzo a uno splendido servitorame, esercitandoci con i nostri schiavi come con dei colleghi». I loro sorveglianti avevano anche il compito di dare, dei tragici avvenimenti che avevano segnato la loro infanzia, la versione "ufficiale", che naturalmente escludeva ogni responsabilità di Costanzo.
Il «poco serio insegnamento» fu probabilmente lo studio dell'Antico e del Nuovo Testamento, al quale peraltro egli dovette interessarsi e fare rapidi progressi, se è vero che presto non ci fu più niente da insegnargli. Uno dei suoi insegnanti fu il vescovo Giorgio di Cappadocia, un ariano presentato dalle fonti antiche come un arrivista intrigante. Non però un ignorante, come sosteneva il suo rivale ortodosso Atanasio, dal momento che Giorgio possedeva un'eccellente biblioteca non solo di autori cristiani, della quale Giuliano approfittò volentieri e, dopo la morte di Giorgio, nel 362, cercò di farsi mandare da Alessandria ad Antiochia. Se non si dubita che allora Giuliano fosse sinceramente cristiano, non è dato sapere con quanta intima convinzione Giuliano avesse aderito alla religione cristiana che professò, come dice, fino ai venti anni, e si ignora se egli abbia mai ricevuto il battesimo.
Nel 347 i due giovani fratellastri ricevettero una breve visita di Costanzo: probabilmente l'imperatore rimase favorevolmente impressionato dal loro comportamento, perché alla fine dell'anno richiamò Gallo a corte e, poco dopo, anche Giuliano. A Costantinopoli fu riaffidato a Mardonio e incominciò gli studi superiori sotto il grammatico pagano Nicocle di Sparta, colto ellenista che interpretava allegoricamente i poemi omerici, il quale gli impartì, oltre a lezioni di metrica, di semantica e di critica letteraria, anche insegnamenti di storia, di geografia e di mitologia.
Nicocle sarà con Giuliano alla corte di Antiochia e, sempre fedele a sé stesso e all'imperatore, porterà a suo rischio il lutto per la sua morte, diversamente dall'altro maestro di retorica Ecebolio, un cristiano che si fece pagano per compiacerlo, salvo tornare al cristianesimo dopo la scomparsa di Giuliano. Forse Giuliano pensava a lui scrivendo che certi retori, «quando non hanno nulla da dire e nulla potendo ricavare dalla propria materia, continuano a tirare in ballo Delo e Latona con i suoi figli e poi i cigni dallo stridulo canto echeggiante tra gli alberi e i prati rugiadosi folti d'alte erbe [...] Quando mai Isocrate se ne servì nei suoi panegirici? Quando mai lo fecero gli altri autori dell'antichità i quali, a differenza di quelli di oggi, erano sinceramente votati alle Muse?».

#### Svolta neoplatonica

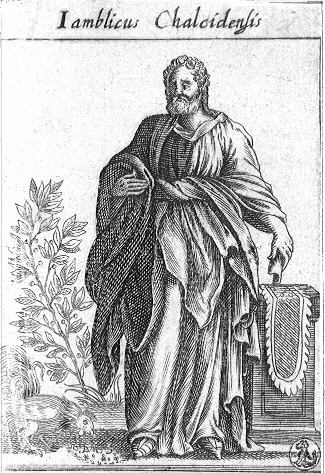
Il filosofo Giamblico, esponente di spicco della scuola filosofica del neoplatonismo.

Giuliano, a vent'anni, era «di media statura, con i capelli lisci, un'ispida barba a punta, con begli occhi lampeggianti, segno di viva intelligenza, le sopracciglia ben marcate, il naso diritto e la bocca piuttosto grande, con il labbro inferiore pendulo, il collo grosso e curvo, le spalle larghe, ben fatto dalla testa ai piedi, così da essere eccellente nella corsa». Era di carattere estroverso, di modi semplici e si faceva avvicinare volentieri, senza mostrare l'alterigia e il distacco comuni ai personaggi d'alto rango.
Fu forse per timore che Giuliano divenisse troppo popolare a Costantinopoli che Costanzo, nel 351, lo allontanò dalla corte mandandolo a studiare a Nicomedia, con la proibizione, espressa dal maestro Ecebolio, di assistere alle lezioni del rivale Libanio, il famoso retore pagano, del quale Giuliano si procurò comunque gli appunti delle lezioni e diventandone, come mostrano le sue orazioni giovanili, un aperto imitatore, e mantenendo una chiara traccia del suo stile anche negli scritti più maturi. I retori rivali Proeresio, Acacio di Cesarea e Tusciano di Frigia non esitarono a rimproverare a Giuliano la sua predilezione per l'arcaicizzante atticismo di un maestro che ostentava di ignorare le ricerche della moderna retorica.
Al completamento della sua formazione culturale mancava ancora lo studio della filosofia: tra le scuole filosofiche in auge al tempo vi era la filosofia neoplatonica, inaugurata da Plotino e proseguita con esiti diversi dai suoi diretti allievi Porfirio e Giamblico. Tutta la realtà è concepita come emanazione dell'entità divina assoluta, l'Uno: compito supremo dell'uomo è cercare di risalire a quell'unità, giungendo all'assimilazione mistica con il divino. Diversi sono tuttavia i mezzi per raggiungere la conoscenza assoluta, secondo le distinte scuole filosofiche: attraverso la razionalità del pensiero, oppure con la contemplazione o ancora utilizzando, come la scuola inaugurata da Giamblico, la divinazione e le pratiche magiche.
Giamblico, seguendo in questo Giuliano il Teurgo sul quale aveva scritto dei commentari, aveva introdotto nella filosofia neoplatonica una teurgia fondata sull'antica teologia degli Oracoli caldaici, diffusi nel II secolo da Giuliano il Caldeo e dal figlio Giuliano il Teurgo, una disciplina spirituale nella quale era essenziale il ricorso ad azioni, a parole e suoni rituali, dal magico potere di evocare dèi e dèmoni, di purificare l'anima del mýstes, permettendogli infine di unirsi alla divinità. La mantica non è però una scienza o un'arte che chiunque possa apprendere: è un dono riservato a pochi eletti.
Alla ricerca di un uomo che avesse tali doni sapienziali, da Nicomedia Giuliano fu indirizzato a Pergamo, dove esisteva la scuola neoplatonica tenuta dal successore di Giamblico, il vecchio Edesio di Cappadocia che, a sua volta, gli consigliò di frequentare le lezioni di due suoi allievi, Eusebio di Mindo e Crisanzio di Sardi. Dalle lezioni di Eusebio apprese l'esistenza di un teurgo di nome Massimo, apparentemente capace di strabilianti prodigi.

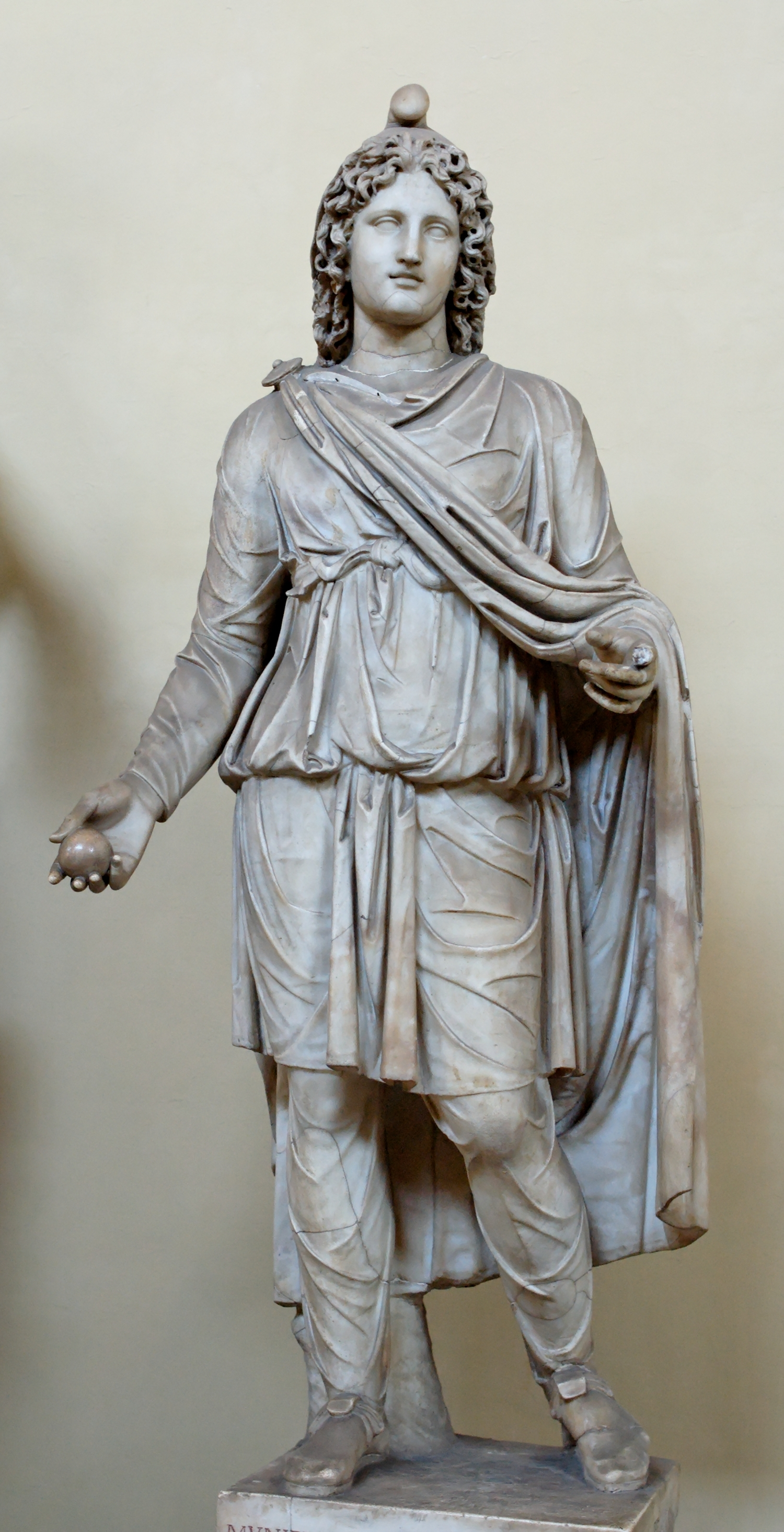
Il Mitra Chiaramonti.

Convinto di aver finalmente trovato l'uomo che cercava, nel 351 Giuliano si recò a Efeso per incontrarlo e da lui fu prima istruito, insieme con Crisanzio, alla teurgia giamblica. Come scrive Libanio, da essi Giuliano «sentì parlare degli dei e dei dèmoni, degli esseri che, in verità, hanno creato questo universo e lo mantengono in vita, apprese che cos'è l'anima, da dove viene, dove va, ciò che la fa cadere e ciò che la risolleva, ciò che la deprime e ciò che la esalta, che cosa sono per essa la prigionia e la libertà, come può evitare l'una e raggiungere l'altra. Allora egli respinse le sciocchezze alle quali aveva creduto fino ad allora per insediare nel suo animo lo splendore della verità». e fu infine iniziato ai misteri di Mitra.
Il rito d'iniziazione costituiva un'esperienza emotivamente molto intensa, del quale è possibile solo immaginare la scenografia: «l'oscurità attraversata da improvvisi lampi di luce, lunghi silenzi rotti da mormorii, voci, grida, e poi il frastuono di musiche cadenzate da un ritmo ripetitivo, profumi d'incenso e di altre fragranze, oggetti animati da formule magiche, porte che si spalancano e si chiudono da sole, statue che si animano e tanto fuoco di torce».
Fu questo il primo dei sette gradi del percorso iniziatico ai misteri, il cui scopo era la ricerca della perfezione spirituale e morale, da svolgere secondo un'ascesa planetaria che doveva condurre l'anima purificata dell'iniziato fino alla sfera delle stelle fisse, il «regno divino posto al di là del tempo e dello spazio che condizionano con le loro leggi la sfera cosmica e umana. Giunto nello stadio finale dell'apogenesis, libero ormai dal ciclo di morte e rinascita – o, in termini mitraici, compiutamente salvato – il pater era al sicuro per l'eternità».
Giuliano vorrà un giorno con sé Massimo eleggendolo a sua guida spirituale. Con l'iniziazione ai misteri del Sole invitto, egli realizzò un'aspirazione cui tendeva fin da bambino: «fin da fanciullo fu insito in me un immenso amore per i raggi del dio, e alla luce eterea indirizzavo il pensiero tanto che, non stanco di guardare sempre al Sole, se uscivo di notte con un cielo puro e senza nubi, subito, dimentico di tutto, mi volgevo alle bellezze celesti [...]», e insieme credette di cogliere, della propria esistenza, la necessità che la rendeva parte essenziale del tutto: «chi non sa trasformare, ispirato da divina frenesia, la pluralità di questa vita nell'essenza unitaria di Dioniso [...] corre il rischio di vedere la propria vita scorrere via in molteplici direzioni, e con ciò sfrangiarsi e svanire [...] verrà per sempre privato della conoscenza degli dèi che io giudico più preziosa del dominio del mondo intero».

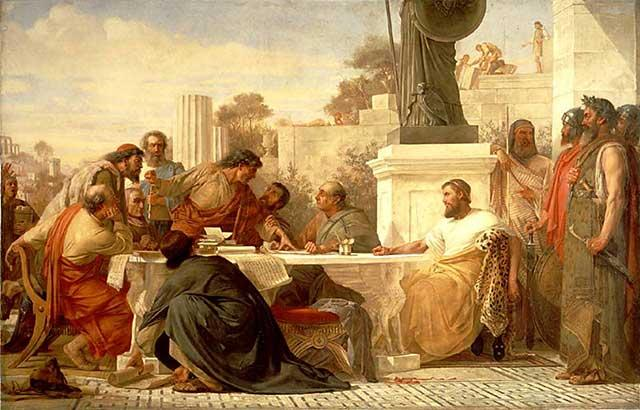
Edward Armitage: Convito di Giuliano, 1875.

Intanto, nel 350, nuovi scenari politici e militari erano apparsi in Occidente: il comandante della guardia imperiale Magnenzio aveva spodestato e ucciso l'imperatore Costante. Per reagire a questa inattesa minaccia, Costanzo ritenne necessario fare appello ai parenti più prossimi: il 15 marzo 351 nominò cesare Gallo facendolo sposare, a suggello di una pur precaria alleanza, con la sorella Costanza e affidandogli il controllo dei territori orientali dell'Impero, partendo poi ad affrontare in una guerra, difficile ma infine vittoriosa, l'usurpatore Magnenzio.
Gallo, in viaggio per Antiochia, si fermò a Nicomedia, dove nel frattempo Giuliano aveva fatto ritorno, ed ebbe il sospetto delle nuove suggestioni filosofiche e religiose del fratellastro: per avere più chiari ragguagli su questa circostanza, inviò subito dopo a Giuliano l'ariano Aezio, fondatore della setta degli Anomei, e pertanto sostenitore della natura soltanto umana di Cristo, perché gli riferisse del suo comportamento. Giuliano, pur intenzionato a nascondere la sua svolta spirituale facendosi passare per cristiano praticante – tanto da farsi nominare lettore della chiesa di Nicomedia – s'intese amabilmente con questo intelligente teologo il quale, pur avendo probabilmente compreso i segreti convincimenti del giovane principe, inviò a Gallo rapporti rassicuranti sul conto di Giuliano, il quale, una volta imperatore, lo ospiterà più volte a corte.

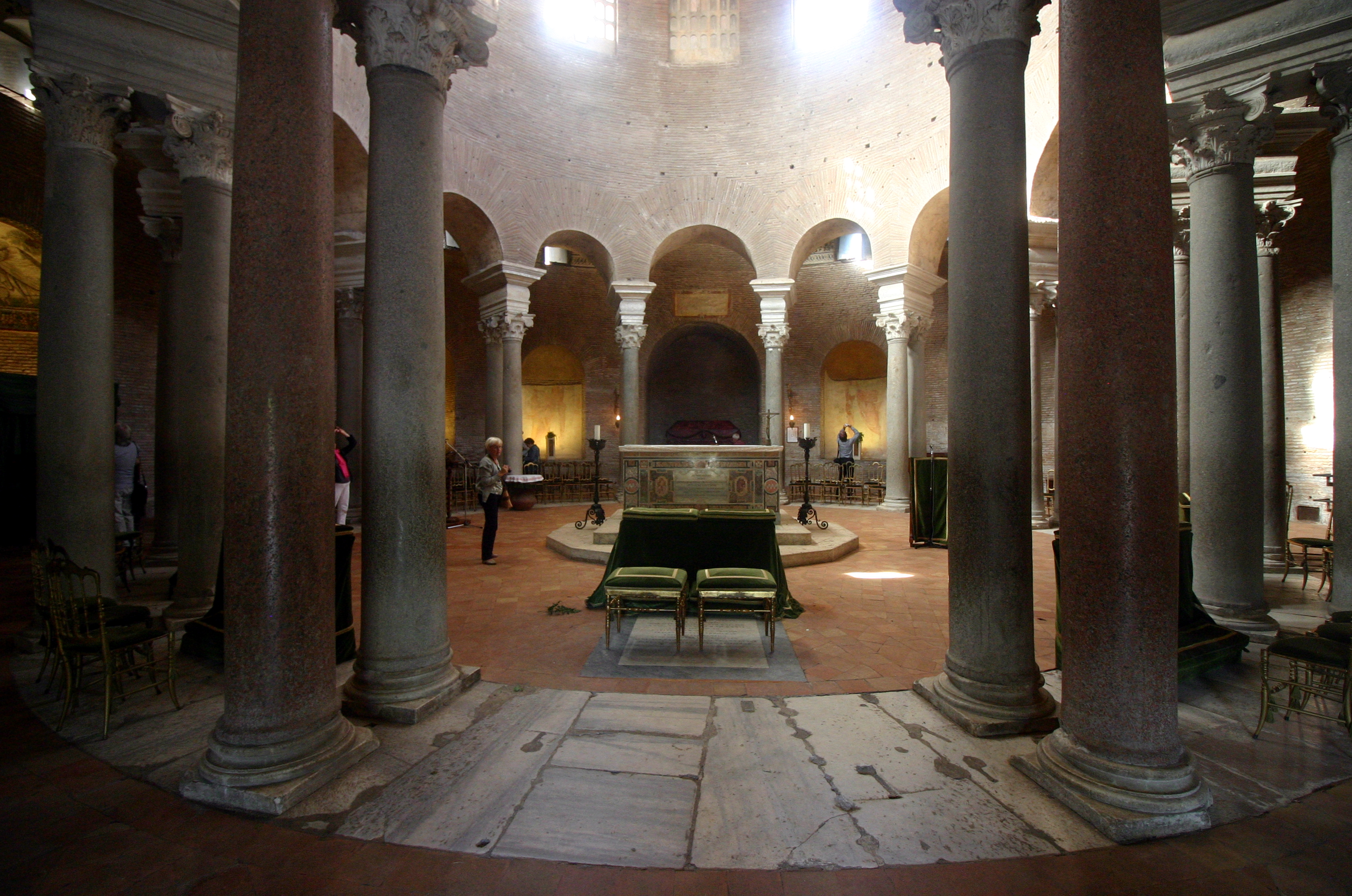
Il Mausoleo di Santa Costanza a Roma era in realtà il mausoleo di Costantina, la cognata di Giuliano, poi santificata col nome di Costanza.

Del resto, era ben difficile, al di là di ogni precauzione, non venire a conoscenza delle opinioni di Giuliano che in quel periodo intratteneva nella casa di Nicomedia e nelle vicina villa ereditata dalla nonna una numerosa compagnia di «amici delle Muse e degli altri dei» in lunghe conversazioni rallegrate dal vino della sua vigna. Dalle lettere di Giuliano si conoscono alcuni nomi dei suoi convitati: Libanio, il retore Evagrio, amico di Massimo, Seleuco, che diventerà sommo sacerdote e scrisse due libri sulla sua campagna sasanide, lo scrittore Alipio e «la meravigliosa Arete», discepola di Giamblico, che forse iniziò Giuliano ai misteri frigi. In quei conviti non si mancava di formulare progetti nel caso non impossibile che un giorno Giuliano salisse al soglio dell'Impero: «egli ambiva a dare ai popoli la loro prospettiva perduta e soprattutto il culto degli dei. Ciò che più commuoveva il suo cuore erano i templi rovinati, le cerimonie proibite, gli altari rovesciati, i sacrifici soppressi, i sacerdoti esiliati, le ricchezze dei santuari distribuite a persone miserabili».
Queste speranze sembrarono avere una brusca e definitiva fine. Costanzo II, informato degli eccessi criminali ai quali Gallo e la moglie Costantina si abbandonavano ad Antiochia, nell'autunno del 354 invitò la coppia a Mediolanum (Milano): mentre Costantina, colta da febbri, moriva in Bitinia durante il viaggio, Gallo, quando arrivò nel Norico, a Petovio – l'attuale Ptuj – fu trascinato fino a Fianona, presso Pola, e decapitato nel carcere dove già Crispo era stato fatto uccidere dal padre Costantino. Quanto a Costantina, era attesa da un curioso destino postumo: questa «singolare eroina, che fece scorrere, lei sola, più sangue umano di quanto ne avrebbero versato molte bestie feroci», fu santificata in quanto «vergine» e i suoi resti depositati in un celebre mausoleo romano a lei intitolato, dove sarà inumata anche la sorella Elena, moglie di Giuliano.
Giuliano, scrivendo successivamente su quei fatti, attenuò le responsabilità di Gallo nelle vicende di cui sarebbe stato responsabile, considerando che il fratello fosse stato provocato e non ritenendolo meritevole della condanna a morte; egli rileva anche come non gli fosse stato nemmeno consentito di difendersi in un regolare processo e sottolinea la nefasta influenza dei funzionari della corte di Costanzo, il praepositus sacri cubiculi Eusebio, innanzi tutto, il tribunus scutariorum Scudilone, il comes domesticorum Barbazione, l'agens in rebus Apodemio e il notarius Pentadio.

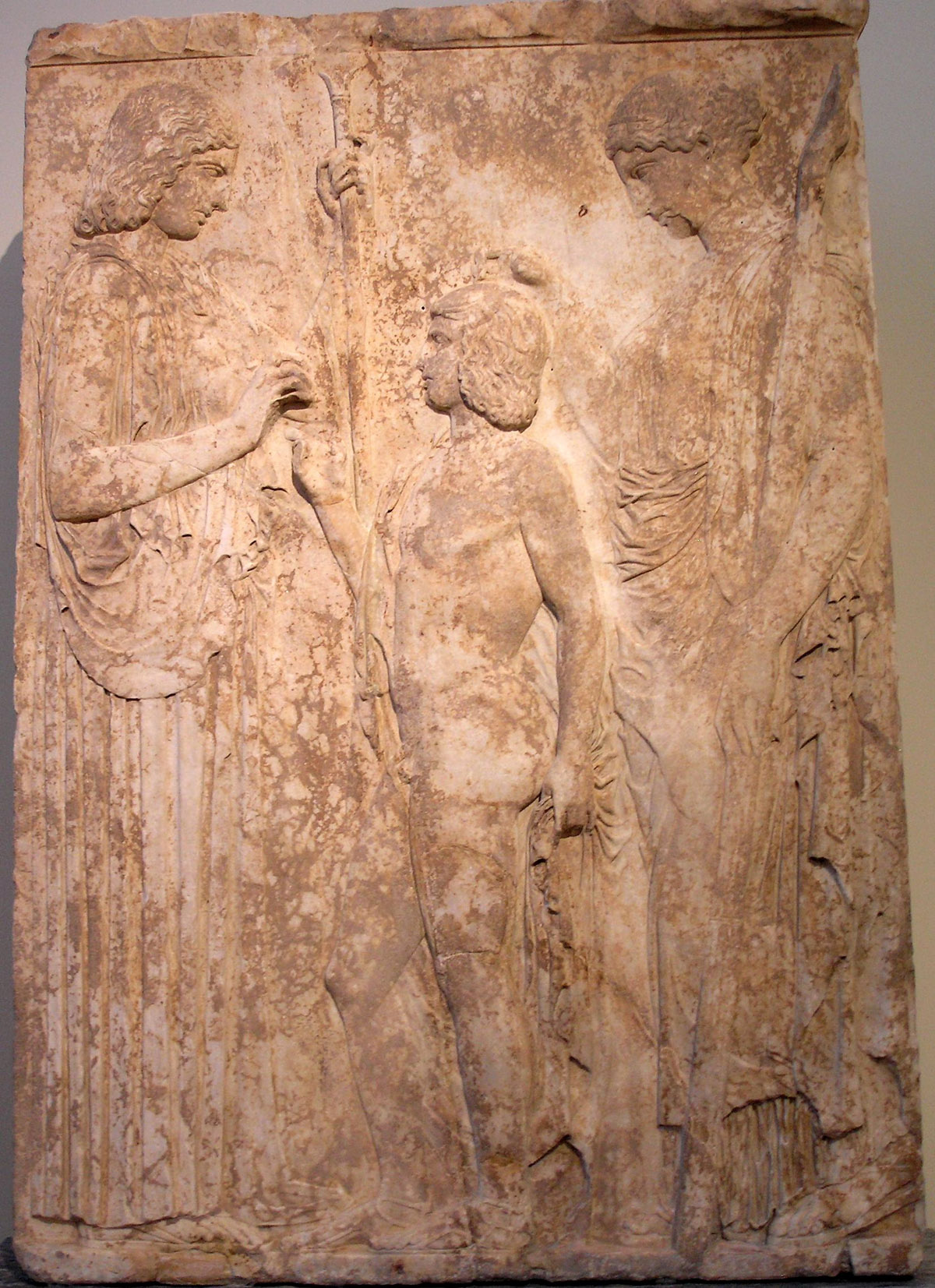
Demetra, Trittolemo e Persefone.

Subito dopo l'esecuzione di Gallo, Giuliano fu convocato a Mediolanum. Si può immaginare con quale animo intraprendesse il viaggio, durante il quale volle visitare un luogo caro alla sua fantasia, la Ilio cantata da Omero, dove Pegasio, un vescovo che si definiva cristiano ma che segretamente «adorava il Sole», favoriva il culto di Ettore, la cui statua di bronzo «brillava, tutta lucida d'olio» e accompagnò Giuliano a visitare il tempio di Atena e la presunta tomba di Achille.
Dall'Anatolia s'imbarcò per l'Italia: giunto a Mediolanum, fu incarcerato e, senza poter ottenere udienza dall'imperatore, gli furono rivolte le accuse di aver tramato con Gallo ai danni di Costanzo e persino di avere, adolescente, lasciato Macellum senza autorizzazione. L'inconsistenza delle accuse, l'intercessione dell'influente retore Temistio e l'intervento della generosa e colta imperatrice Eusebia posero fine dopo sei mesi alla prigionia di Giuliano, al quale fu imposto di risiedere ad Atene, dove giunse nell'estate del 355. Nessun'"imposizione" lo avrebbe potuto gratificare di più: era «come se Alcinoo, dovendo punire un Feace colpevole, l'avesse messo in prigione nei propri giardini».
La grande città, pur spogliata durante i secoli di buona parte dei suoi capolavori d'arte e priva degli straordinari personaggi che l'avevano resa la capitale intellettuale del mondo occidentale, manteneva tuttavia intatta la suggestione che derivava dalle sue memorie e rimaneva un centro di cultura favorito dai numerosi studenti che frequentavano le sue scuole. Molto successo aveva l'insegnamento della retorica, già tenuto da Giuliano il Sofista, e ora dal suo vecchio allievo, il cristiano armeno Proeresio, prodigioso oratore che aveva per rivale il pagano Imerio, stabilitosi ad Atene dall'originaria Prusia, e iniziatosi insieme con il figlio ai misteri eleusini.
Come già a Efeso gli aveva consigliato Massimo, Giuliano in settembre si recò a Eleusi, ove nel tempio di Demetra e Persefone, compiute le purificazioni di rito e incoronato di mirto, partecipò al pasto simbolico, bevve il ciceone e conobbe il famoso ierofante che gli spiegò il complicato simbolismo della cerimonia e lo introdusse ai misteri. Visitò poi il Peloponneso, dicendosi convinto che la filosofia non avesse abbandonato «né Atene, né Sparta, né Corinto e le sue sorgenti bagnano l'assetata Argo».
Ad Atene frequentò soprattutto il filosofo neoplatonico Prisco, l'allievo di Edesio, che lo invitò nella sua casa e gli fece conoscere la propria famiglia: da imperatore, Giuliano lo volle con sé e Prisco, che sarà presente con Massimo al suo letto di morte, consolandone l'ora estrema, «giunto all'estrema vecchiezza, scomparve insieme ai templi greci».
Conobbe anche, ma di sfuggita, i cristiani Basilio di Cesarea e Gregorio di Nazianzo, che di Giuliano ha lasciato un velenoso ritratto: «Non prevedevo nulla di buono vedendo il suo collo sempre in movimento, le spalle sobbalzanti come piatti di una bilancia, gli occhi dallo sguardo esaltato, l'andatura incerta, il naso insolente, il riso sguaiato e convulso, i movimenti della testa senza ragion d'essere, la parola esitante, le domande poste senza ordine né intelligenza e le risposte che si accavallavano le une con le altre come quelle di un uomo senza cultura». Ma se non si tiene conto, in questo ritratto, della voluta caricatura, resta semplicemente la comune immagine di un uomo timido, goffo quando si sente osservato e che si emoziona e arrossisce quando deve parlare in pubblico.
Già nell'autunno di quel 355 gli giunse inaspettato l'ordine di presentarsi ancora a Mediolanum. È comprensibile che il comando di un capriccioso e sospettoso tiranno come Costanzo dovesse turbarlo profondamente: «Che torrenti di lacrime ho versato» – scriverà agli Ateniesi – «che gemiti, le mani levate verso l'Acropoli della vostra città, invocando Athena [...] La dea stessa sa meglio di chiunque che ad Atene le ho chiesto di morire piuttosto che tornare a corte. Ma lei non ha tradito il suo supplice e non lo ha abbandonato [...] Mi ha guidato ovunque e ovunque mi ha inviato gli angeli custodi di Elio e di Selene».

### Giuliano Cesare

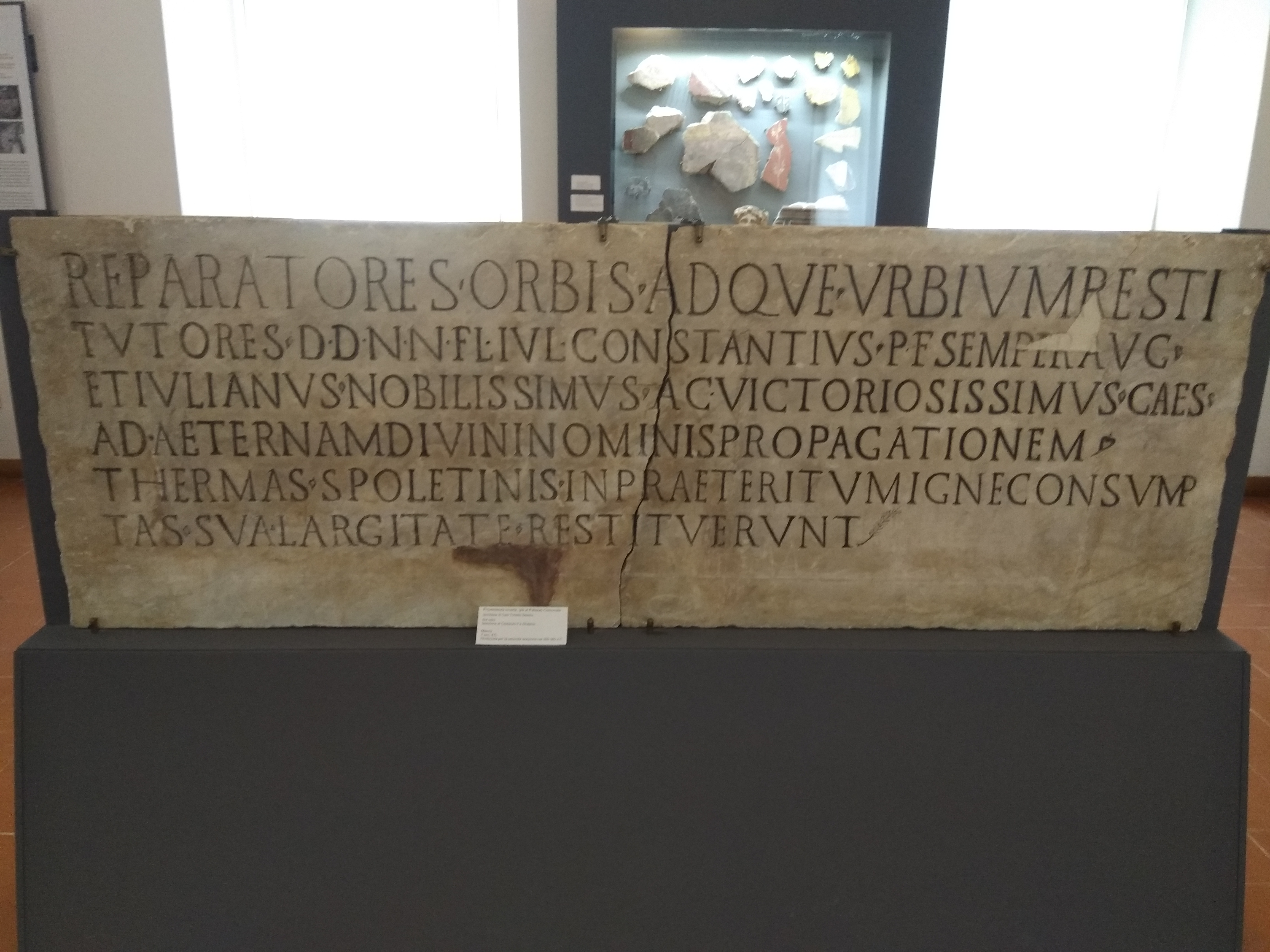
Iscrizione attestante il restauro delle terme di Spoletium distrutte da un incendio per volere dell'imperatore romano Costanzo II e del suo cesare Giuliano

Mentre in ottobre Giuliano veleggiava alla volta dell'Italia, Costanzo II si sbarazzava con l'inganno e l'assassinio del generale Claudio Silvano, comandante delle legioni stanziate in Gallia, il sesto usurpatore del suo regno. Ma i problemi con le temibili tribù germaniche, in quella regione di confine, si erano aggravati: Franchi e Alemanni superavano le frontiere conquistando le piazzeforti romane, mentre a est i Quadi entravano in Pannonia e in Oriente i Sasanidi premevano sull'Armenia, e ancora una volta Giuliano fu fatto aspettare alle porte di Mediolanum, quasi che la corte stesse decidendo in quei giorni del suo destino.
In una notte passata nell'angosciosa incertezza di una sorte che temette segnata, si appellò agli dèi, che nel suo pensiero gli parlarono, rimproverandolo: «Tu che ti consideri un uomo stimabile, un saggio e un giusto, ti vuoi sottrarre alla volontà degli dei, non permetti che dispongano di te a loro piacimento? Dov'è il tuo coraggio? Che te ne fai? C'è da ridere: eccoti pronto a strisciare e adulare per paura della morte, mentre è tua facoltà gettarti tutto alle spalle e lasciare che gli dèi facciano come vogliono, affidando loro la cura di occuparsi di te, proprio come suggerisce Socrate: fare, nella misura del possibile, ciò che dipende da te, e tutto il resto rimetterla a loro; non cercare di ottenere nulla ma ricevere con semplicità quello che loro ti danno».
E Giuliano attribuì a questo suo abbandono alla volontà divina la decisione che la corte prese nei suoi riguardi. Su consiglio di Eusebia, a Giuliano fu concessa la porpora di Cesare che Costanzo gli vestì il 6 novembre 355 a Mediolanum dinanzi alle truppe schierate: «Una giusta ammirazione accolse il giovane Cesare, raggiante di splendore nella porpora imperiale. Non si cessava di contemplare quegli occhi terribili e affascinanti al tempo stesso e quella fisionomia alla quale l'emozione dava grazia». Poi prese posto sul carro di Costanzo per tornare a palazzo, mormorando, nel ricordo del destino di Gallo, il verso di Omero: «Preda della morte purpurea e del destino inflessibile».
Finché rimase a corte, benché Cesare, la sua condizione di sorvegliato non mutò: «chiavistelli e guardiani alle porte, esaminate le mani dei servi perché nessuno mi consegnasse biglietti di amici, servitori stranieri!». Ebbe però a disposizione anche quattro servitori di sua fiducia, tra i quali il medico Oribasio e il segretario Evemero, «l'unico che era al corrente della mia fede per gli dèi e segretamente la praticava con me», il quale si occupò anche della biblioteca regalata a Giuliano dall'imperatrice Eusebia. Quasi nulla si sa dell'africano Evemero, mentre Oribasio fu sempre al suo fianco e tenne un diario utilizzato poi dallo storico Eunapio. Altrettanto poco è noto di Elena, la sorella di Costanzo che questi diede in sposa in quei giorni a Giuliano: ella passò come un'ombra nella vita del marito, che di lei non parla praticamente mai. Ebbe un bambino nato morto e almeno un aborto spontaneo: cristiana, morì a Vienne nel 360 e fu tumulata a Roma, accanto alla sorella Costantina.

#### Le campagne militari in Gallia

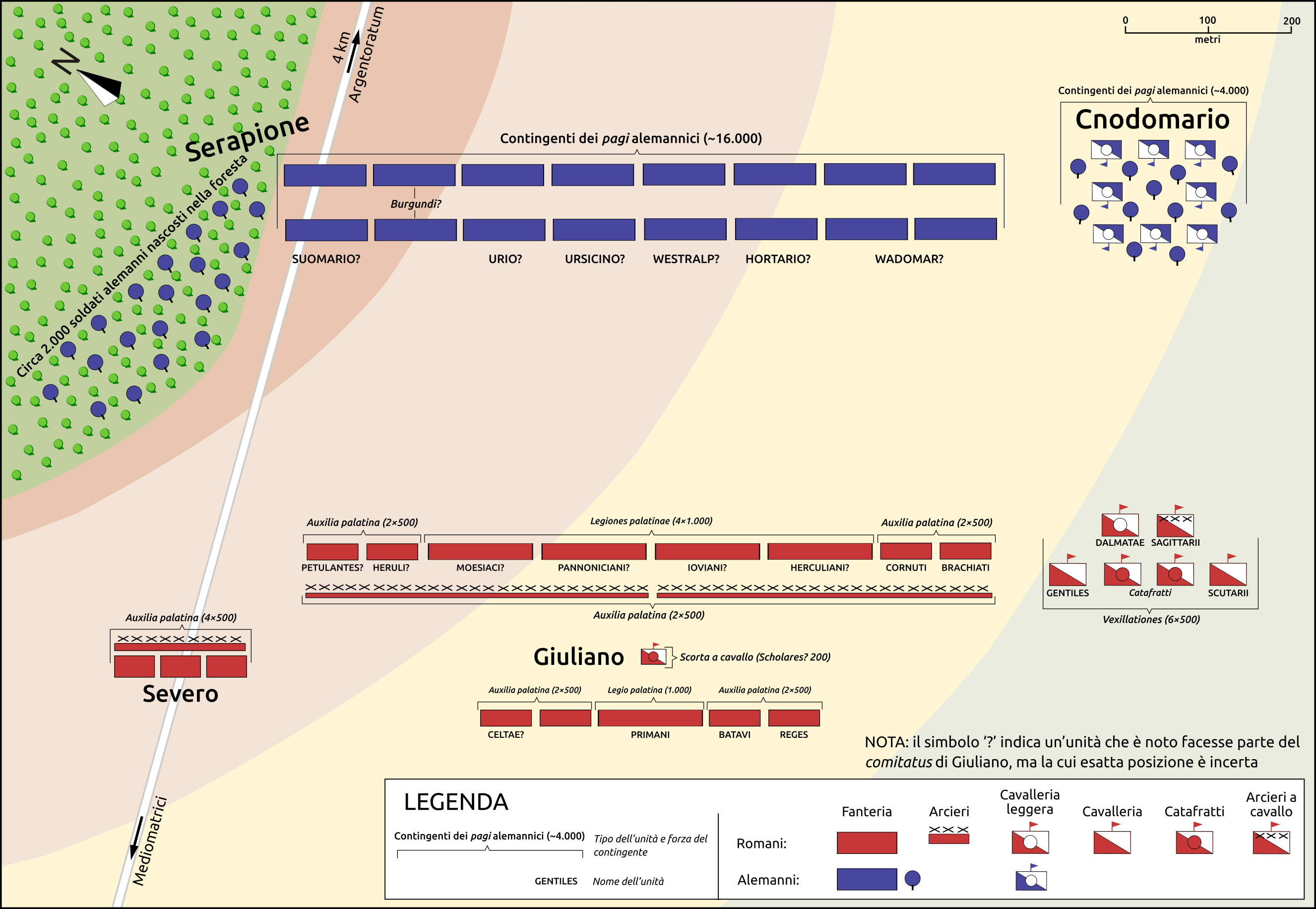
Disposizione iniziale delle truppe nella battaglia di Strasburgo (agosto 357). In blu gli Alemanni, in rosso i Romani. Le legioni occupano il centro dello schieramento romano mentre gli auxilia le ali. La posizione di Giuliano, con la propria scorta di 200 cavalieri (probabilmente scholares), è dopo le prime due linee della fanteria legionaria avendo alla sua sinistra il distaccamento di Severo. Le forze romane ammontano approssimativamente a 15.000 unità. Gli Alemanni (in notevole superiorità numerica) sono suddivisi in singoli contingenti, denominati pagus, di circa 800 uomini ciascuno; alcuni reparti sono nascosti nella foresta posta sul lato destro del loro schieramento, mentre la cavalleria è schierata sul loro fianco sinistro. Giuliano intercettò personalmente la cavalleria catafratta romana che stava abbandonando il campo dopo il primo scontro col nemico, e la riportò in azione. La vittoria conseguita da Giuliano ebbe ancora più valore considerata la superiorità numerica del nemico.

Il 1º dicembre 355, Giuliano, con una scorta di 360 soldati, partiva alla volta della Gallia. Non aveva avuto una specifica preparazione militare: cercò di acquisire almeno un'esperienza teorica attraverso la lettura dei Commentari di Cesare – anche un modo di raffinare la sua non elevata conoscenza del latino – e delle Vite parallele di Plutarco. I suoi poteri erano stranamente limitati: il comando militare sarebbe stato esercitato da Marcello, mentre alla prefettura andava Florenzio e la questura era esercitata da Salustio, i quali avrebbero dovuto rispondere del loro operato unicamente a Costanzo. È evidente che l'imperatore continuava a diffidare del cugino e gli aveva tolto quanti più poteri possibili nel timore di una sua usurpazione. Il corteo passò per Torino, superò le Alpi attraverso il passo del Monginevro, sboccò a Briançon e infine raggiunse Vienne, dove Giuliano stabilì la sua residenza.
Superato l'inverno, nel giugno del 356 si mise in marcia verso Autun, poi a Auxerre e a Troyes, dove disperse un gruppo di barbari e da qui si congiunse a Reims con l'esercito di Marcello. Subìta una sconfitta dagli Alamanni, si riprese inseguendoli fino a Colonia, che fu abbandonata dal nemico. Essendo sopraggiunto l'inverno, si ritirò nel campo trincerato di Sens, dove dovette sopportare un assedio senza che Marcello gli portasse aiuto. Denunciato il comportamento di quel magister militum all'imperatore, Costanzo II rimosse Marcello dall'incarico, sostituendolo con Severo e affidando finalmente il comando di tutto l'esercito di Gallia a Giuliano.
L'estate successiva decise un attacco oltre la frontiera del Reno, predisponendo un piano di aggiramento del nemico da realizzare con l'ausilio dei 30.000 uomini giunti dall'Italia al comando del generale Barbazione, ma il piano fallì per la dura sconfitta subita da questi, a seguito della quale il generale lasciò l'esercito tornando a Mediolanum. Gli Alamanni, comandati da Cnodomario, cercarono di sfruttare il momento favorevole attaccando Giuliano nei pressi di Strasburgo: dopo che Giuliano in persona riorganizzò e riportò in battaglia la cavalleria pesante romana in rotta, gli Alemanni, superiori in numero, cercarono di sfondare il centro dello schieramento romano, che resistette con difficoltà: poi, la disciplinata fanteria romana si riprese e vinse la battaglia, mettendo in fuga gli Alamanni oltre il Reno. Il comandante Cnodomario, fatto prigioniero, fu inviato alla corte milanese come trofeo di guerra: morirà pochi anni dopo, prigioniero a Roma, in una casa imperiale sul colle Celio.

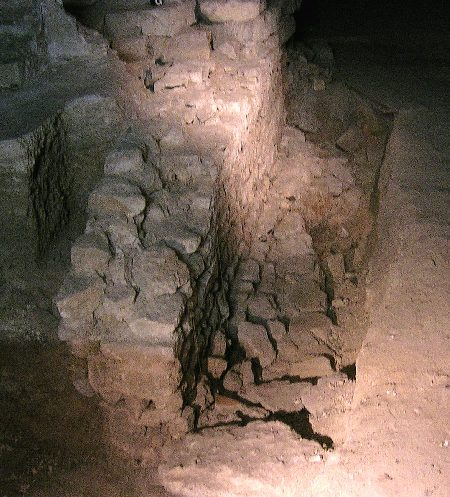
Ruderi romani a Parigi.

Giuliano sfruttò la vittoria di Strasburgo, superando il Reno e devastando il territorio nemico, fino a rioccupare gli antichi presidi romani che erano caduti da anni in mano al nemico. Poi concluse una tregua, ottenne la restituzione dei prigionieri e si volse contro le tribù franche che nel frattempo razziavano i territori del nord della Gallia, costringendole alla resa dopo un lungo assedio in due fortificazioni nei pressi della Mosa. Finalmente, i romani potevano ritirarsi, a inverno inoltrato, negli accampamenti stabiliti a Lutetia Parisiorum, l'attuale Parigi.
Così la descrive Giuliano: « [...] la mia cara Lutezia. I Celti chiamano così la cittadina dei Parisii. È un'isola non grande, posta sul fiume, e un muro la cinge tutta intorno, ponti di legno permettono il passaggio da entrambi i lati, e raramente il fiume cala o s'ingrossa, in generale rimane uguale d'estate e d'inverno, offrendo un'acqua dolcissima e purissima a chi vuole vederla o berla. Proprio perché è un'isola, di lì soprattutto gli abitanti devono attingere l'acqua [...] presso di loro cresce una buona vite, vi sono inoltre alcuni fichi che hanno disposto proteggendoli d'inverno [...]». Mentre sulla riva destra si estendeva una foresta, oltre all'isolotto sulla Senna, anche la riva sinistra del fiume era abitata e vi sorgevano case, un anfiteatro e l'accampamento delle truppe.

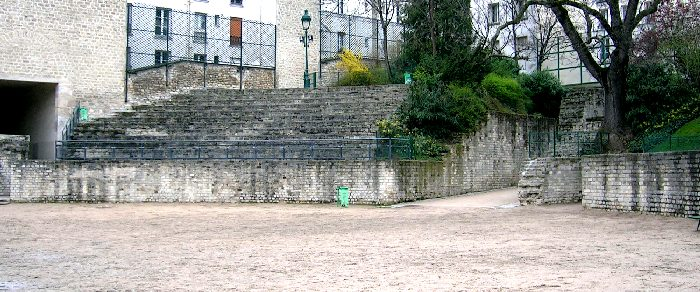
Parigi: resti dell'anfiteatro romano nel V Arrondissement.

Nella successiva primavera del 358 Giuliano riprese le ostilità contro i Franchi Salii, nella Toxandria – le attuali Fiandre – ai quali impose lo stato di ausiliari e, superata la Mosa, respinse i Franchi Camavi oltre il Reno. Quando si trattò di marciare nuovamente contro gli Alamanni, l'esercito si rifiutò di obbedire, protestando per il mancato pagamento del salario. In realtà, Giuliano disponeva di poche risorse: riuscì a sedare le proteste e a superare il Reno, recuperando prigionieri romani e requisendo il materiale – ferro e legname – per ricostruire i vecchi presidi distrutti. Una flotta, in parte ricostruita e in parte proveniente dalla Britannia, consentiva i rifornimenti risalendo dal mare del Nord i due maggiori fiumi della Mosa e del Reno.
L'anno successivo proseguì l'opera di difesa dei confini e oltrepassò per la terza volta il Reno per ottenere la sottomissione delle ultime tribù alemanne: il suo storico scrive che Giuliano «dopo che ebbe lasciato le provincie occidentali e per tutto il tempo che rimase in vita, tutti i popoli si mantennero quieti, quasi fossero stati pacificati dal caduceo di Mercurio».

#### L'amministrazione di Giuliano in Gallia

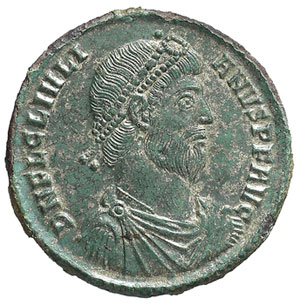
Maiorina di Giuliano, recto.

Gli storici del tempo sono concordi nel dare della Gallia, prima dell'arrivo di Giuliano, un'immagine di desolazione, dovuta tanto alle frequenti scorrerie dei barbari, che le difese romane non riuscivano a contrastare, provocando così l'abbandono dei territori prossimi alle frontiere orientali, quanto all'esosità delle imposizioni fiscali, che colpiva tutta la nazione, e alla crisi generale del sistema economico schiavistico, aggravatasi a partire dal III secolo, che coinvolgeva tutto il mondo romano e in particolare l'Impero d'Occidente.
I grandi proprietari e i cittadini abbienti abbandonavano le città, lasciando decadere le attività artigiane e commerciali, preferendo le più sicure residenze di provincia e investendo nel latifondo che s'ingrandiva a danno della piccola proprietà. La minore ricchezza prodotta dalle provincie rendeva intollerabile la tassazione che veniva fissata dallo Stato per decreto quindicennale – la indictio – e le minori entrate provocavano l'imposizione di una nuova tassazione, la superindictio.
Questa imposta fondiaria, la capitatio, era fissata per capita, cioè per unità familiare e ammontava in quegli anni a 25 solidi, e veniva spesso evasa dai grandi proprietari, che potevano garantirsi l'impunità o, al più, godere nel tempo di favorevoli condoni.

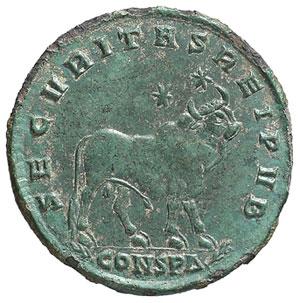
Maiorina di Giuliano, verso.

Nel 358 il prefetto Florenzio, di fronte ai minori incassi percepiti rispetto al gettito previsto, impose una tassa supplementare alla quale Giuliano s'oppose, dichiarando che sarebbe «morto piuttosto di dare il proprio consenso a tale misura». Rifatti i conti delle entrate necessarie, Giuliano dimostrò che le tasse riscosse erano sufficienti per le necessità della provincia e si oppose, da una parte, a che nella Gallia Belgica, particolarmente colpita dalle invasioni, si perseguissero i contribuenti inadempienti e dall'altra, alla concessione di condoni ai ricchi evasori delle altre province.
Secondo Ammiano, Giuliano finì col ridurre di due terzi la capitatio: quando Giuliano giunse in Gallia «il testatico e l'imposta fondiaria gravavano su ognuno in misura di venticinque pezzi d'oro; quando se ne andò, sette pezzi erano più che sufficienti a soddisfare l'esigenza dell'erario. Per questo, quasi che il sole avesse ripreso a splendere, dopo un uggioso periodo di oscurità, vi furono danze e grande letizia».
Si occupò anche dell'amministrazione della giustizia, presiedendo i processi di appello secondo l'antica tradizione imperiale, e mostrando lo scrupolo necessario a che i querelanti fornissero le prove delle loro accuse: infatti, «chi sarà innocente se basterà accusare?», rispose all'esclamazione «chi sarà colpevole se basterà negare?» detta dall'accusatore e mandando assolto il funzionario Numeriano. Nel 359 non volle invece favorire il prefetto Florenzio in un processo che lo vedeva coinvolto, lasciando la causa al suo amico e consigliere, il questore Salustio, che la corte imperiale finì per destituire su istigazione dello stesso Florenzio.
L'allontanamento di Salustio fu un duro colpo per Giuliano: «Quale amico devoto mi resta per il futuro? Dove troverò tanta schietta semplicità? Chi mi inviterà alla prudenza con buoni consigli e affettuosi rimproveri, o mi inciterà a compiere il bene senza arroganza, o saprà parlarmi con franchezza dopo aver messo da parte ogni rancore?».

#### I panegirici di Giuliano
Quello per l'amico Salustio è il quarto dei panegirici composti da Giuliano. Gli altri tre furono composti, sempre in Gallia, uno per l'imperatrice Eusebia e due per Costanzo. A Eusebia aveva espresso nel 356 la propria riconoscenza per la protezione che ella gli aveva accordato e per l'interessamento mostrato per quanto egli amava: la possibilità di stabilirsi ad Atene, gli studi filosofici, i libri ricevuti in dono.
Se l'orazione per Eusebia è sincera, non tali possono certamente considerarsi le due orazioni dedicate a Costanzo, che tuttavia mantengono egualmente interesse. Nella prima, composta contemporaneamente a quella per Eusebia, dipinge Costanzo come «un cittadino sottoposto alla legge, non un monarca al di sopra di essa»: un'affermazione di coperta ironia che non solo non corrisponde alla realtà, ma esprime una concezione opposta a quella esposta dallo stesso Costanzo, il quale nella sua Lettera al Senato aveva teorizzato una società senza leggi – da lui considerate espressioni della perversione della natura umana – bastando la figura dell'imperatore, incarnazione della legge divina, a regolare secondo giustizia il civile consesso umano.
Il secondo panegirico per Costanzo fu composto poco dopo la vittoria di Strasburgo, che Costanzo si era attribuita a proprio merito: infatti, l'orazione si apre accennando all'episodio omerico dello scontro tra Achille e il capo supremo Agamennone che, «invece di trattare i propri generali con tatto e moderazione, era ricorso alle minacce e all'insolenza, quando aveva sottratto ad Achille la ricompensa del suo valore». D'altra parte, Giuliano ammonisce se stesso e insieme garantisce a Costanzo la sua lealtà quando ricorda che «Omero ammonisce i generali a non reagire alle insolenze dei re e li invita a sopportare le loro critiche con autocontrollo e serenità».
Nel panegirico viene affrontata anche la questione della legittimità del sovrano, che Giuliano esprime in modo apparentemente contraddittorio. Da una parte, infatti, la legittimità del potere regale deriva dalla discendenza dinastica: se infatti Zeus e Hermes avevano legittimato i Pelopidi che avevano regnato su una parte della piccola Grecia per sole tre generazioni, a maggior motivo i discendenti di Claudio il Gotico – fra i quali Giuliano inserisce se stesso – che regnano ormai da quattro generazioni sul mondo intero, devono essere considerati sovrani legittimi.
D'altra parte, però, la legge nasce da Dike ed è perciò «frutto sacro e compiutamente divino della più potente delle divinità», mentre il re non è l'«incarnazione della legge», ma solo il custode della parola divina. Pertanto, non essendo il regnante incarnazione della legge, ossia della virtù, la legittimità della sovranità non ha la propria fonte dalla nascita, che non può di per sé garantire la virtù del sovrano: questi «dovrebbe tenere lo sguardo fisso al re degli dei del quale è servo e profeta». Il buon sovrano ha tre compiti fondamentali da svolgere: amministrare la giustizia, garantire il benessere del popolo e difenderlo dalle aggressioni esterne.
Il panegirico contiene anche un'aperta professione di fede, che sembra anche una minaccia: «Spesso gli uomini hanno rubato le offerte votive di Elio e distrutto i suoi templi: alcuni sono stati puniti, altri sono stati abbandonati a se stessi perché ritenuti immeritevoli della punizione che porta al pentimento». Ha ragione, secondo Giuliano, la religione popolare a sostenere l'esistenza reale delle divinità, ma il saggio fa meglio, neoplatonicamente, a considerare le divinità espressioni simboliche di realtà e verità spirituali. Giuliano conclude invitando Costanzo a non cedere alla tracotanza e a non dar credito alle calunnie dei consiglieri: «Cosa terribile è la calunnia! Divora il cuore e ferisce l'anima, più di quanto il ferro non possa ferire la carne!».

#### Acclamazione a imperatore

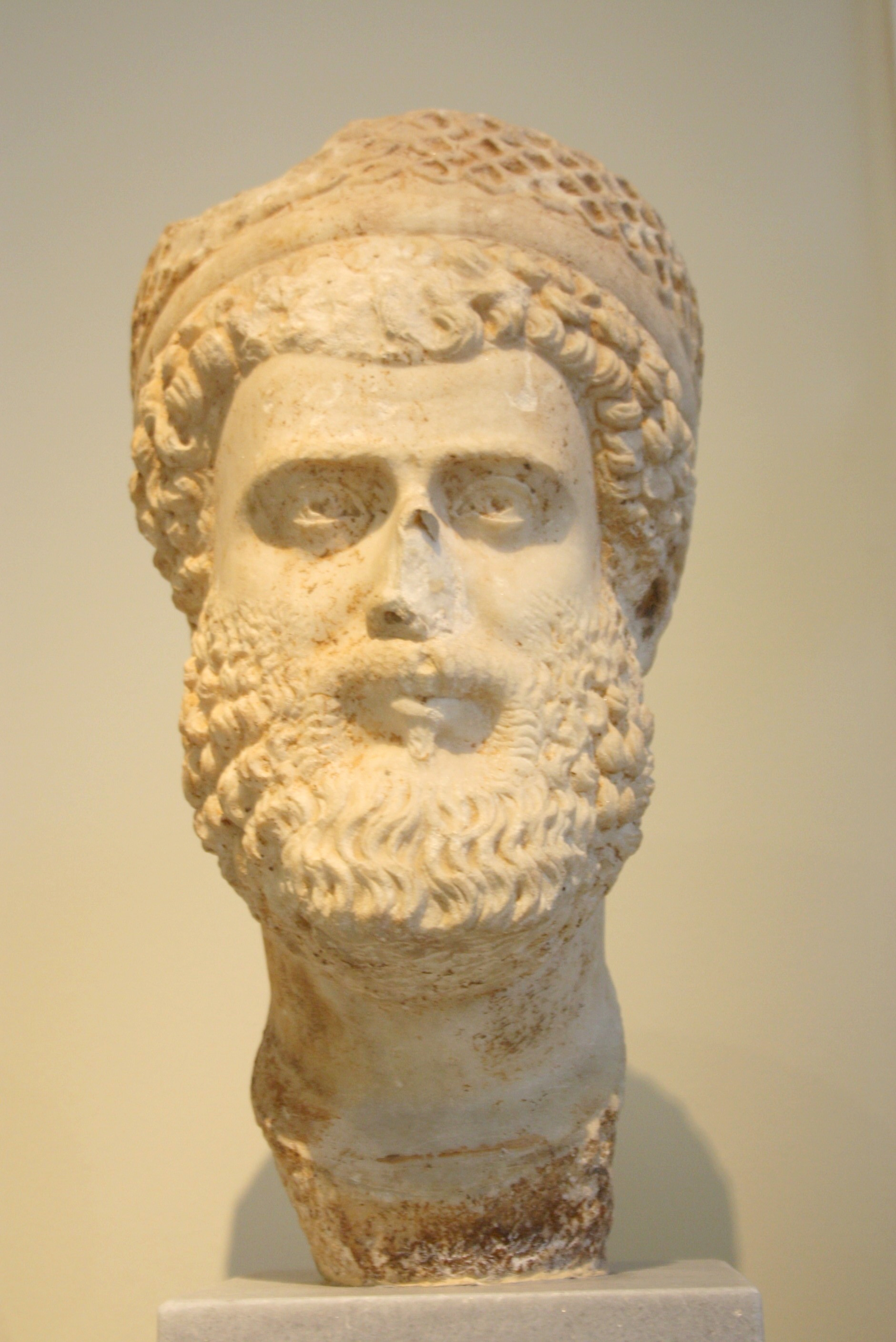
Busto probabilmente raffigurante Giuliano, Museo archeologico di Atene.

Nel gennaio del 360 Costanzo II, per far fronte alla pressione dei Persiani nelle frontiere orientali, inviò in Gallia il tribuno e notarius Decenzio a richiedere non direttamente a Giuliano, ma al generale Lupicino le truppe ausiliarie combattenti sotto le insegne romane composte da Celti, Eruli, Petulanti e Batavi, e al tribunus stabuli Sintula parte della guardia personale di Giuliano, per impiegarle contro la costante minaccia persiana. Più della metà dell'esercito di Gallia sarebbe stato così messo a disposizione di Costanzo.
Causa l'assenza di Lupicino, impegnato in Britannia, fu Giuliano a dover trattare con Decenzio. Pur facendo presente che a quelle truppe egli aveva promesso che non sarebbero state impiegate in altre regioni dell'Impero, apparentemente Giuliano collaborò con Decenzio: le truppe scelte si sarebbero concentrate a Lutezia prima di partire per l'Oriente. La reazione dei soldati e dei loro famigliari non si fece attendere: «la popolazione credeva di essere alla vigilia di una nuova invasione e della rinascita dei mali che erano stati estirpati con grande fatica. Le madri che avevano dato dei figli ai soldati mostravano loro i nuovi nati che allattavano ancora e supplicavano che non li abbandonassero».
Salutato l'esercito riunito in Campo di Marte, Giuliano si intrattenne poi con i comandanti per il banchetto dell'addio. Quella notte, grandi clamori si alzarono fino alle finestre del palazzo in cui Giuliano viveva ancora con la moglie Elena: «mentre le grida si facevano sempre più forti e tutto il palazzo era in subbuglio, chiesi al dio di mostrarmi un segno, ed egli subito mi accontentò e mi ordinò di cedere e di non oppormi alla volontà dell'esercito». Il segno inviatogli da Zeus gli sarebbe apparso quella stessa notte, durante il sonno, nella forma del Genius Publicus, il Genio dell'Impero: «Da molto tempo osservo la soglia della tua casa, impaziente di accrescerti in dignità. Molte volte mi sono sentito respinto e mi sono allontanato. Se mi scacci ancora, me ne andrò per sempre». Dal racconto di Ammiano Marcellino sembra che la ribellione sia stata imposta a Giuliano dai soldati, ma secondo Eunapio le cose andarono diversamente: «Mandato in Gallia con il titolo di Cesare non tanto per regnarvi quanto per trovarvi la morte sotto la porpora, tramandosi contro di lui mille intrighi e mille complotti, Giuliano fece venire dalla Grecia lo ierofante di Eleusi e, dopo aver celebrato con lui certi loro riti, si sentì incoraggiato a rovesciare la tirannia di Costanzo. Ebbe per confidenti in questa impresa Oribasio di Pergamo e un certo Evemero», e si servì di altri sei cospiratori per sobillare la rivolta dei soldati.
La mattina dopo, issato sugli scudi – un rituale barbarico – e con il torc (collare decorativo) di un porta-insegne sul capo a fungere da diadema imperiale, venne portato in trionfo dai soldati, a ciascuno dei quali promise la consueta elargizione di cinque solidi e di una libbra d'argento. Mentre Florenzio, Decenzio e gli uomini rimasti fedeli a Costanzo lasciavano la Gallia, Giuliano incominciò a trattare con l'imperatore. In una lettera inviata a Costanzo, firmandosi Cesare, fece una relazione degli avvenimenti, rimarcando che egli non aveva avuto alcuna parte nella sollevazione, che era stata provocata dalla richiesta di trasferimento delle truppe: promise egualmente collaborazione per la guerra partica, offrendo un contingente militare limitato e chiese che gli venisse riconosciuta piena autonomia nel governo della Gallia; gli avrebbe anche scritto una seconda lettera, accusandolo apertamente di essere il responsabile della strage dei suoi parenti.

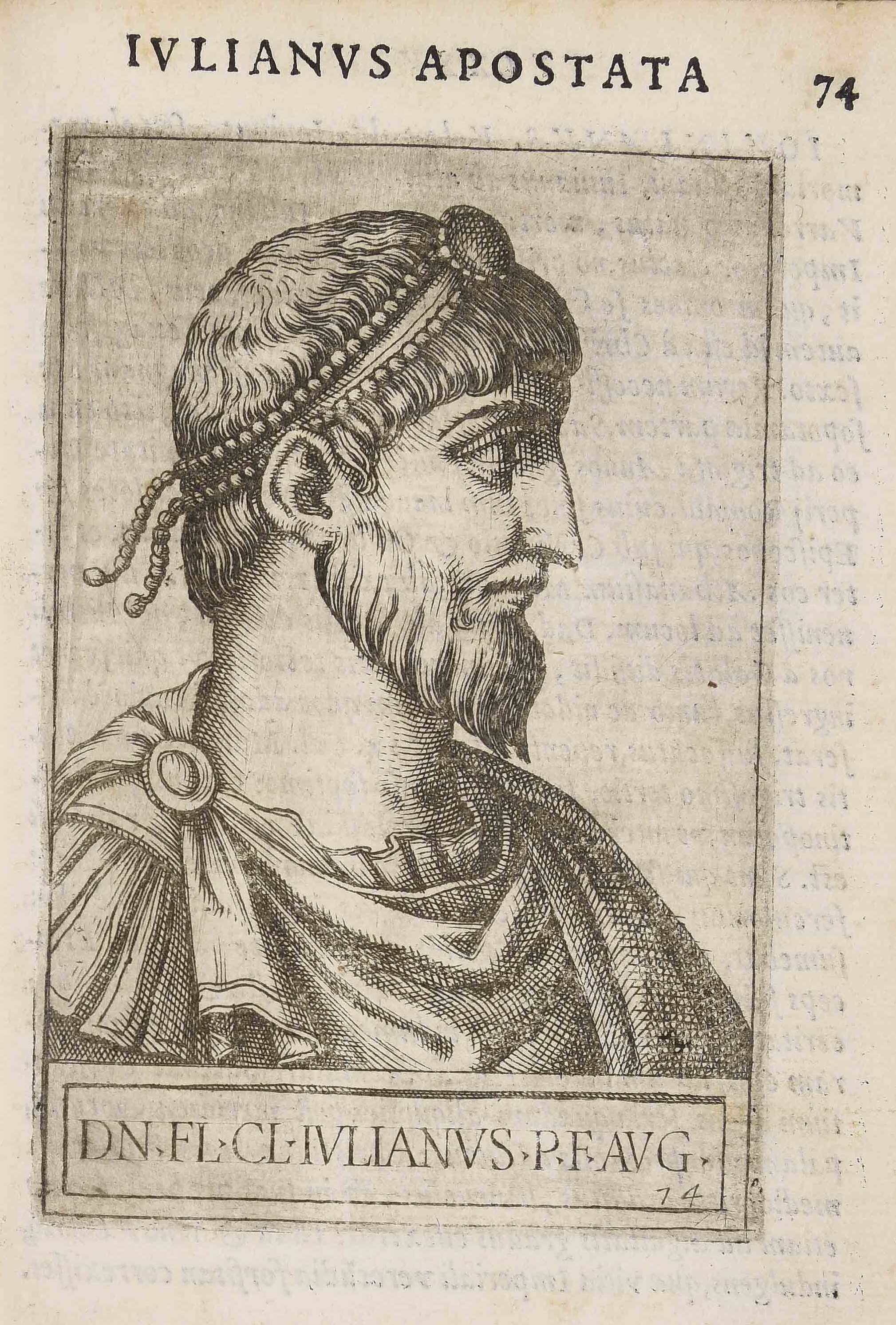
Giuliano in un'incisione di Giovanni Battista Cavalieri del 1583, contenuta nell'opera Romanorum Imperatorum effigies

Costanzo respinse ogni accordo, ordinandogli di non oltrepassare le sue prerogative e, nello stesso tempo, incitò Vadomario, re degli Alemanni, a invadere la Gallia: secondo Giuliano, Costanzo «ci solleva contro i barbari; mi proclama presso di loro suo aperto nemico; sborsa denari perché la nazione gallica sia distrutta; scrivendo ai suoi in Italia ordina di guardarsi contro chi viene dalla Gallia; alle frontiere, in varie città, fa raccogliere tre milioni di medimmi di frumento [...] mi manda un certo Epitteto, un vescovo gallo, a darmi assicurazioni sulla mia personale incolumità».
Giuliano, dopo aver condotto un attacco a sorpresa contro i Franchi Attuari allo scopo di rendere più sicura le frontiera renana, risalì il fiume fino a Basilea e si stabilì a Vienne, dove il 6 novembre celebrò il quinto anniversario della sua elezione a Cesare. Nello stesso tempo fece coniare dalla zecca di Arles una moneta d'oro con la sua effigie e l'aquila imperiale: sul retro era l'omaggio alla «virtù dell'esercito di Gallia». In quei giorni moriva intanto la moglie Elena – seguendo di pochi mesi la scomparsa dell'imperatrice Eusebia – così che ora i due rivali non avevano più nulla in comune. Emesso un editto di tolleranza per tutti i culti, Giuliano mantenne ancora una finta devozione per la confessione cristiana, pregando pubblicamente in chiesa in occasione della festa dell'Epifania.

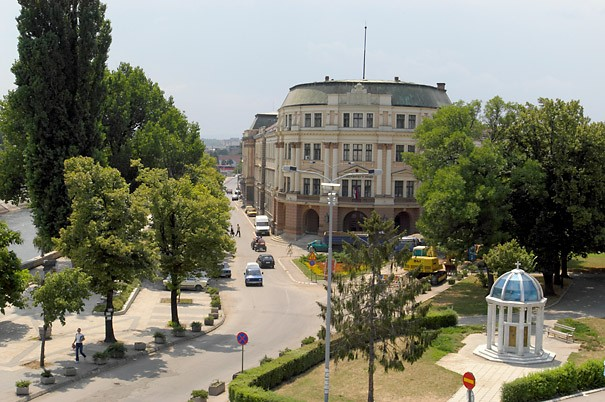
La città serba Niš, l'antica Naisso, dove Giuliano svernò durante la sua marcia verso oriente per combattere Costanzo II e dove fu raggiunto dalla delegazione che lo informò della morte del cugino.

Nella primavera del 361 Giuliano fece arrestare e deportare in Spagna Vidomario: ritenendo di aver messo al sicuro la Gallia, trasse gli auspici per la decisiva avventura contro Costanzo, che gli furono favorevoli, così che a luglio incominciò l'avanzata verso la Pannonia. Divise le truppe in tre tronconi, ponendosi a capo di una forza, esigua ma estremamente mobile, di circa 3.000 uomini, che attraversò la Foresta Nera, mentre il generale Gioviano percorreva l'Italia settentrionale e Nevitta attraversava la Rezia e il Norico. Senza incontrare resistenza, Giuliano e le sue truppe s'imbarcarono sul Danubio e il 10 ottobre sbarcarono a Bononia, da dove giunsero a Sirmio, una delle residenze della corte, che si arrese senza combattere.
La guarnigione di Sirmio fu inviata in Gallia ma si ribellò, fermandosi ad Aquileia, che fu assediata dalle forze di Gioviano. Giuliano proseguì, insieme con l'esercito di Nevitta, per Naisso, in Illiria, la città di nascita di Costantino, e di qui in Tracia: lasciato al generale Nevitta il compito di presidiare il passo strategico di Succi (Succorum angustia) presso il monte Emo, tornò a Naisso, stabilendovi i quartieri invernali. Da qui inviò messaggi ad Atene, a Sparta, a Corinto, a Roma, spiegando, dal suo punto di vista, gli avvenimenti che avevano provocato il conflitto. Il messaggio a Roma, allora afflitta da una carestia contro la quale Giuliano prese provvedimenti, non fu accolto con favore dal Senato, scandalizzato dall'irriverenza mostrata da Giuliano nei confronti di Costanzo. Il messaggio agli Ateniesi, l'unico conservatoci integralmente, si conclude augurandosi un accordo con il quale Giuliano si riterrebbe «pago di ciò che attualmente posseggo»; se invece Costanzo vorrà decidersi, come sembra, per la guerra, «saprò anche operare e soffrire».
Non ve ne fu bisogno: a Naisso fu raggiunto, verso la metà di novembre, da una delegazione dell'armata d'Oriente che gli annunciò la morte di Costanzo, avvenuta il 3 novembre a Mopsucrene, in Cilicia, e la sottomissione delle province orientali. Si dice, senza certezza, che in extremis Costanzo avesse designato Giuliano suo successore; Giuliano indirizzò lettere a Massimo, al segretario Euterio e allo zio Giulio Giuliano, al quale scrisse che «Elio, a cui mi sono rivolto in cerca di aiuto prima che a ogni altro dio, e il supremo Zeus mi sono testimoni: non ho mai desiderato uccidere Costanzo, anzi, ho desiderato il contrario. Perché allora sono venuto? Perché gli dei me l'hanno ordinato, promettendomi la salvezza se avessi obbedito, la peggiore sventura in caso contrario».
Con la convinzione di essere portatore della missione di restauratore dell'Impero assegnatagli da Elio-Mitra, partì immediatamente per Costantinopoli: appena giunto nella capitale, l'11 dicembre, ordinò di erigere un mitreo nell'interno del palazzo imperiale, rendendo grazie al dio che sarà da questo momento l'ispiratore di ogni sua azione. Alla fine dell'anno proclamava la tolleranza generale nei confronti di tutte le religioni e di tutti i culti: si poterono così riaprire i templi pagani e celebrare i sacrifici, mentre tornarono dall'esilio quei vescovi cristiani che le reciproche dispute tra ortodossi e ariani avevano allontanato dalle loro città. Seppure la tolleranza religiosa era conforme alle esigenze del suo spirito, è probabile che nei confronti del cristianesimo Giuliano avesse calcolato che «la tolleranza favorisse le dispute tra i cristiani [...] L'esperienza gli aveva insegnato che non ci sono belve più pericolose per gli uomini di quanto non siano spesso i cristiani nei confronti dei loro correligionari».

### Giuliano Augusto

#### Politica economica e riforma dell'amministrazione

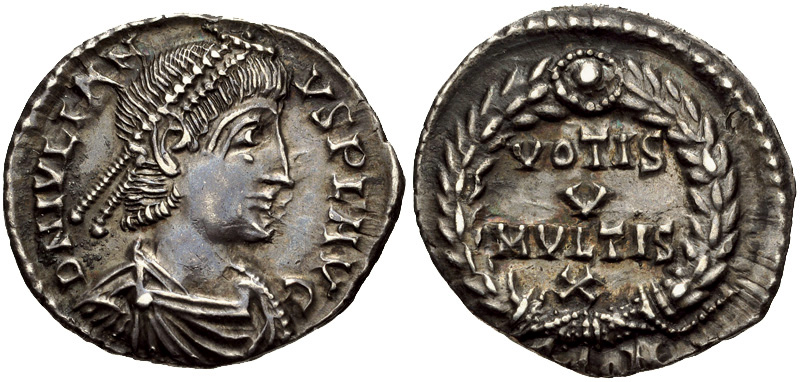
Siliqua di Giuliano.

Accolto con calore dalla capitale dell'Impero, Giuliano rese omaggio alla salma di Costanzo accompagnandola all'estremo riposo nella basilica dei Santi Apostoli. Compiva così l'atto formale di una successione apparentemente legittima tanto da permettersi ora di definire «fratello» il suo predecessore, elevato dal Senato all'apoteosi, augurandosi che «la terra fosse leggera» al «beatissimo Costanzo».
Usò deferenza verso il Senato di Costantinopoli, facendogli ratificare la propria elezione, concedendo esenzioni fiscali ai suoi membri, presentandosi alle loro assemblee e rifiutando il titolo di Dominus, mentre con i propri amici manteneva il tradizionale cameratismo.
Pietoso verso il defunto imperatore, Giuliano fu però inflessibile verso le «anime nere» dei suoi consiglieri. Dopo l'istruttoria condotta dal magister equitum Arbizione, un tribunale riunito a Calcedonia e presieduto da Salustio condannò alla pena capitale il ciambellano Eusebio, i delatori Paolo Catena e Apodemio – questi ultimi due furono bruciati vivi – il comes largitionum Ursulo, l'ex-prefetto della Gallia Florenzio, che tuttavia riuscì a fuggire, e i funzionari Gaudenzio e Artemio, mentre Tauro se la cavò con l'esilio a Vercelli e Pentadio fu assolto.
Nello stesso tempo stabilì allo stretto necessario il personale di corte: ridotti drasticamente i notarii, il personale della burocrazia, allontanati eunuchi, confidenti e spie – gli agentes in rebus e i cosiddetti curiosi – alla cancelleria chiamò il fratello di Massimo, Ninfidiano, e suoi collaboratori furono Salustio, Euterio, Oribasio, Anatolio, Claudio Mamertino e Memorio. Oltre alle sue guide spirituali Massimo e Prisco, intrattenne o invitò a corte i suoi vecchi maestri Mardonio, Nicocle ed Ecebolio, lo zio Giulio Giuliano, i cristiani Cesario di Nazianzo, medico e fratello di Gregorio, Aezio e Proeresio. I suoi luogotenenti militari furono i magistri equitum Gioviano, Nevitta e Arbizione, e il magister peditum Agilone, un alemanno.
Lo sfoltimento della burocrazia centrale andava nella direzione di un decentramento della macchina amministrativa e di una rivitalizzazione delle funzioni municipali. Già massima espressione della civiltà greca classica, le polis avevano continuato a godere, ancora nei regni ellenistici e poi nell'Impero romano, di autonomia amministrativa attraverso le curiae, i propri consigli municipali, i quali avevano garantito anche lo sviluppo delle attività sociali e culturali delle popolazioni locali. A partire dal III secolo, tuttavia, la crisi economica, l'inflazione, l'aggravio fiscale e la tendenza all'accentramento del potere centrale, con la crescita progressiva del personale burocratico dello Stato e l'avocazione a questo di prerogative locali, avevano provocato un lento declino dei centri urbani.

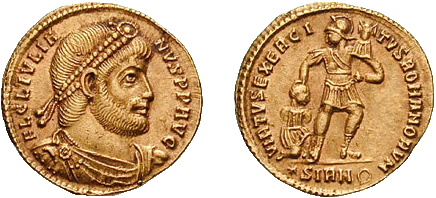
Solido coniato da Giuliano.

I consigli amministrativi dei municipi erano formati dai cittadini nobili, i curiales o decurioni, che dovevano occuparsi delle finanze, ripartendo l'imposta fondiaria e garantendone la riscossione con i loro beni personali, dell'edilizia, con la manutenzione delle strade, del reclutamento dei soldati e della fornitura delle derrate e degli alloggiamenti militari, delle stazioni di posta, del culto, dello stato civile e della giurisdizione penale della città, con l'incombenza di provvedere all'arresto e alla detenzione dei rei.
I decurioni preferirono sfuggire a tali obblighi, i più agiati procurandosi un impiego nell'alta burocrazia statale, nel Senato e nella corte, i meno favoriti nella bassa amministrazione e nell'esercito ed entrambi, a partire dal IV secolo, nelle file della Chiesa nella quale si vedevano garantiti esenzioni e privilegi – tanto che lo stesso Costantino dovette prendere provvedimenti per porre un argine all'esodo dei curiales nelle file ecclesiastiche – altri ancora vendendo i propri beni e rendendosi clienti di latifondisti, o persino emigrando fra i «barbari».
Di fronte allo spopolamento delle curie, Giuliano inserì negli albi curiali i cittadini nobili anche per discendenza materna e i plebei arricchiti, abbassando nel contempo gli oneri gravanti sulle curie. Il 13 marzo 362 furono pubblicate sei leggi con le quali si stabilivano la restituzione delle terre confiscate alle municipalità a favore dello Stato e dalla Chiesa unitamente a un indennizzo per il danno subito, furono esentati i curiales non commercianti dal tributo in metallo pregiato – la collatio lustralis – venivano invitati i preti cristiani e gli altri cittadini che si fossero iscritti a corporazioni per evitare gli adempimenti civici a rientrare nelle curiae, pena una forte multa, e furono affidate ai decurioni, togliendole ai senatori, le esazioni delle imposte. In aprile Giuliano rese facoltativa l'aurum coronarium, un'imposta che gravava sui decurioni, stabilendone il massimo in 70 stateri d'oro, cancellò le tasse arretrate, a eccezione della collatio lustralis, e trasferì la cura delle stazioni di posta e il costo della manutenzione delle strade – il de itinere muniendo – dalle municipalità ai possessores.

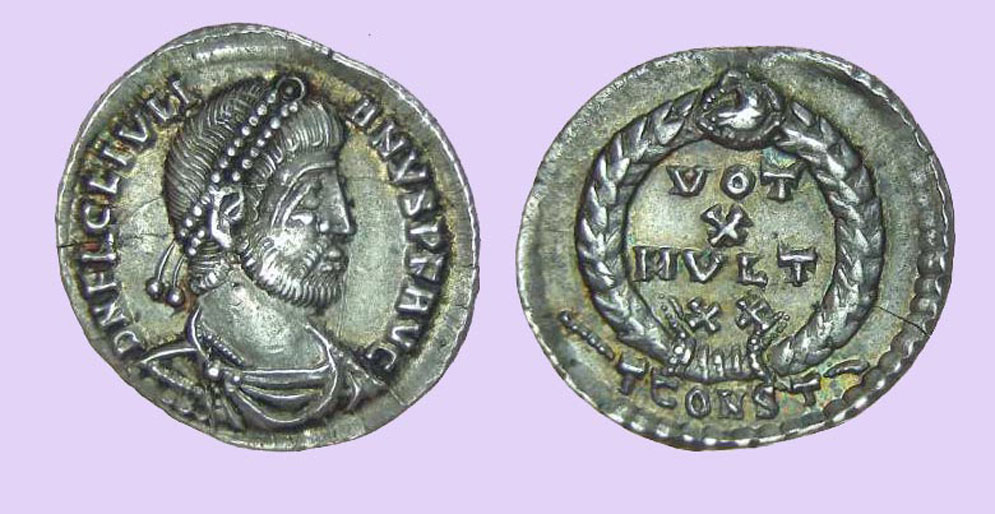
Siliqua di Giuliano.

Cercò di combattere la corruzione dei numerarii, i contabili delle amministrazioni municipali, e il sistema del suffragium, la pratica clientelare consistente nell'acquistare cariche pubbliche da personaggi influenti, i cosiddetti suffragatores: ma che tale pratica fosse così radicata e diffusa da essere pressoché impossibile da sradicare è dimostrato dal fatto che Giuliano dovette limitarsi a decretare che chi avesse versato denaro senza ottenere il favore richiesto, non potesse reclamare la restituzione del denaro o dei doni erogati. Cercò anche di abbreviare l'iter giudiziario dei processi, la cui lunghezza era spesso condizione di compromessi illeciti, abrogando la possibilità di ottenere frequenti rinvii e decentrando lo stesso apparato giudiziario.
Nel complesso, Giuliano condusse una politica economica deflazionistica, volta a risollevare le condizioni degli humiliores, attraverso la riduzione dei prezzi delle merci di prima necessità, cercando nel contempo di non scontentare gli interessi delle classi privilegiate – commercianti e proprietari terrieri – distribuendo gli oneri delle amministrazioni cittadine fra un maggior numero di possessores e riducendo loro le tasse.

### Giuliano e il mito degli eroi: verso la campagna d'oriente
Nella classicità le figure storiche che avevano compiuto grandi imprese erano assimilate di volta in volta a dèi (theòi), eroi (héroes) o semidei (hemìtheoi), un prodotto della discesa della divinità sulla terra, o epifania, che Giuliano, riprendendo
Plotino e Giamblico, indica come «pròodos», la processione dal cielo alla terra compiuta da Asclepio, generato da Zeus e manifestato tra gli uomini per mezzo dell'energia vivificatrice di Elio.
Dioniso, Eracle e Achille, quali figure paradimatiche ed esempi da imitatare, avevano esercitato una grande richiamo su Alessandro Magno e Cesare, ispirandoli a grandi imprese. Il primo riuscì a portare a compimento la conquista del Medio Oriente, il secondo morì mentre stava preparando la guerra contro i Parti. In entrambi i casi le imprese furono anche il prodotto della volontà di realizzare un mito, di dare concretezza all'epifania e nel progetto alessandrino Alessandro-Achille-Eracle-Dioniso sono le diverse persone di un'unica natura: quella divina.
A Dioniso e a Eracle Giuliano viene equiparato da Temistio di Costantinopoli, e Giuliano gli scrive che «tu hai reso più grande il mio timore e mi hai mostrato che l'impresa è in tutto più ardua, dicendo che dal dio sono stato assegnato al medesimo posto in cui precedentemente si trovarono Eracle e Dioniso, i quali erano filosofi e al contempo regnarono e ripulirono quasi tutta la terra e il mare dal male che li infestava». Anche Libanio paragonò Giuliano a Eracle, e per Ammiano Giuliano era «vir profecto heroicis connumerandus ingeniis».
Lo stesso Giuliano nell'orazione Contro il cinico Eraclio associa Mitra a Eracle, guidato nelle sue imprese da Athena Pronoia, il salvatore del mondo e quindi interpreta la propria missione, a imitazione di quel modello, in chiave soterica come mediatore e «salvatore del mondo abitato». Eracle e Attis, partendo da una condizione semidivina, giungono a realizzare la perfetta unione con il divino e l'anima di Eracle, una volta liberata dall'involucro carnale, ritorna integra nella totalità del Padre. La guerra, interpretata in chiave soteriologica, assume l'aspetto di una missione purificatrice della terra e del mare affidata dagli dei a Eracle e Dioniso. In tale contesto matura il progetto di conquista della Persia in quanto adeguamento a una volontà divina già stata rivelata e di cui si trova traccia nell'Eneide di Virgilio, che così interpretava l'espansionismo di Roma.

#### Ad Antiochia: il «Misopogon»

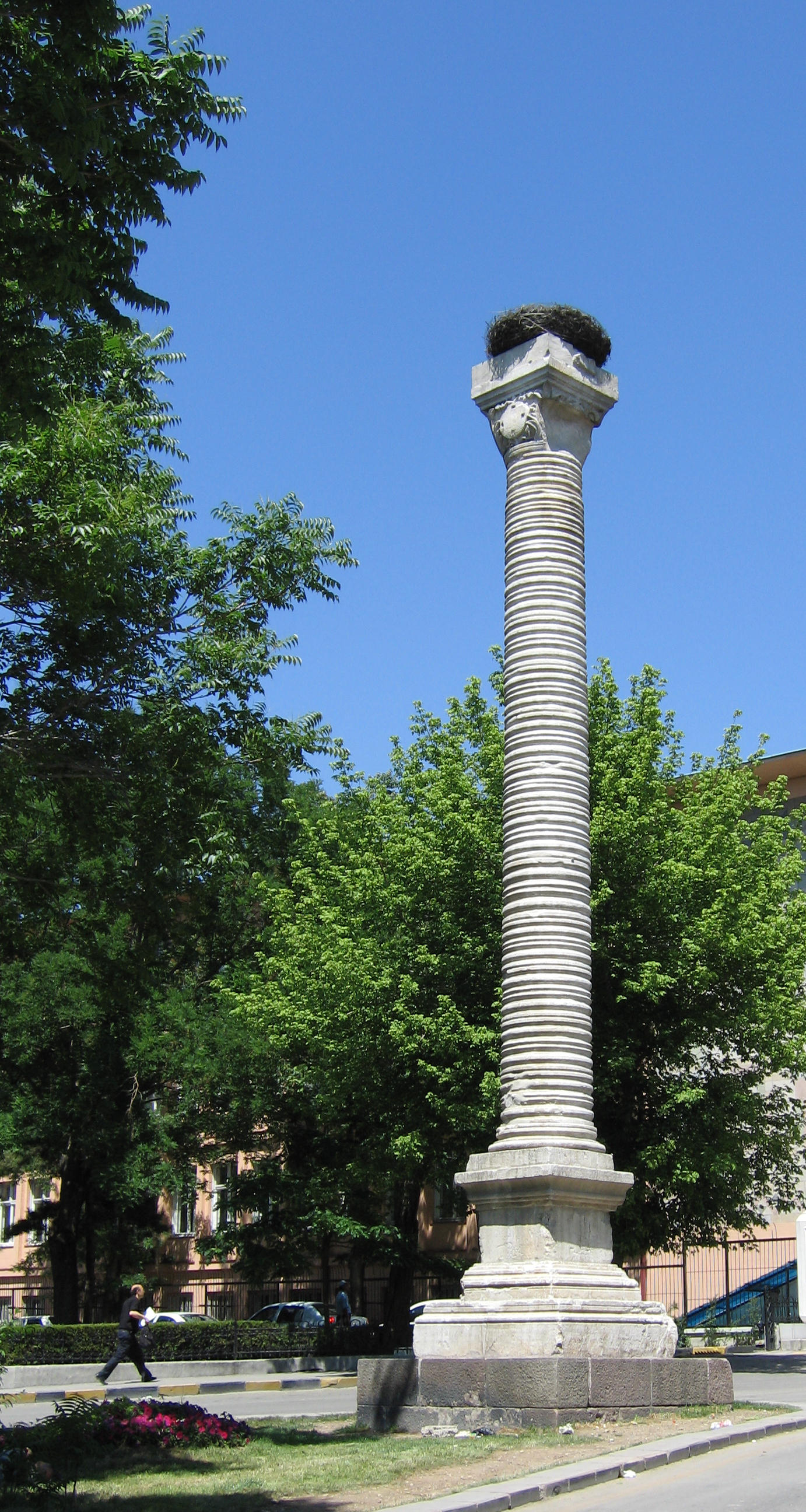
Colonna di Giuliano ad Ankara, eretta nel 362 in occasione della visita dell'imperatore alla città, durante il trasferimento ad Antiochia.

All'avvicinarsi del solstizio d'estate Giuliano, respinti i consigli di chi avrebbe voluto che egli si occupasse dei Goti, lasciò Costantinopoli muovendosi lentamente in direzione della Siria. Era da queste frontiere che ormai da secoli si profilava la maggiore minaccia per l'Impero, quella dei Persiani, i nemici mai vinti dai Romani, che due anni prima, al comando di Sapore II avevano messo in fuga le legioni di Costanzo II e conquistato Singara e Bezabde. Solo la notizia dell'arrivo di un nuovo imperatore sulle rive del Bosforo, preceduto dalla fama delle vittorie ottenute sui Germani, aveva potuto arrestare l'ambizioso Re dei Re sulle rive dell'Eufrate, in attesa forse di comprendere l'effettivo valore di quel nuovo avversario e di auspici favorevoli che lo spingessero a riprendere l'avanzata.
Da parte sua, Giuliano era convinto che gli auspici non potessero essergli più favorevoli: il teurgo Massimo aveva interpretato oracoli che lo designavano redivivo Alessandro, destinato a ripeterne le gesta di distruttore dell'antico Impero persiano, a raggiungere da dominatore quelle terre da cui proveniva il culto di Mitra, il suo nume tutelare, a eliminare una volta per tutte quella storica minaccia, e a fregiarsi del titolo di «vincitore dei Persiani».
Giuliano attraversò la Calcedonia e si fermò a Libyssa, dove ancora si poteva vedere la tomba di Annibale. Giunto a Nicomedia, si rese conto delle distruzioni provocate dal terremoto dell'anno prima, cercò di alleviare con elargizioni le difficili condizioni dei suoi abitanti e rivide alcuni amici. Andò poi a Nicea e ad Ancyra, dove una colonna ricorda ancora il suo passaggio, e raggiunse Pessinunte per pregare Cibele nel suo famoso santuario. Qui due cristiani vilipesero gli altari della dea e Giuliano abbandonò la città, sdegnato da tanto affronto. Ritornò ad Ancyra e di qui a Tiana, in Cappadocia, dove volle incontrare il filosofo pagano Aristossene, dopo averlo espressamente invitato in modo da poter finalmente vedere, come scrisse, «un greco puro. Finora ho visto soltanto gente che si rifiuta di fare sacrifici o persone che avrebbero voluto offrirli, ma che non sapevano nemmeno da che parte cominciare». Incontrò anche Celso, suo vecchio compagno di studi e governatore della Cilicia, con il quale proseguì per Tarso e di qui raggiunse Antiochia.
Antiochia accolse festosamente Giuliano, che rivide e volle con sé Libanio, vi celebrò le feste Adoniae e, per fare un piacere agli antiochesi, amanti delle feste e dei divertimenti, ordinò contro le sue abitudini uno spettacolo all'ippodromo, diminuì le tasse di un quinto, condonò quelle arretrate non pagate, aggiunse 200 curiales, scelti tra i più abbienti, nel Consiglio cittadino, in modo che le spese pubbliche fossero meglio ripartite e concesse terreni demaniali alla coltivazione dei privati.
Ma l'armonia tra l'austero imperatore e gli abitanti della frivola città era destinata a spezzarsi. La sua ostilità agli spettacoli licenziosi, la sua devozione agli dei e i frequenti sacrifici non potevano essere graditi in una città a maggioranza cristiana. Anche il calmiere imposto ai prezzi degli alimentari non ottenne i risultati sperati, perché il ribasso dei prezzi irritò i commercianti e fece diradare i prodotti nei mercati, danneggiando tutti; allo scarseggiare del grano, al cui prezzo impose la diminuzione di un terzo, Giuliano provvide a sue spese con grandi importazioni dall'Egitto, ma gli speculatori ne fecero incetta, rivendendolo fuori città a costo maggiorato o lasciandolo nei propri depositi, in attesa di un rialzo del suo prezzo.
Presto cominciarono a circolare epigrammi che deridevano il suo aspetto, che appariva bizzarramente trascurato per essere quello dell'uomo più potente e temuto, la sua barba fuori moda, i capelli arruffati, il comportamento per nulla ieratico anzi, stranamente alla mano, «democratico», le abitudini austere, la mancanza di senso dell'umorismo, una serietà che appariva eccessiva ai loro occhi, la sua stessa fede pagana.

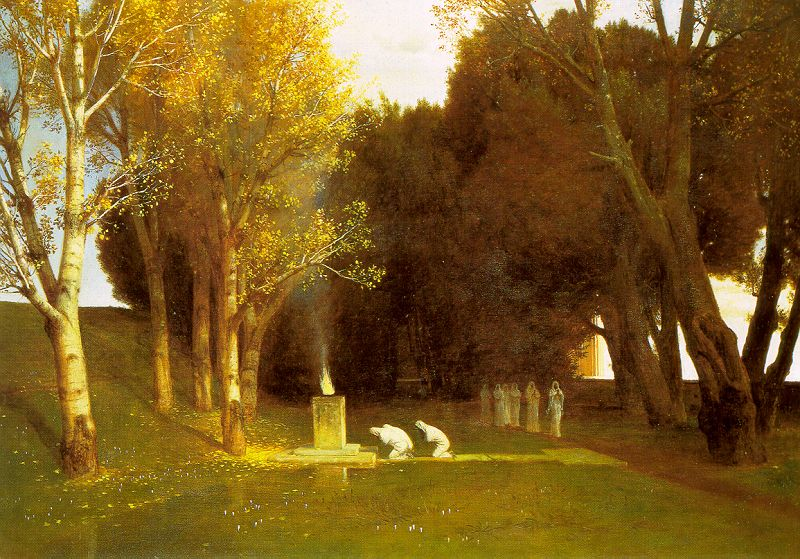
Arnold Böcklin: Il bosco sacro.

Del resto, lo stesso Giuliano sembrò mutare nel corso della sua permanenza ad Antiochia. Secondo Ammiano Marcellino, abitualmente egli lasciava moderare dagli amici e dai consiglieri il suo carattere emotivo che lo trascinava all'impulsività; con l'inizio dei preparativi della campagna militare persiana e all'approssimarsi della spedizione, per garantirsi il successo aumentò i riti propiziatori: «Inondò gli altari con il sangue di innumerevoli vittime, giungendo a sacrificare fino a cento buoi per volta, insieme a greggi e a candidi uccelli provenienti da ogni parte dell'Impero [...] provocando un esborso di denaro inusitato e onerosissimo [...] chiunque si dichiarasse, a torto o a ragione, esperto nelle pratiche divinatorie, era ammesso, senza alcun rispetto per le regole prescritte, a consultare gli oracoli [...] si badava al canto e al volo degli uccelli e a ogni altro presagio, e si cercava con ogni mezzo di prevedere gli eventi».
Nei pressi della città si stendeva, in una valle ricca di boschi e di acque, il sobborgo di Dafne, dove sorgeva un santuario dedicato ad Apollo, rappresentato da una statua d'avorio scolpita da Briasside, e lambito dalla fonte Castalia, che la leggenda sosteneva essere parlante. Fatto chiudere da Costanzo e andato in rovina, vi era stata costruita una cappella dove erano stati sepolti i resti del vescovo Babila. Giuliano, che prima ancora di arrivare ad Antiochia aveva chiesto allo zio Giulio Giuliano di restaurare il tempio, quando in agosto cadde la ricorrenza della festa del dio, si recò a Dafne ed ebbe l'amara sorpresa di vedere che il Consiglio municipale, formato in gran parte da cristiani, non aveva preparato alcun festeggiamento. Neanche le interrogazioni votive di Giuliano ottenevano risposta dalla statua del dio o dalla fonte Castalia, finché il teurgo Eusebio credette di comprenderne la ragione: la presenza del sepolcro del vescovo era responsabile del silenzio degli dei. I resti di Babila furono così riesumati, con grande scandalo dei cristiani, e fatti seppellire ad Antiochia.
Poco tempo dopo, nella notte del 22 ottobre il tempio di Dafne andò completamente distrutto da un violento incendio. Le indagini volte a scoprire i responsabili non approdarono a nulla ma Giuliano si convinse che fossero stati i cristiani a distruggere il santuario e per reazione fece chiudere al culto la cattedrale di Antiochia.
Le vicende che opposero Giuliano ai cittadini di Antiochia, o almeno ai notabili cristiani della città, sono da lui esposte nello scritto Misopogon (Il nemico della barba), composto nel gennaio o febbraio del 363. È uno scritto che sfugge a una precisa classificazione secondo i tradizionali canoni letterari. Gli accenni autobiografici, nei quali ricorda l'educazione rigorosa ricevuta da bambino e la vita di rude semplicità che lo fecero apprezzare dalle popolazioni barbariche nel periodo trascorso in Gallia, intendono sottolineare la incompatibilità della sua persona con una città come Antiochia nella quale invece «si fa baldoria fin dal mattino e si gozzoviglia la notte».
Questo comportamento è l'espressione e il risultato della libertà, una libertà che Giuliano non intende reprimere, perché ciò verrebbe a contrasto con i propri principi democratici: a contrastare con i principi di Giuliano è l'utilizzo che gli Antiocheni fanno della libertà, che ignora i canoni dell'equilibrio classico e della saggezza ellenica, una libertà che rinnega «ogni servitù, prima quella degli dei, poi quella delle leggi, e terza, quella dei custodi delle leggi».
Gli Antiocheni videro in lui un personaggio bizzarro, portatore di valori desueti e perciò un sovrano anacronistico, reagendo così alle sue iniziative, anche quelle che intendevano favorirli, ora con indifferenza, ora con ironia, ora con disprezzo: «mi ha in odio la maggioranza, per non dire la totalità del popolo, che professa l'incredulità negli dèi e mi vede attaccato ai dettami della religione patria; mi hanno in odio i ricchi, a cui impedisco di vendere ogni cosa ad alto prezzo; tutti poi, mi odiano a motivo dei ballerini e dei teatri, non perché io li privi di queste delizie, ma perché a me di queste delizie importa meno dei ranocchi delle paludi».
Ma Giuliano sembra credere che il comportamento degli Antiocheni sia dettato unicamente dalla ingratitudine e dalla malvagità: i suoi provvedimenti presi per alleviare la situazione economica della città sembravano voler «capovolgere il mondo, perché con tale genìa l'indulgenza non fa che favorire e accrescere l'innata malvagità». E allora, «di tutti i mali sono io l'autore, perché ho posto benefici e favori in animi ingrati. La colpa è della mia stupidità, non della vostra libertà».

### Campagna sasanide
Il 5 marzo 363 Giuliano dava inizio alla campagna contro i Sasanidi partendo con un esercito di 65.000 uomini da Antiochia, abbandonata nelle mani di Adrastea: questa volta fu accompagnato fino al borgo di Litarba da una folla numerosa e dal Senato antiocheno che da lui cercò invano di ottenere condiscendenza. Nominò governatore della Siria un certo Alessandro di Eliopoli, uomo duro e brutale, perché quella «gente avida e insolente» non meritava di meglio. Respinse con disprezzo una lettera del re persiano Sapore, che offriva un trattato di pace e, salutato Libanio, si diresse a Ierapoli, attraversò l'Eufrate e raggiunse Carre, di triste memoria, dove offrì sacrifici al dio Sin, venerato in quei luoghi. Si dice che qui abbia segretamente nominato suo successore il cugino, «il bello, grande e triste Procopio, dalla figura sempre curva, dallo sguardo sempre a terra, che nessuno ha mai visto ridere». Quella notte, come a rafforzare i tristi presentimenti sull'esito della guerra, a Roma bruciava il tempio di Apollo Palatino, forse bruciarono anche i Libri della Sibilla Cumana.

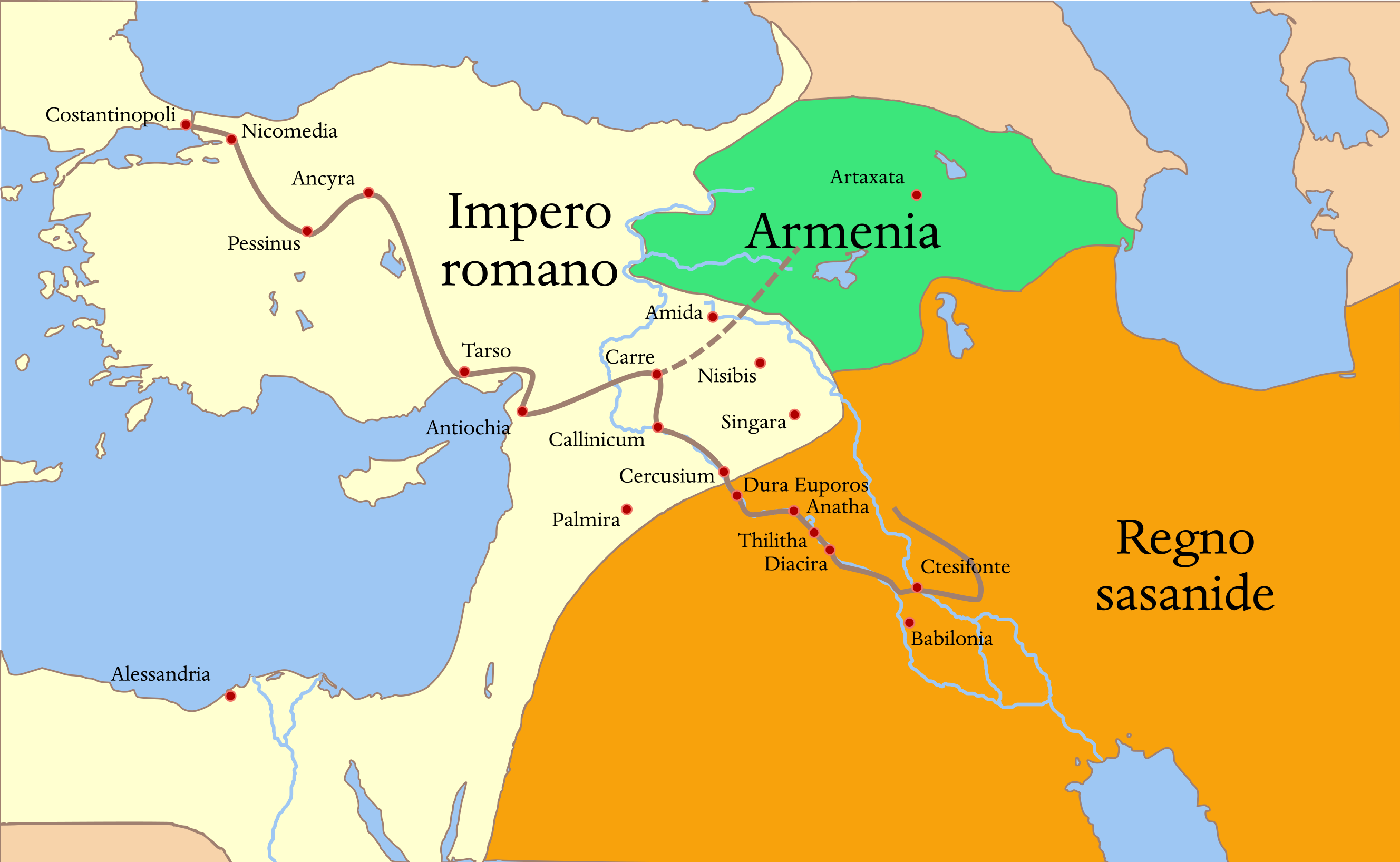
Campagna sasanide di Giuliano.

A Carre divise l'esercito: 30.000 uomini, al comando di Procopio e di Sebastiano, furono mandati a nord, in Armenia, per unirsi al re Arsace, ridiscendere per la Corduene, devastare la Media e, costeggiando il Tigri, ricongiungersi poi in Assiria con Giuliano che intanto, con i suoi 35.000 uomini, sarebbe disceso a sud lungo l'Eufrate, dove una grande flotta al comando di Lucilliano navigava a vista portando vettovaglie, armi, macchine d'assedio, barconi.
Il 27 marzo, giorno della festa della Madre degli dèi, Giuliano era a Callinicum, sull'Eufrate: celebrò il rito e ricevette l'omaggio dei saraceni, che gli offrirono l'appoggio della loro celebrata cavalleria. Attraversato il deserto siriano, Giuliano giunse a Circesium, ultimo avamposto romano prima del regno sasanide, alla confluenza dell'Eufrate con il fiume Khabur. Una lettera di Salustio lo pregava invano di sospendere l'impresa: tutti gli auspici erano contrari. Un portico, crollato al passaggio delle truppe, aveva ucciso decine di soldati, un fulmine aveva incenerito un cavaliere, di dieci tori, condotti al sacrificio, nove erano morti prima di raggiungere l'altare di Marte.
Superato il fiume Chabora, incominciava l'invasione del regno sasanide: 1.500 guide precedevano l'avanguardia e si disponevano ai fianchi dell'esercito. Alla destra, Nevitta costeggiava la riva sinistra dell'Eufrate, al centro era la fanteria dei veterani di Gallia comandata da Giuliano, alla sinistra la cavalleria comandata da Arinteo e da Ormisda, il fratellastro maggiore di Sapore passato ai Romani, cui era promesso il regno; Vittore, il germanico Dagalaifo e Secondino di Osroene tenevano la retroguardia.

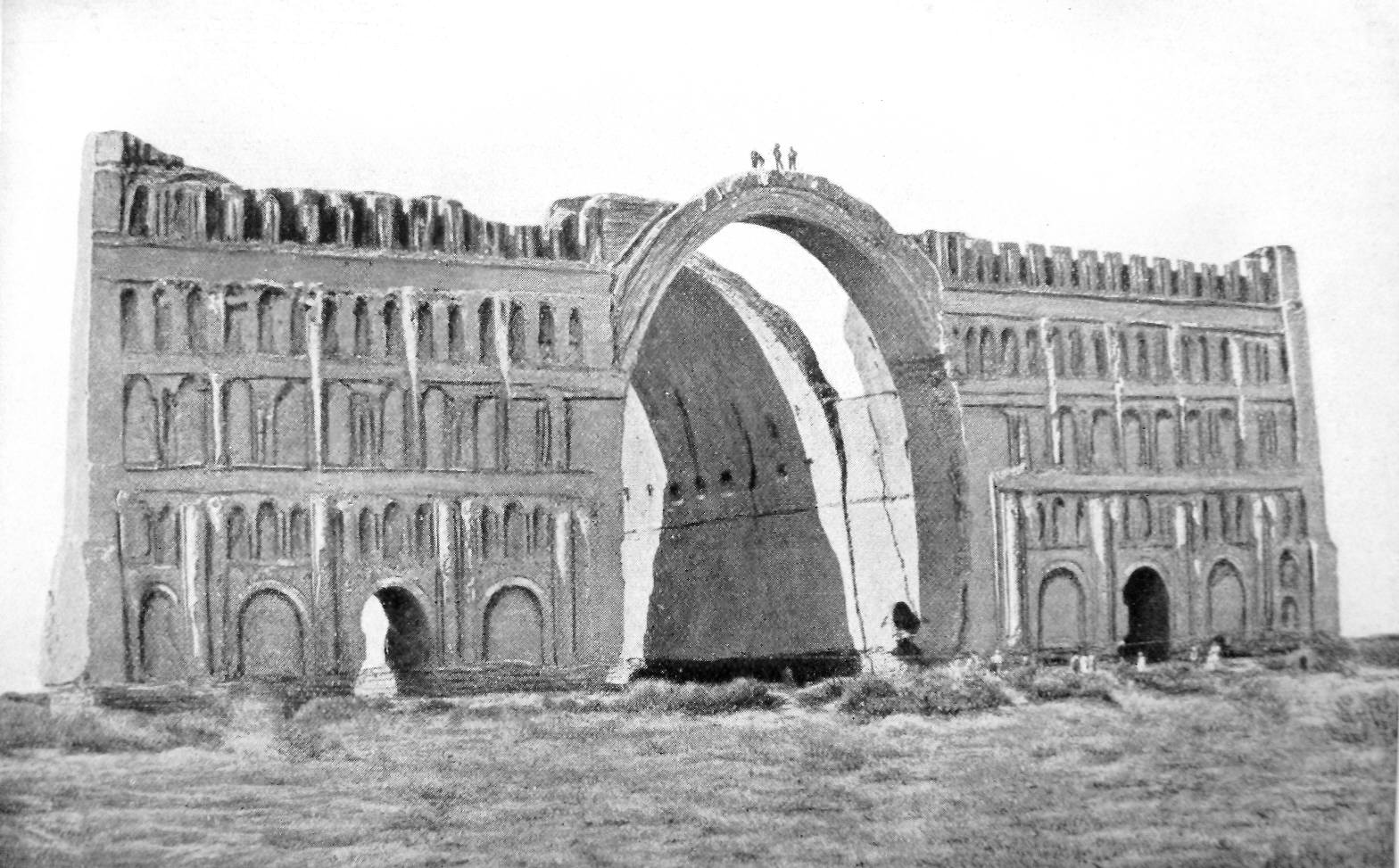
Ctesifonte: le rovine del palazzo e il Tāq-I Kisra.

Raggiunta Zaitha il 4 aprile, Giuliano rese omaggio al mausoleo dell'imperatore Gordiano, penetrò a Dura Europos, città abbandonata da anni, e ottenne facilmente la resa del fortino di Anatha, che fu distrutto; nella cittadina trovarono un vecchio soldato romano con la sua famiglia, lì rimasto dal tempo della spedizione di Massimiano. Bruciata Diacira, evacuata dagli abitanti, entrò a Ozagardana e la distrusse. Dopo un giorno di riposo, i Romani avvistarono in lontananza l'esercito persiano che fu assalito e costretto alla fuga. Oltrepassata Macepracta, giunsero di fronte a Pirisabora, circondata da canali di irrigazione, e diedero inizio all'assedio che si concluse con la resa, il saccheggio e l'incendio della città. A ogni soldato furono distribuite 100 silique: di fronte alla scontentezza dell'esercito per una moneta che manteneva solo i due terzi del suo valore nominale, Giuliano promise le ricchezze del regno persiano.
Superati i campi allagati dai persiani in ritirata, incendiata Birtha, gli arieti ebbero ragione delle fortificazioni di Maiozamalcha: penetrati attraverso le brecce delle mura e per una galleria sotterranea, i soldati fecero strage degli abitanti. Il comandante fu tenuto in ostaggio e del bottino, Giuliano prese per sé un ragazzo muto e «dall'espressione graziosa ed elegante».
Erano i primi giorni di giugno: Giuliano visitò le rovine di Seleucia. Il Tigri era a pochi chilometri; mentre la flotta, attraverso un canale di congiunzione con l'Eufrate, si immetteva nel Tigri, l'esercito superò di slancio il grande fiume sulla cui riva sinistra lo attendevano le truppe di Surena, decisi a sfruttare la superiore posizione strategica: ma furono sconfitte, volte in fuga, e costrette a rifugiarsi tra le mura della capitale Ctesifonte. Di fronte agli imponenti bastioni della città, si tenne il consiglio di guerra e si decise di rinunciare all'assedio: l'esercito di Sapore avrebbe potuto sorprendere i Romani impegnati nell'assedio, che avrebbero rischiato di essere presi tra due fuochi. Si avverava così un altro antico oracolo: «nessun principe Romano può oltrepassare Ctesifonte».
Sarebbe stato necessario che le forze di Procopio fossero arrivate a congiungersi con quelle di Giuliano, ma di Procopio non vi erano notizie. Giuliano, deciso a raggiungerlo e, se possibile, a sorprendere e affrontare Sapore in una decisiva battaglia campale, si volge a nord, dopo aver fatto incendiare gran parte della flotta con le armi e i viveri, perché le navi hanno difficoltà a risalire il fiume, e aver incorporati i suoi 20.000 soldati per utilizzarli nei combattimenti a terra. La marcia era resa tormentosa dal caldo, dalla guerriglia, dalla sete e dalla fame, perché i Persiani bruciavano i raccolti nelle terre attraversate dai Romani.
Il 16 giugno apparve finalmente all'orizzonte l'esercito di Sapore, che però si limitò a seguire da lontano le truppe di Giuliano, rifiutando il combattimento aperto e ingaggiando solo brevi incursioni di cavallerie. Il 21 giugno l'esercito romano si fermò a Maranga per una sosta di tre giorni. Giuliano impiegava come al solito il tempo libero dalle occupazioni militari leggendo e scrivendo. La notte del 25 giugno gli sembra di scorgere nel buio della sua tenda una figura: è il Genius Publicus, quello che gli era apparso nell'esaltante notte di Lutetia e lo aveva invitato a non lasciarsi sfuggire l'occasione di prendere il potere. Ora ha però il capo velato a lutto, lo guarda senza parlare, poi si volta e lentamente svanisce.

#### Morte di Giuliano
La mattina dopo, malgrado l'opinione contraria degli aruspici, fece levare le tende per riprendere la ritirata verso Samarra. Durante la marcia, presso il villaggio di Toummara, si accese un combattimento nella retroguardia: Giuliano accorse senza indossare l'armatura, si lanciò nella mischia e un giavellotto lo colpì al fianco. Cercò subito di estrarlo ma cadde da cavallo e svenne. Portato nella sua tenda, si rianimò, credette di star meglio, volle le sue armi ma le forze non risposero alla volontà. Chiese il nome della località: «è Frigia», gli risposero. Giuliano comprese che tutto era perduto: un tempo aveva sognato un uomo biondo che gli aveva predetto la morte in un luogo con quel nome.
Il prefetto Salustio accorse al suo capezzale: lo informò della morte di Anatolio, uno dei suoi amici più cari. Giuliano pianse per la prima volta e la commozione prese tutti gli astanti. Si riprese, Giuliano: «È un'umiliazione per noi tutti piangere un principe la cui anima sarà presto in cielo a confondersi con il fuoco delle stelle». Quella notte fece il bilancio della sua vita: «Non devo pentirmi né provare rimorso di alcuna azione, sia quando ero un uomo oscuro, sia quando ebbi la cura dell'Impero. Gli dèi me lo concessero paternamente ed io lo conservai immacolato [...] per la felicità e la salvezza dei sudditi, equanime nella condotta, contrario alla licenza che corrompe le cose e i costumi». Poi, com'è degno di un filosofo, conversò con Prisco e con Massimo della natura dell'anima. Le sue guide spirituali gli ricordarono il suo destino, fissato dall'oracolo di Elio:
Sentendosi soffocare, Giuliano chiese dell'acqua: appena ebbe finito di bere, perse conoscenza. Aveva regnato meno di venti mesi: «con lui, moriva l'ultimo eroe greco».
Salustio rifiutò la successione e allora la porpora fu concessa a Gioviano. Questi stipulò con Sapore la pace, con la quale i Romani cedevano ai Persiani cinque province e le piazzeforti di Singara e di Nisibi. Fu ripresa la ritirata durante la quale incontrarono finalmente l'armata di Procopio: questi fu incaricato di portare fino alle porte di Tarso la salma che, secondo le volontà di Giuliano, fu sepolta in un mausoleo a fianco di un piccolo tempio sulle rive del fiume Cidno. Di fronte, sorgeva la tomba di un altro imperatore, Massimino Daia. L'anno dopo, Gioviano passò per Tarso e fece incidere un'iscrizione sulla pietra sepolcrale:

#### Tomba di Giuliano

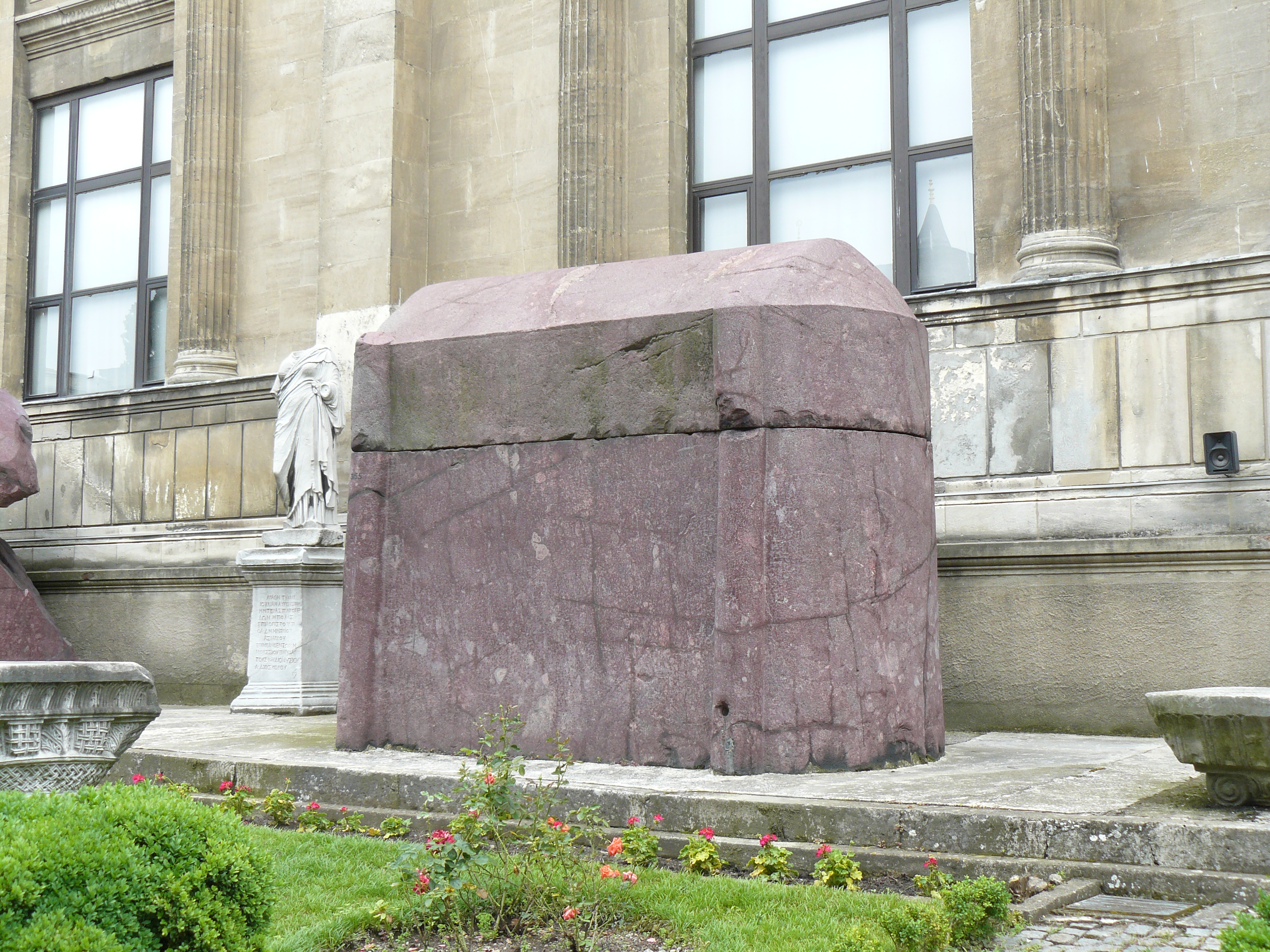
Museo Archeologico di Istanbul: il sarcofago in porfido ritenuto essere quello di Giuliano.

Alcuni storici ritengono che il sarcofago contenente le spoglie dell'imperatore fu in seguito trasportato da Tarso a Costantinopoli, o prima della fine del IV secolo, o successivamente al 500. L'urna sepolcrale fu collocata nella chiesa dei Santi Apostoli, dove in quel periodo venivano sepolti gli imperatori. Nel X secolo, l'imperatore Costantino VII Porfirogenito (912–959), in un libro che descrive le procedure cerimoniali, al catalogo contenente l'elenco dei sepolcri degli insigni defunti, include quello di Giuliano con il commento:
(De ceremoniis, Libro II, cap. 42.)
Un sarcofago in porfido conservato nel Museo archeologico della città è tutt'oggi identificato con quello di Giuliano; lo spostamento dei resti di Giuliano dalla tomba di Tarso è ancora oggetto di dibattito tra gli studiosi.

## Opera letteraria e filosofica

### «Lettera a Temistio»
Non appena ebbe notizia che Giuliano era il nuovo imperatore Temistio, il retore e filosofo della corte di Costanzo che già benevolmente aveva interceduto a suo favore negli anni difficili del rapporto tra i due cugini, gli inviò una lettera nella quale, non mancando di offrirgli i suoi servigi – forse nel timore che il previsto rinnovamento delle cariche di corte potesse compromettere la sua carriera – ricordava a Giuliano che i sudditi si attendevano da lui opere legislative persino superiori a quelle compiute da Solone, Pittaco e Licurgo.

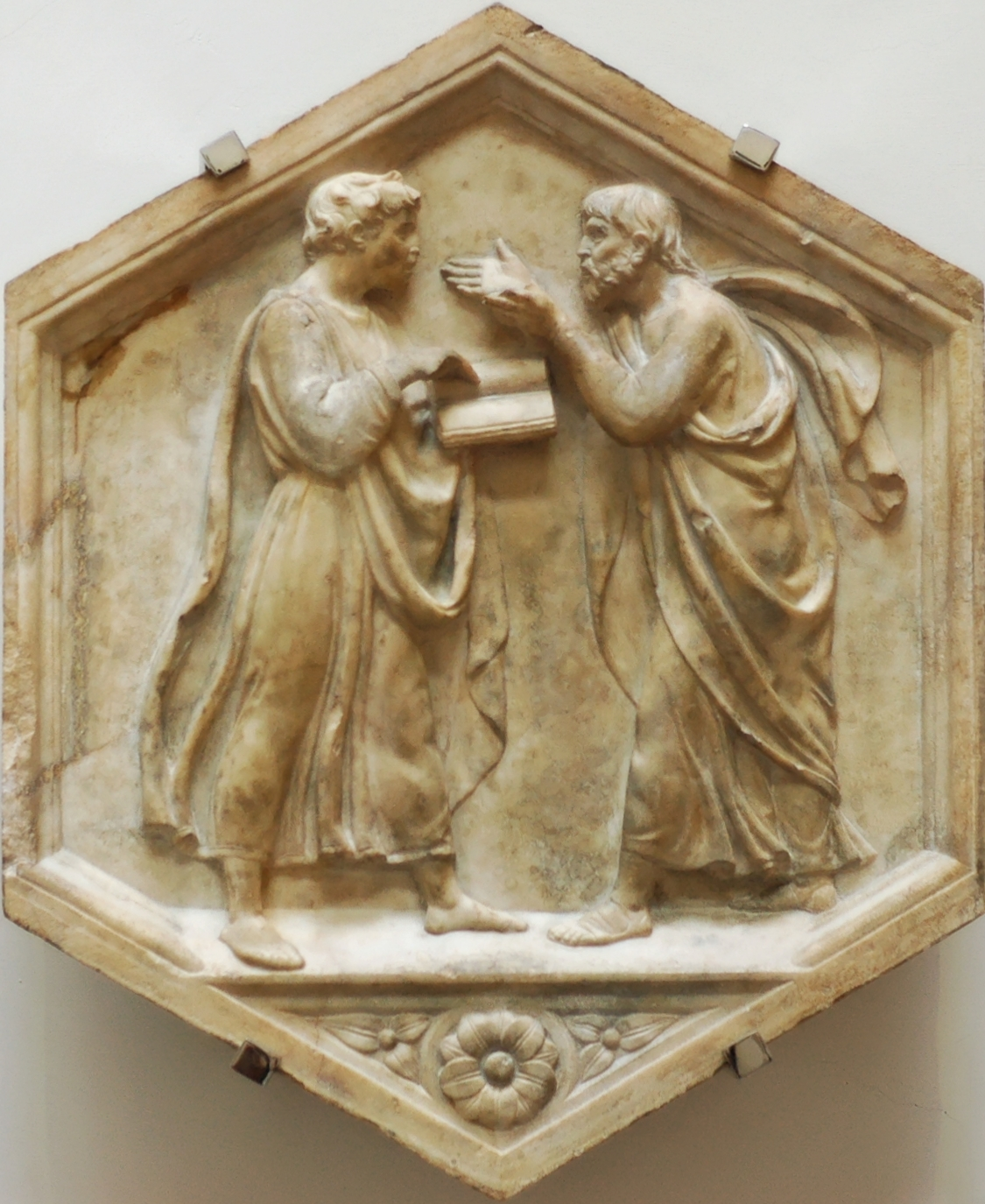
Luca della Robbia: Aristotele e Platone.

Naturalmente Giuliano, nella sua risposta, dichiara di «essere consapevole di non avere affatto, né di possedere per natura né di aver acquisito in seguito, alcuna qualità eminente, fuorché l'amore per la filosofia», dalla quale ha però appreso che sono la fortuna, la týche, e il caso, l'autómaton, a dominare la vita individuale e le vicende politiche. Citando Platone Giuliano ritiene che un sovrano dovrà pertanto evitare la superbia, la hýbris, cercando di acquisire l'arte, la téchne, di cogliere l'opportunità, il kairós, offerta dalla fortuna. Un'arte che è tale da essere propria di un demone piuttosto che di un uomo, e pertanto dobbiamo ubbidire a «quella parte di divino che è in noi» quando amministriamo «le cose pubbliche e le private, le nostre case e le città, considerando la legge un'applicazione dell'Intelligenza».
Di Aristotele Giuliano cita la condanna del governo fondato sul diritto ereditario e del dispotismo, nel quale un solo cittadino è «padrone di tutti gli altri. Poiché, se tutti sono eguali per natura, a tutti spettano necessariamente pari diritti». Mettere al governo un uomo significa farsi governare da un uomo e da una bestia feroce insieme: occorre piuttosto che al governo sia messa la ragione, che è quanto dire Dio e le leggi, perché la legge è la ragione esente da passioni.
Nella pratica deriva, come afferma Platone, che il governante deve essere migliore dei governati, a loro superiore per studio e per natura, il quale con ogni mezzo e quanto più possa dovrà porre attenzione alle leggi, non quelle create per far fronte a contingenze momentanee, ma quelle predisposte da chi, purificato l'intelletto e il cuore, acquisita un'approfondita conoscenza della natura del governo, contemplata l'Idea di giustizia e compresa l'essenza dell'ingiustizia, trasponga l'assoluto nel relativo, legiferando per tutti i cittadini, senza distinzioni e riguardi per amici e parenti. Meglio sarebbe legiferare per i posteri e gli stranieri, in modo da evitare ogni interesse privato.
Giuliano confuta l'affermazione di Temistio che sosteneva di preferire l'uomo d'azione al filosofo politico, fondandosi erroneamente su un passo di Aristotele: tra vita attiva e vita contemplativa, quest'ultima è certamente superiore, poiché «col formare non molti, ma anche solo tre o quattro filosofi, tu puoi arrecare al genere umano maggiori benefici di quanto non possano fare parecchi imperatori messi insieme». Così Giuliano, non senza ironia, poteva anche declinare l'offerta di collaborazione rivoltagli dal filosofo Temistio. Quanto a sé, «consapevole di non possedere nessuna speciale virtù, tranne quella di non credere di avere le più belle virtù», Giuliano rimetteva tutto nelle mani di Dio, così da essere scusato delle proprie mancanze e da poter apparire discreto e onesto per gli eventuali successi della sua opera di governo.
In realtà, la sua concezione è diversa da quanto può apparire nella sua lettera a Temistio o, almeno, sarà espressa diversamente nei suoi scritti di poco successivi: il buon governante non è semplicemente il filosofo che conoscendo l'idea di bene è in grado di fare buone leggi, ma è colui che è investito di una missione che solo gli dei possono avergli conferito. Perché egli abbia qui espresso l'idea classica del potere, anziché quella contemporanea della monarchia assoluta ed ereditaria, è stato interpretato come il risultato del timore provocatogli dall'immenso potere che la fortuna gli aveva posto nelle mani: «la solitudine del potere non mancò di spaventarlo. Per recuperare il senso della propria identità fece ricorso a quello che aveva di più suo: l'educazione e il retroterra culturale. Per quanto solo e confuso, poteva infatti percepire un forte vincolo di solidarietà con le innumerevoli generazioni che, come lui, si erano servite di Omero e di Platone per dare piena consapevolezza alle proprie emozioni e acquisire una più approfondita consapevolezza». Timoroso della cieca potenza di Tyche, tentò di esorcizzarla, lasciò da parte la dottrina politica contemporanea e «si volse ai grandi maestri della sua gioventù».

### «Contro il cinico Eraclio»: la concezione teocratica del governo

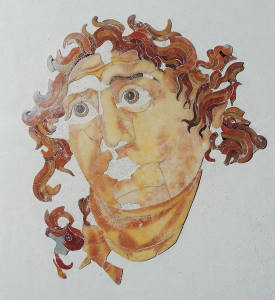
Elio, mitreo di Santa Prisca, Roma.

L'occasione per presentare la sua dottrina gli fu data dal discorso pubblico tenuto a Costantinopoli nel marzo del 362 da Eraclio, un filosofo itinerante della setta dei Cinici, al quale lo stesso Giuliano aveva assistito. Eraclio, irriverente come tutti i Cinici, espose un mito, presentando se stesso come Zeus e Giuliano – che notoriamente si faceva crescere sul mento una barba dal sembiante caprino – come Pan, alluse a Fetonte, il figlio di Febo che, inesperto della guida del carro del Sole, era precipitato miseramente, e coinvolse nelle sue allegorie Eracle e Dioniso, due figure molto care a Giuliano.
In un mito, risponde Giuliano, è detto che Eracle avesse sfidato Elio a duello e il Sole, riconoscendo il suo coraggio, gli donò una coppa d'oro sopra la quale l'eroe aveva attraversato l'Oceano: Giuliano scrive a questo proposito di credere che Eracle avesse piuttosto «camminato sull'acqua come se fosse stato sulla terraferma», e sottolineando che «Zeus con l'aiuto di Athena Pronoia l'aveva creato salvatore del mondo e gli aveva posto al fianco questa dea come custode [...] in seguito lo sollevò a sé, ordinando così al figlio di venire a lui», denunciando esplicitamente i cristiani di copiare a favore di Cristo i miti ellenici. Un altro esempio di imitazione cristiana è tratto dalla rappresentazione di Dioniso, la cui nascita «non fu in realtà una nascita, ma una manifestazione divina», il quale comparve in India come dio visibile «quando Zeus decise di concedere a tutta l'umanità i principi di un nuovo stato di cose».
Giuliano sa bene che i miti non sono racconti reali, bensì un travestimento della dottrina della sostanza degli dei, la quale «non sopporta di essere gettata con nude parole nelle orecchie impure dei profani. Proprio la natura segreta dei misteri, anche se non compresa, è utile, perché cura le anime e i corpi e provoca l'apparizione degli dei». In questo modo, «le divine verità vengono insinuate per mezzo di enigmi con il travestimento dei miti». Non solo, ma «ciò che nei miti si presenta inverosimile, è proprio quello che ci apre la via alla verità: infatti, quanto più paradossale e portentoso è l'enigma, tanto più pare ammonirci a non affidarci alla nuda parola, ma ad affaticarci intorno alla verità riposta, senza stancarci prima che questo mistero, rischiarato sotto la guida degli dei», non ci rischiari l'intelletto fino a portare a perfezione la nostra anima.
Eguali concetti sono espressi dall'amico Secondo Salustio nel suo Sugli dei e il mondo: i miti «ci incitano alla ricerca [...] imitano l'insieme delle cose inesprimibili e ineffabili, invisibili e manifeste, evidenti e oscure, presente nell'essenza degli dei. Velando il vero senso delle espressioni figurate, le si protegge dal disprezzo degli sciocchi [...] l'apparente assurdità di tali favole fa comprendere all'anima che si tratta solo di simboli, perché la verità pura è inesprimibile».
Il mito raccontato da Eraclio era invece, a dire di Giuliano, non solo sconveniente ed empio, ma anche privo di originalità, e Giuliano intende presentargli un esempio di come si possa costruire un mito che sia insieme nuovo, istruttivo e attinente a fatti storici. È una vicenda che prende le mosse da Costantino, i cui antenati adoravano Helios, ma quell'imperatore e i suoi figli credettero di garantirsi l'eternità del potere tradendo la tradizione e affidandosi al dio cristiano: «i templi degli avi furono demoliti dai figli, già disprezzati dal padre e spogliati dei doni [...] e insieme alle divine furono profanate le cose umane». Zeus fu mosso a pietà per le tristi condizioni degli uomini caduti nell'empietà: promise alle sue figlie Hosiótes e Díke, la Religione e la Giustizia, di restaurarle in terra e indicando Giuliano a Helios, glielo affidò dicendogli: «quel fanciullo è tuo figlio».

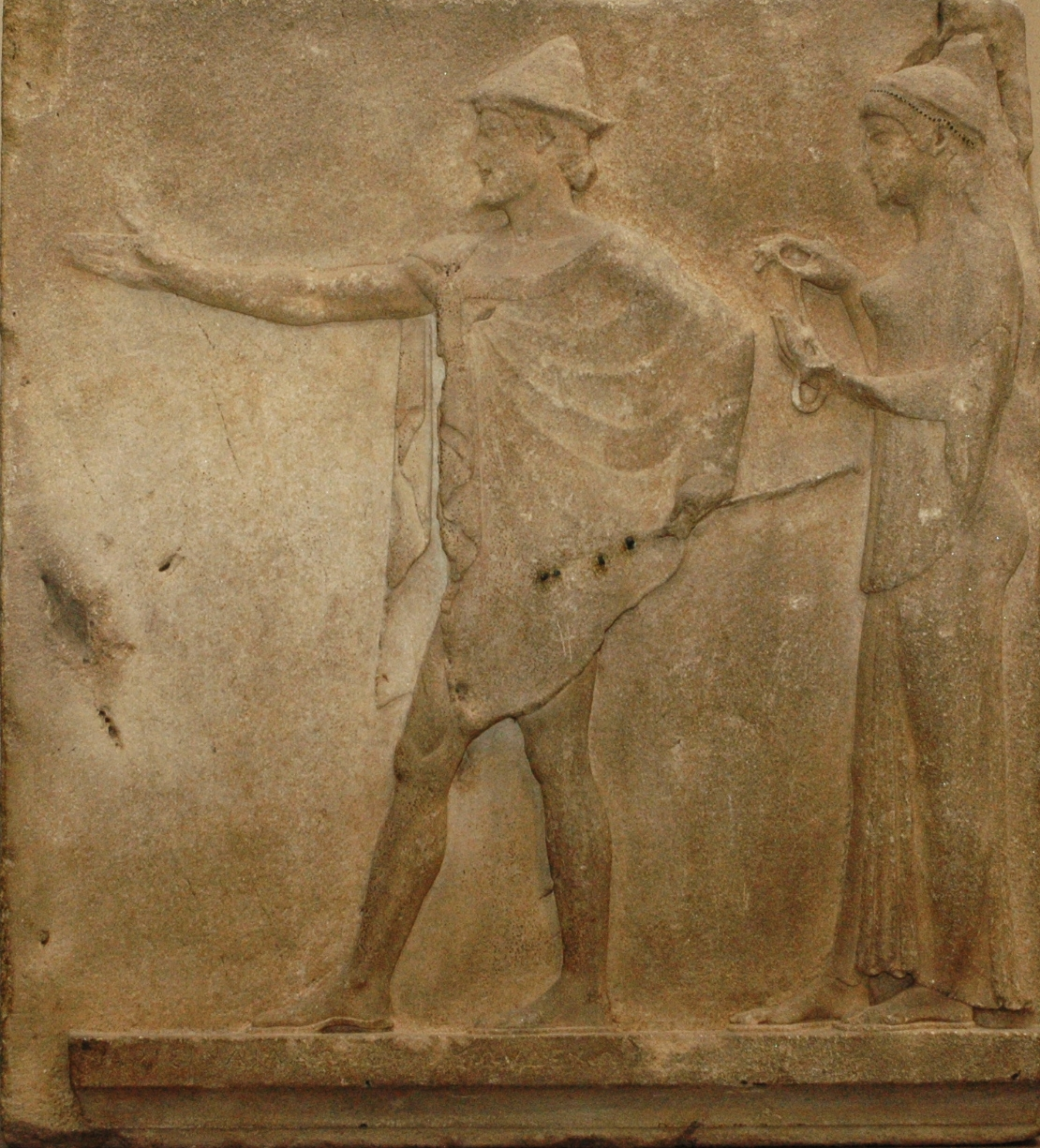
L'Hermes agoraios del Louvre.

Helios, il dio protettore dei Flavi e Athena Pronoia, la Provvidenza, lo allevarono e Hermes, dio dell'eloquenza e psicopompo, il conduttore delle anime che introduce l'iniziato ai misteri di Mitra, fece da guida al giovane che visse in solitudine e «avanzò per una strada piana, solida e tutta pulita e colma di frutta e fiori abbondanti e buoni, quali amano gli dei, e di piante di edera, alloro e mirto». Giunti su una montagna, Hermes gli disse: «Sulla vetta di questa montagna ha il trono il padre di tutti gli dei. Sta' attento: vi è grande pericolo. Se lo saprai adorare con la più grande pietà, otterrai da lui quello che vuoi». Un giorno Elio gli disse di tornare tra i mortali per vincere e «purgare tutte le empietà della terra e chiamare in soccorso me, Athena e tutti gli altri dei», e indicandogli dall'alto la terra dov'erano mandrie e pastori, gli rivelò che la maggior parte dei pastori – i governanti – erano malvagi «perché divorano e vendono il bestiame» riportando pochi guadagni del molto che è stato a loro affidato.
Finalmente il giovane accettò di sciogliersi da una vita fino ad allora rivolta solo allo studio e alla contemplazione mostrandosi pronto a impegnarsi nella missione affidatagli. Helios, dopo averlo munito di una fiaccola, simbolo della luce eterna, dell'elmo e dell'egida di Athena e del caduceo d'oro di Hermes, gli garantì l'assistenza di tutti gli dei finché fosse rimasto «devoto verso di noi, fedele verso gli amici, umano verso i sudditi, comandandoli e guidandoli per il meglio. Ma non cedere mai fino a renderti schiavo delle tue e loro passioni [...] e nessuno mai [...] ti persuada a dimenticare i nostri precetti. Finché ti atterrai a essi, sarai degno e gradito a noi, oggetto di rispetto per i buoni che ci servono e di terrore per i malvagi e gli empi. Sappi che il corpo mortale ti fu dato perché tu possa compiere questa missione. Per riguardo ai tuoi antenati, noi desideriamo purificare la casa dei tuoi padri. Ricordati dunque che hai un'anima immortale che da noi discende e se tu ci seguirai, sarai un dio e con noi contemplerai tuo padre».
Lo scritto di Giuliano esprime dunque, attraverso il mito, una concezione teocratica del governo e rivela anche come Giuliano non concepisca il ruolo dell'imperatore come émpsychos nomos, legge personificata che, in quanto tale, è al di sopra delle leggi che sono imperfette perché umane: per Giuliano le leggi hanno origine divina e, attraverso Platone, sottolinea che «se c'è uno che si distingue per la fedeltà alle leggi vigenti e in questa virtù vince su tutti gli altri, a costui deve essere affidata anche la funzione di servitore degli dei».

### «Contro i Cinici ignoranti»: l'unità culturale dell'ellenismo

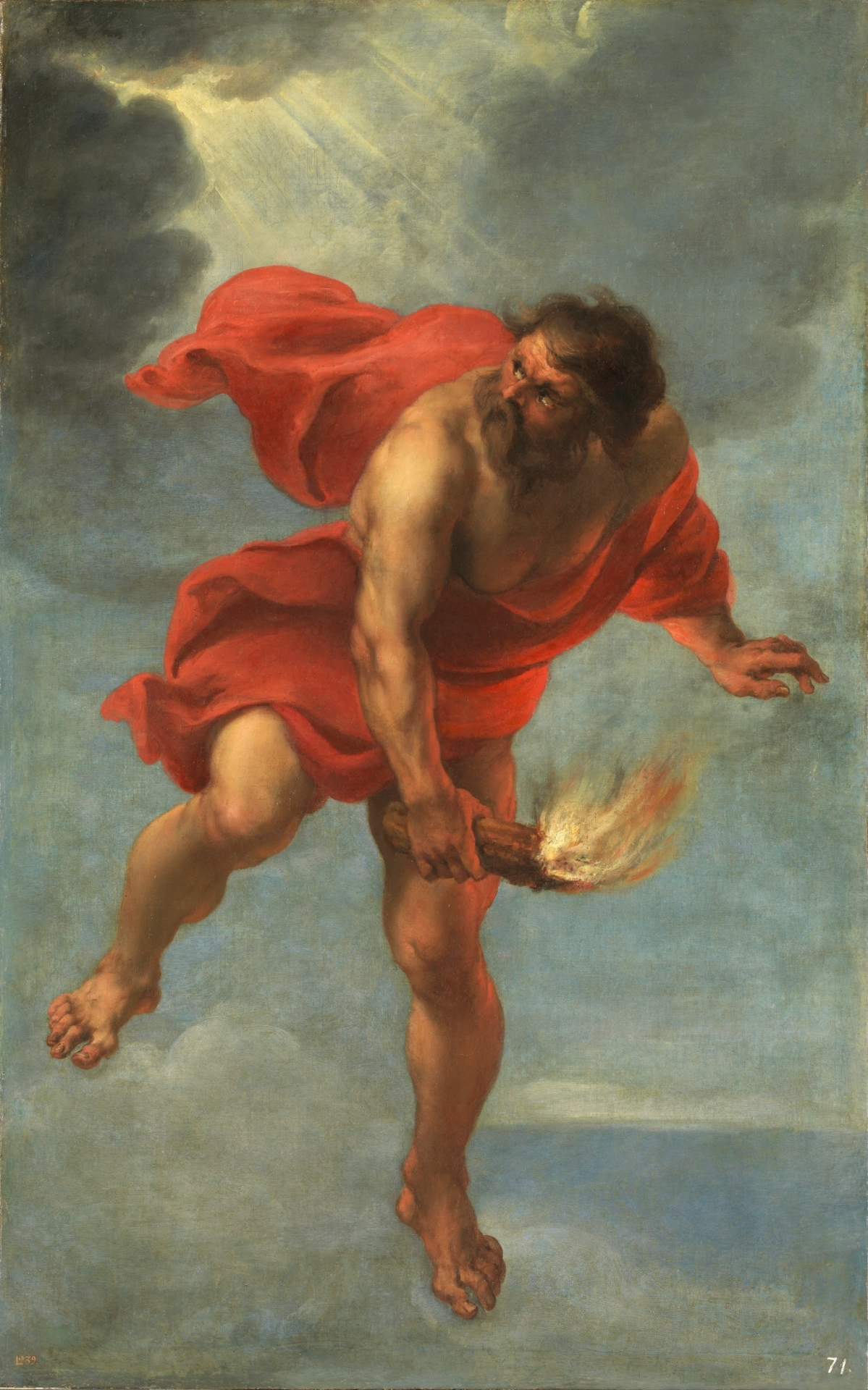
Jan Cossiers, Prometeo.

In Eraclio Giuliano aveva attaccato la figura di certi filosofi moderni, «bastone, mantello, zazzera e poi ignoranza, boria, sfrontatezza», per colpa dei quali «la filosofia era diventata spregevole» ed essi si erano appropriati, a suo dire illegittimamente, del nome di una dottrina, quella di Diogene di Sinope e di Cratete di Tebe, di ben altra e nobile natura.
Pochi mesi dopo, un altro di quei filosofi itineranti attaccò la figura di Diogene, dipingendolo come uno sciocco vanaglorioso e mettendo in burla certi aneddoti circolanti su quel filosofo. La risposta di Giuliano intende rivalutare la dignità della filosofia cinica, «che non è la più vile né la più spregevole, ma anzi paragonabile alle più illustri», inserendola nella tradizione culturale greca e mostrando come essa possa stare alla pari delle più rinomate scuole elleniche.
Infatti Elio, mandando per mezzo di Prometeo il dono divino del fuoco, intese rendere partecipi tutti gli esseri della «ragione incorporea» e perciò della divinità stessa, se pure in misura diversa: alle cose concedendo la sola esistenza, ai vegetali la vita, agli animali l'anima sensitiva e agli uomini l'anima razionale. Questa spinge l'uomo alla filosofia che, seppure definita in modo diverso – arte delle arti o scienza delle scienze – consiste nel «conoscere se stesso», che equivale a dire nel conoscere quella parte di divino presente in ogni uomo. E come si può giungere ad Atene percorrendo le strade più diverse, così si può ottenere la conoscenza di sé attraverso differenti speculazioni filosofiche: «pertanto nessuno deve separare la filosofia in molte parti né dividerla in molte specie o meglio, di un'unica filosofia non deve farne molte. Come vi è una sola verità, così vi è una sola filosofia».

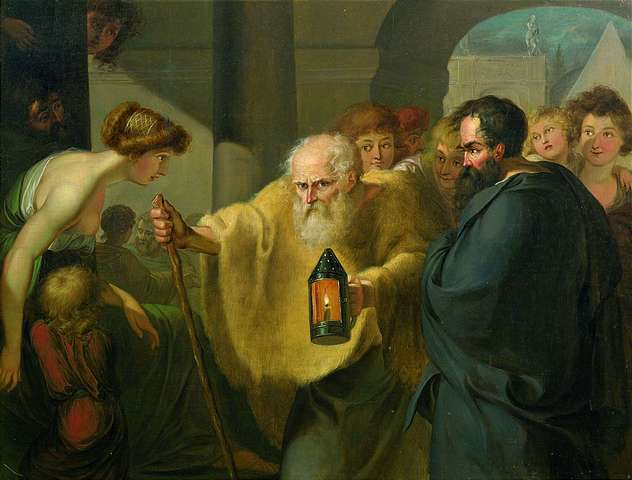
Johann Tischbein: Diogene cerca l'uomo.

Dunque la filosofia cinica appartiene di diritto a quest'unico movimento di ricerca della verità, che è «il bene maggiore per gli dèi e per gli uomini», la conoscenza della «realtà intima delle cose esistenti»: a dispetto della rozza semplicità del suo aspetto, il Cinismo è come quelle statuette di Sileno che, banali in apparenza, nascondono nel loro interno l'immagine di un dio. E infine, il creatore della filosofia cinica non fu Antistene o Diogene, ma fu colui che creò tutte le scuole filosofiche, «colui che per i Greci è l'autore di tutte le cose belle, la guida comune, il legislatore e il re, il dio di Delfi».
Per quanto riguarda Diogene poi, secondo Giuliano «egli ubbidiva al dio di Pytho e della sua obbedienza non ebbe a pentirsi, e si sbaglierebbe a prendere per indizio di empietà il fatto che egli non frequentasse i templi e non venerasse le immagini e gli altari: Diogene non aveva niente da offrire, né incenso, né libagioni, né denaro, ma possedeva una giusta nozione degli dei e questo solo bastava. Perché egli li adorava con l'anima, offrendo il bene più prezioso, la consacrazione della sua anima attraverso il suo pensiero».
Può sembrare singolare che un imperatore si sentisse in dovere di intervenire su una polemica, apparentemente banale, innescata da un oscuro sofista: in realtà, il problema che stava a cuore a Giuliano era la riaffermazione dell'unità della cultura ellenica – letteratura, filosofia, mitologia, religione – inserita nell'apparato giuridico-istituzionale dell'Impero romano. La difesa dell'unità della cultura ellenica è la condizione del mantenimento dell'istituzione politica e un attacco ai valori unitari espressi da quella cultura è percepita da Giuliano come una minaccia ai fondamenti dello stesso Impero.

### «Inno alla Madre degli dèi»
Che l'unità dell'Impero fosse favorita dall'unità ideologica e culturale dei sudditi era stato compreso già da Costantino il quale, convocando nel 325 il Concilio di Nicea, aveva inteso che il cristianesimo si fondasse su dogmi condivisi da tutti i fedeli costruiti con gli strumenti messi a disposizione dalla filosofia greca. Allo stesso modo Giuliano intese stabilire i principi dell'ellenismo, visto come sintesi delle tradizioni ereditate dall'antica religione romana e della cultura greca, elaborata alla luce della filosofia neoplatonica. Sotto questo aspetto il programma di Giuliano intese questo inno, assieme a quello dedicato a Elio, come due momenti fondanti sui quali incardinare la rifondazione della tradizione religiosa e culturale dell'impero. All'Inno alla Madre degli dèi venne affidato, pertanto, il ruolo di una rivisitazione esegetica dei miti greci sulla base delle dottrine misteriche che Giuliano aveva approfondito nei suoi studi ateniesi.
L'Inno alla Madre degli dei, Cibele, chiamata anche Rea o Demetra, la Magna Mater dei Romani, è rivolto a chi deve occuparsi di educare i fedeli: è lo scritto che un pontefice massimo rivolge ai sacerdoti dei culti ellenici. L'inno si apre con la descrizione dell'arrivo a Roma dalla Frigia della statua della dea, dopo che il suo culto era già stato accolto in Grecia, «e non da una razza qualunque di Greci, ma dagli Ateniesi», scrive Giuliano, come a sottolineare l'estrema credibilità del culto della dea. E credibile appare a Giuliano anche il miracolo che si verificò quando la sacerdotessa Clodia fece nuovamente navigare sul Tevere la nave rimasta immobile malgrado ogni sforzo dei marinai.
Alla figura di Cibele è associata, in un noto mito, quella di Attis. Ogni cosa, come aveva insegnato Aristotele, è unione di forma e materia: affinché le cose non siano generate dal caso, opinione che porterebbe al materialismo epicureo, occorre riconoscere l'esistenza di un principio superiore, ossia la causa della forma e della materia. Tale causa è la quinta essenza, discussa già dal filosofo Senarco, che dà ragione del divenire, della moltiplicazione delle specie degli esseri e dell'eternità del mondo, la «catena dell'eterna generazione». Ebbene, Attis rappresenta tale principio, secondo la personale concezione di Giuliano: egli è «la sostanza dell'Intelletto generatore e creatore che produce tutte le cose fino ai limiti estremi della materia e contiene in sé tutti i principi e le cause delle forme congiunte alla materia».
Cibele è «la Vergine senza madre, che ha il suo trono accanto a Zeus, ed è realmente la Madre di tutti gli dei». Il mito della sua unione con Attis, giudicato osceno dai cristiani, sta in realtà a significare che ella, in quanto Provvidenza «che conserva tutte le cose soggette a nascita e distruzione, ama la causa creatrice e produttrice di esse e le impone di procreare preferibilmente nel mondo intelligibile ed esige che a lei sia rivolta e con lei coabiti, pretende che Attis non si mescoli con nessun altro essere, in modo da perseguire la conservazione di ciò che è uniforme e di evitare di inclinare nel mondo materiale».
Ma Attis si abbassò fino ai limiti estremi della materia, accoppiandosi in un antro con una ninfa, figura nella quale il mito adombra «l'umidità della materia», più precisamente «l'ultima causa incorporea sussistente prima della materia». Allora Elio, «che condivide il trono con la Madre e crea tutto con lei e a tutto provvede», comandò al Leone, il principio del fuoco, di denunziare la degradazione di Attis: l'evirazione di Attis va intesa come il «freno posto alla spinta illimitata» alla generazione, in modo che essa sia «trattenuta nei limiti delle forme definite». L'autoevirazione di Attis è il simbolo della purificazione dalla degradazione, la condizione della risalita verso l'alto, «a ciò che è definito e uniforme, possibilmente all'Uno stesso».

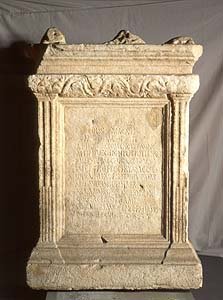
Ara di Cibele e Attis.

Come il mito delinea il ciclo della degradazione e della purificazione dell'anima, così a esso corrisponde il ciclo della natura e i rituali religiosi che a esso sono associati e celebrati nell'equinozio di primavera. Il 22 marzo viene tagliato il pino sacro, il giorno dopo il suono delle trombe ricorda la necessità di purificarci ed elevarci al cielo, il terzo giorno «si taglia la sacra messe del dio» e finalmente possono seguire le Ilarie, le feste che celebrano l'avvenuta purificazione e il ritorno di Attis a fianco della Madre. Giuliano lega il culto di Cibele ai misteri eleusini, che vengono celebrati in occasione degli equinozi di primavera e di autunno, e spiega ai sacerdoti il significato dei precetti che l'iniziato deve osservare per accostarsi al rito con animo puro.
Riaffermata l'unità intrinseca dei culti ellenici accostando Eracle e Dioniso ad Attis, riconosciuto in Attis il Logos, «uscito di senno, perché ha sposato la materia e presieduto alla creazione, ma anche saggio, perché ha saputo ordinare e mutare questa sozzura in qualcosa di così bello che nessun'arte e capacità umana potrebbe mai eguagliare», Giuliano conclude lo scritto elevando un inno a Cibele:

### Editto sull'insegnamento e riforma religiosa
Nei suoi scritti Giuliano aveva implicitamente mostrato che fosse necessario mantenere uno stretto legame tra ellenismo e romanitas come condizione della salute dell'Impero, quale sembrava essere stata realizzata pienamente nell'età degli Antonini. Da allora era però seguito un lungo periodo di lento declino durante il quale nuove istanze religiose, originarie di un mondo in gran parte estraneo ai tradizionali valori ellenici, si erano affermate fino a ottenere piena legittimazione con Costantino. Lo stesso vescovo cristiano Eusebio aveva esaltato il nuovo ordine costituito dalle istituzioni politiche dell'Impero e dalla dottrina evangelica, la cui fusione era stata disposta da Dio per il bene di tutta l'umanità.
Questa concezione presupponeva una frattura nell'evoluzione storica del mondo greco-romano e, insieme con l'abbandono dei culti antichi e dei templi dove quelli venivano celebrati, metteva in discussione tutta la cultura ellenica, della quale si poteva temere la distruzione. La concezione di Giuliano è esattamente eguale e opposta a quella di Eusebio: tutta la cultura greco-romana è «il frutto della rivelazione divina e la sua evoluzione storica era avvenuta sotto lo sguardo vigile di Dio. Grazie alla rivelazione di Apollo-Elio, i Greci avevano elaborato un mirabile sistema religioso, filosofico e artistico, perfezionato in seguito dal popolo affine dei Romani, i quali lo arricchirono delle migliori istituzioni politiche che il mondo avesse conosciuto».
Alla salute dell'Impero corrisponde quella dei cittadini, la quale si sostanzia, sul piano spirituale e intellettuale, con l'epistéme, la conoscenza autentica, che si raggiunge con la corretta istruzione, la paideía. La conoscenza della cultura greco-romana eleva l'essere umano alla conoscenza di sé, la quale è la condizione per la conoscenza superiore, quella della divinità, che corrisponde alla salvezza individuale. In questo percorso, la cultura ellenica è concepita da Giuliano nella sua totalità, senza distinzione tra cultura sacra e cultura profana: «lo studio dei testi sacri rende migliore qualunque uomo, anche il più inetto. Se poi un uomo dotato di talento viene avviato allo studio della letteratura, egli diventa un dono degli dei all'umanità, perché ravviverà la fiamma della conoscenza, o fonderà istituzioni pubbliche, o metterà in fuga i nemici del suo popolo, o viaggerà per terra e per mare, dando così prova di avere la tempra dell'eroe».
In applicazione di tali principi il 17 giugno 362 Giuliano emise un editto con il quale stabiliva l'incompatibilità tra la professione di fede cristiana e l'insegnamento nelle scuole pubbliche. L'idea di Giuliano era che gli insegnanti pubblici dovessero distinguersi innanzi tutto per moralità e poi per capacità professionale. Il meccanismo che avrebbe dovuto garantire la suddetta moralità passava attraverso i consigli municipali che avrebbero dovuto produrre un attestato dei requisiti dei candidati. Tale attestato avrebbe dovuto, eventualmente, poi essere ratificato dall'imperatore.

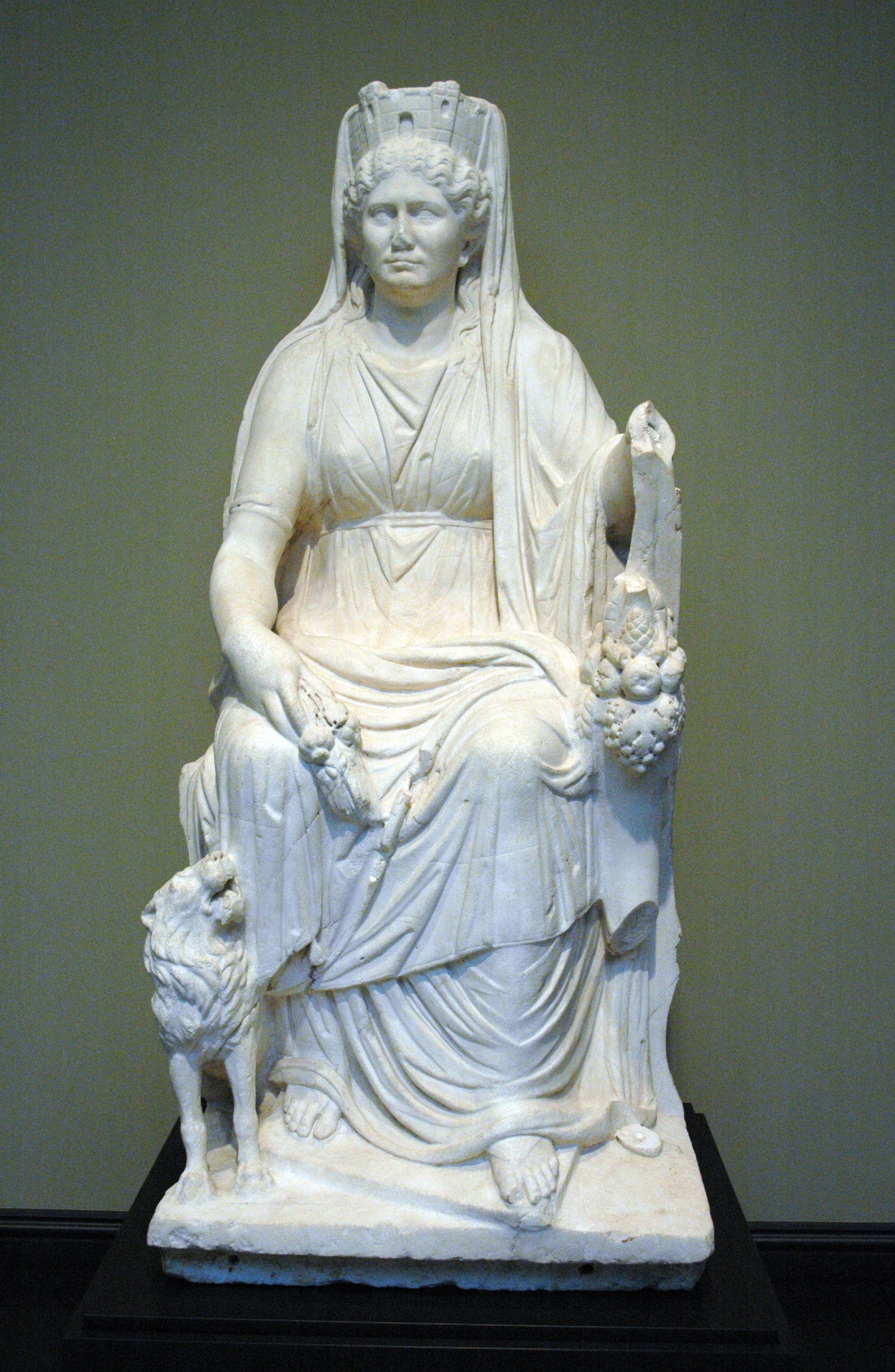
Getty Museum: la dea Cibele, I secolo.

Alla legge Giuliano fece seguire una lettera circolare che spiegava più approfonditamente il contenuto e il significato della norma:
La legge era stata predisposta per difendere le ragioni dell'ellenismo dalla polemica cristiana ed era particolarmente insidiosa, perché, senza essere un'aperta persecuzione, presentava persuasivamente le ragioni dell'incompatibilità tra la cultura greco-romana e il cristianesimo che erano effettivamente condivise da una consistente rappresentanza dell'intellettualità cristiana.
Nello stesso tempo Giuliano si preoccupò di costituire una «chiesa» pagana, organizzata secondo criteri gerarchici che richiamavano quelli cristiani: al vertice era l'imperatore, nella sua qualità di pontefice massimo, seguito da sommi sacerdoti, responsabili ciascuno per ogni provincia i quali, a loro volta, sceglievano i sacerdoti delle diverse città. Conosciamo dalle sue lettere alcuni nomi dei responsabili provinciali nominati da Giuliano: Arsacio fu il capo religioso della Galazia, Crisanzio di Sardi, con la moglie Melita, della Lidia, Seleuco della Cilicia e Teodoro dell'Asia, così come si ha notizia dei nomi di alcuni sacerdoti locali, una Teodora, un Esichio, un Ierarca ad Alessandria in Troade, una Calligena di Pessinunte in Frigia.
Il primo requisito di ogni sacerdote doveva essere la moralità, senza alcuna preclusione di origine e di censo: una delle cause dell'arretramento della religione ellenica nella considerazione delle popolazioni era proprio la scarsa moralità di molti sacerdoti, che in tal modo facevano perdere credibilità agli antichi rituali. Se quei sacerdoti venivano così disprezzati, rimanevano però temuti in virtù della fama acquisita di dispensatori di anatemi di terribile efficacia: una virtù dubbia questa, dal momento che essa contribuiva però al loro isolamento, che lo stesso Giuliano cercò di contestare argomentando che un sacerdote, in quanto tale, non poteva essere rappresentante di un demone, ma di dio, e perciò era dispensatore di benefici ottenuti per mezzo della preghiera, e non di maledizioni lanciate attraverso un oscuro potere demoniaco.
I sacerdoti vanno dunque onorati «in quanto ministri e servitori degli dei, perché compiono, in nostra vece, i doveri verso gli dei ed è a loro che dobbiamo gran parte dei doni che riceviamo dagli dèi. Essi infatti pregano e sacrificano in nome e per conto dell'intera umanità. Perciò è giusto onorarli ancor più dei magistrati dello Stato e anche se vi è chi ritiene che si debbano tributare onori eguali a sacerdoti e a magistrati, essendo questi i custodi delle leggi e perciò in qualche modo servitori degli dèi, tuttavia al sacerdote spetta maggior considerazione [...] poiché celebra sacrifici per conto nostro, reca offerte e si trova di fronte agli dèi, noi dobbiamo rispettare e temere il sacerdote come la cosa più preziosa appartenente agli dèi».

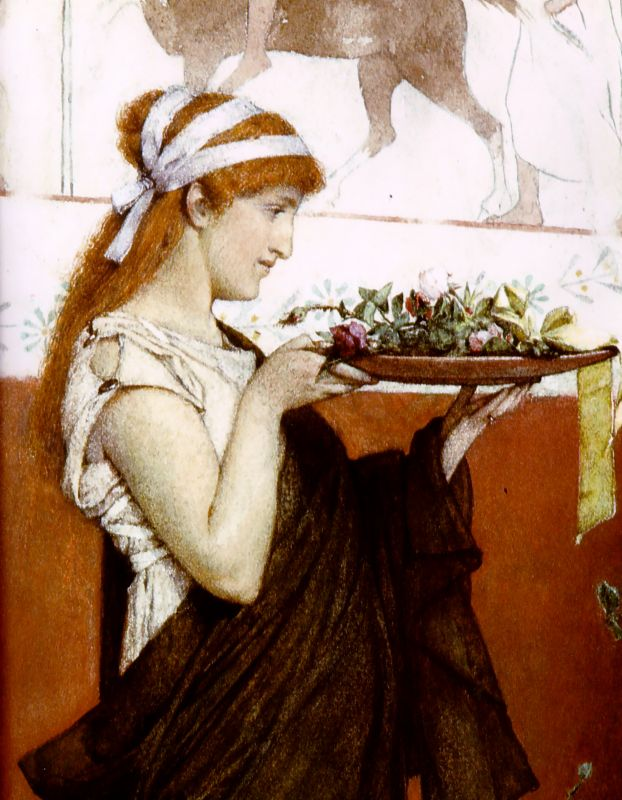
Alma-Tadema: Offerta votiva.

Il secondo requisito di un sacerdote consiste nel possedere la virtù dell'epistéme, della conoscenza, e la capacità dell'ascesi, poiché sapienza e santità fanno dell'uomo un sacerdote-filosofo, come sosteneva l'allievo di Plotino, il neoplatonico Porfirio: «L'ignorante contamina la divinità, pur offrendo preghiere e sacrifici. Solo il sacerdote è saggio, egli solo è amato da dio, egli solo sa pregare. Chi pratica la saggezza pratica l'epistéme di dio, non dilungandosi in litanie e sacrifici interminabili, ma esercitandosi nella pietas divina nella vita di tutti i giorni». Viceversa, anche coloro che credono negli dèi e intendono onorarli, «se trascurano di essere saggi e virtuosi, negano e disonorano gli dèi». A questi precetti Giamblico aveva aggiunto la necessità della pratica teurgica, mediante la quale il sacerdote stabilisce un contatto diretto con il mondo divino, rendendosi così intermediario tra il fedele e il dio.
Sapienza, pratica teurgica, virtù e devozione sono qualità necessarie a un sacerdote, eppure non sono ancora sufficienti. Per Giuliano è indispensabile anche la pratica della carità: «gli dei non ci hanno donato una così immensa ricchezza per rinnegarli, trascurando i poveri che sono tra noi [...] dobbiamo dividere i nostri averi con tutti, ma più generosamente con i buoni, i poveri, i derelitti, in modo che possano soddisfare le loro esigenze. E posso aggiungere, senza timore di apparire paradossale, che dovremmo dividere cibo e vestiti anche con i malvagi. Poiché è all'umanità che è in ognuno che noi dobbiamo dare, non al singolo individuo». E infatti, diversamente dal suo predecessore Licinio, che aveva proibito l'assistenza ai detenuti, Giuliano osserva che, poiché «tutti gli uomini hanno lo stesso sangue, la nostra sollecitudine deve estendersi anche a coloro che sono in carcere; i nostri sacerdoti dimostrino dunque il loro amore per il prossimo mettendo il poco che hanno a disposizione di tutti gli indigenti». E Giuliano mise in pratica le intenzioni caritatevoli, istituendo ricoveri per mendicanti, ostelli per stranieri, asili per donne e orfanotrofi.
Nella lettera al sacerdote Teodoro Giuliano chiarisce anche la sua opinione sulla funzione delle immagini votive: «gli avi hanno voluto erigere statue e altari e hanno disposto il mantenimento della fiamma perenne e, in generale, ci hanno trasmesso ogni sorta di simboli della presenza degli dèi, non perché li adorassimo come tali, ma perché adorassimo gli dèi attraverso le immagini». E come le icone delle divinità, anche «le raffigurazioni degli imperatori non sono semplici pezzi di legno, di pietra o di rame, e ancor meno s'identificano con gli imperatori stessi».
Con quelle parole Giuliano attestava l'importanza annessa alle immagini quali veicoli di devozione verso la divinità e di rispetto per l'autorità imperiale nella quale intendeva riassumere l'unità politica, culturale e religiosa dello Stato. Si sa che si fece rappresentare in veste di Apollo, con accanto la figura della moglie defunta come Artemide, in due statue dorate erette a Nicomedia, in modo che i cittadini onorassero in quelle gli dei e l'Impero, e generalmente «volle sempre essere raffigurato con accanto Zeus, disceso appositamente dal cielo per offrirgli le insegne imperiali, la corona e la veste di porpora, mentre Ares e Hermes tenevano lo sguardo fisso su di lui, a indicare la sua eloquenza e perizia nelle armi».

### «Inno a Elio Re»

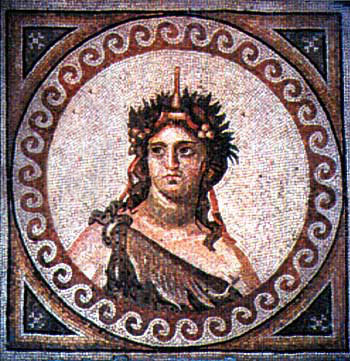
Antiochia: mosaico di Dioniso.

Durante l'infelice permanenza ad Antiochia Giuliano scrisse in tre notti, appena prima del solstizio d'inverno, l'Inno a Elio Re, dedicandolo all'amico Salustio, prefetto di Gallia, a sua volta già autore di un breve trattato sugli dèi; l'intenzione di Giuliano è volta a munire di un chiaro e solido apparato dottrinale la religione ellenica, a dettare una sorta di catechismo per quella "chiesa pagana" di cui egli, come imperatore e pontefice massimo, era in quel momento il capo. Questo scritto seguiva l'Inno alla Madre degli dèi in cui Giuliano formulava un'esegesi dei miti greci sulla base delle dottrine misteriche a cui si era dedicato durante il periodo trascorso ad Atene. In questo caso il monoteismo solare, usando gli stessi strumenti filosofici di cui si stava impadronendo il cristianesimo, avrebbe dovuto contrapporsi al monoteismo dei Galilei che secondo Giuliano aveva il grave difetto di essere del tutto estraneo alla cultura e alla tradizione romane e perciò di sconvolgere la struttura dell'Impero sin dalle fondamenta.
Ogni uomo nasce da un uomo e dal Sole, come afferma Aristotele, ma il sole è solo il dio visibile: ben altra difficoltà è «farsi un'idea della grandezza del dio invisibile», ma con l'aiuto di Hermes, delle Muse e di Apollo Musagete «tratteremo della sostanza di Elio, la sua origine, i suoi poteri, le sue forze, tanto visibili che invisibili, dei benefici che dispensa attraverso tutti i mondi».
La provvidenza di Elio – scrive Giuliano – mantiene, dalla sommità degli astri fino alla terra, tutto l'universo, che esiste da sempre e sempre esisterà. Superiore a Elio è l'Uno ovvero, platonicamente, il Bene, la causa di tutte le cose, che «ha suscitato da sé Elio, potentissimo dio, come essere mediatore, in tutto simile alla sostanza creatrice originaria». Giuliano cita qui Platone, per il quale ciò che il Bene è per l'intelletto, Elio è per la vista. Elio, che domina e regna sugli altri dei come il sole domina sugli altri astri, si mostra nella forma del Sole, che infatti appare a tutti essere la causa della conservazione del mondo sensibile e il dispensatore di ogni beneficio.
Ancora Platone aveva affermato che l'universo è un unico organismo vivente, «tutto ripieno d'anima e di spirito, un tutto perfetto costituito da parti perfette»: l'unificazione tra il mondo intelligibile e quello sensibile è compiuta da Elio, che sta «tra la purezza immateriale degli dèi intelligibili e l'integrità immacolata degli dèi del mondo sensibile», così come la luce si spande dal cielo sulla terra mantenendosi pura anche venendo a contatto con le cose materiali.
La sostanza di Elio viene così riassunta: «Elio Re procedette come unico dio da un dio unico, cioè dal mondo intelligibile che è uno [...] unifica l'infimo con il supremo, contiene in sé il mezzo della perfezione, dell'unione, del principio vitale e dell'uniformità della sostanza. Nel mondo sensibile è la sorgente di tutti i benefici [...] racchiude in sé la causa eterna delle cose generate [...]».
Non si può non vedere la consonanza di queste affermazioni con il dogma cristiano del Cristo-Logos, mediatore tra Dio e l'uomo e apportatore di salvezza, e qui Elio appare il mediatore della crescita spirituale dell'uomo: «Come a lui dobbiamo la vita, così da lui siamo anche nutriti. I suoi doni più divini e i benefici che dà alle anime sciogliendole dal corpo e sollevandole alle sostanze affini al dio, la sottigliezza e l'elasticità della luce divina, concessa come sicuro veicolo alle anime per la loro discesa nel mondo del divenire [...] per noi è meglio averne la fede che la dimostrazione».
Dioniso, celebrato come figlio di Elio, insieme con le Muse allevia le fatiche umane; Apollo, «che non differisce affatto da Elio», diffonde gli oracoli, dà agli uomini l'ispirazione, ordina e rende civili le città; Elio ha generato Asclepio, il salvatore universale, e ha mandato sulla Terra Afrodite per rinnovare le generazioni; e da Afrodite discende Enea e da lui tutte le successioni dei governatori del mondo. L'Inno si conclude con la preghiera a Elio:

### «Contro i Galilei»

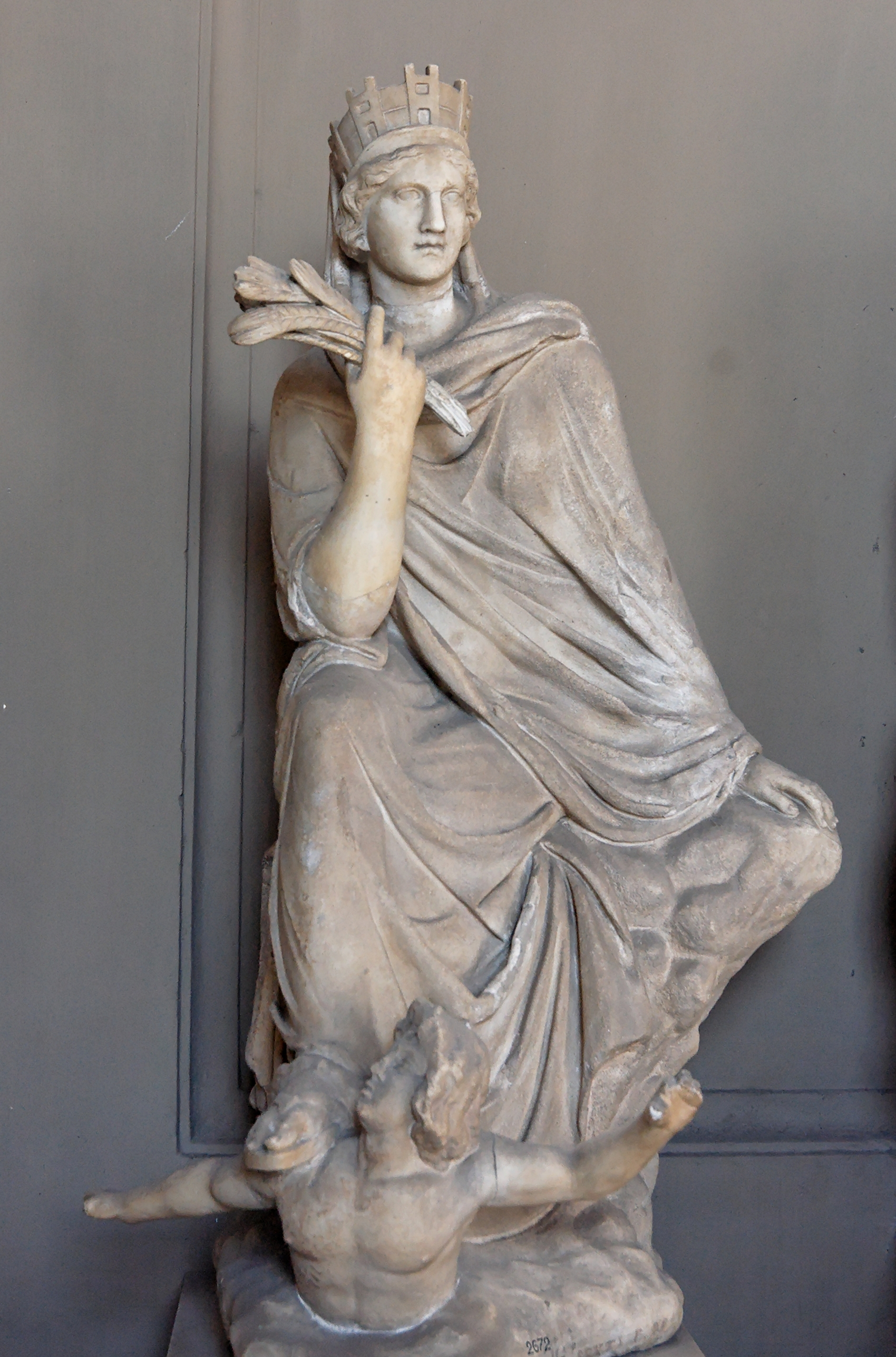
Musei Vaticani: Tyche di Antiochia.

Ad Antiochia Giuliano scrisse anche la satira I Cesari e tre libri di polemica anticristiana, il Contro i Galilei: Giuliano, scrivendo l'opera (oggi perduta), dovette avere presente l'opera di Celso – poi ricostruita in parte dal Contro Celso di Origene – e i quindici libri Contro i Cristiani del filosofo Porfirio, dei quali restano pochi frammenti.
Si sa che Giuliano aveva promosso la ricostruzione del Tempio di Gerusalemme, che tuttavia non si realizzò, perché un terremoto interruppe i lavori appena incominciati che non vennero più ripresi dopo la morte dell'imperatore. Certamente l'iniziativa di Giuliano procedeva da un calcolo politico – contrapporre una rinnovata forza ebraica all'espansione della propaganda cristiana poteva tornare utile – ma derivava altresì dalla sua convinzione che ogni popolo godesse della protezione di un dio, assegnato dalla superiore volontà divina, che era espressione e garante della specifica identità culturale e religiosa di quell'etnia.
Dopo la morte, Giuliano divenne archetipo dell'imperatore anti-cristiano e fiorirono leggende su sue presunte persecuzioni e malefatte. Una di queste tramanda l'ordine di Giuliano di bruciare le ossa di san Giovanni Battista, come raffigurato nell'opera Ossa del Battista del pittore olandese Geertgen tot Sint Jans (1485 circa), in cui Giuliano è rappresentato con vesti orientali mentre presiede alla riesumazione e al rogo dei resti del Battista.
Altri presunti martiri di Giuliano sono indicati in Apollonia, in Giovanni e Paolo, in Donato d'Arezzo, in Ciriaco di Gerusalemme, in Artemio e in Andrea Guasconi.

### «I Cesari»

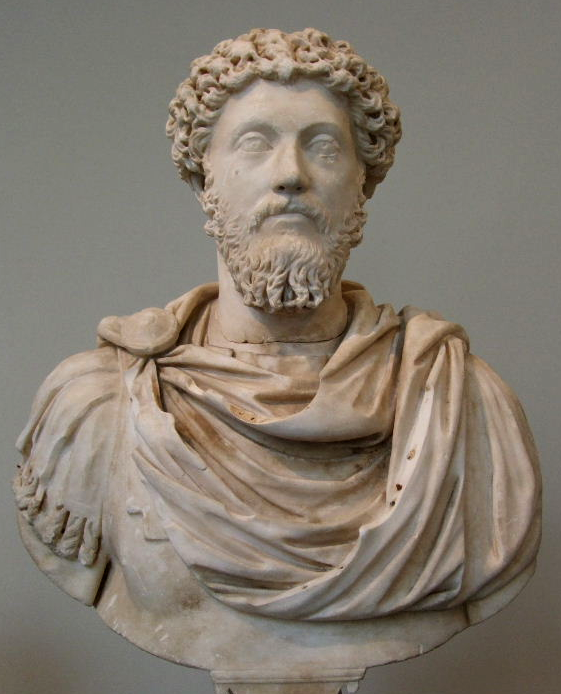
Busto di Marco Aurelio.

I Cesari o I Saturnali sono un dialogo satirico nel quale Giuliano racconta a un amico la favola di una festa data da Romolo nella casa degli dèi, alla quale vengono invitati gli imperatori romani: è un pretesto per delineare di ciascuno i molti vizi e le poche virtù. 

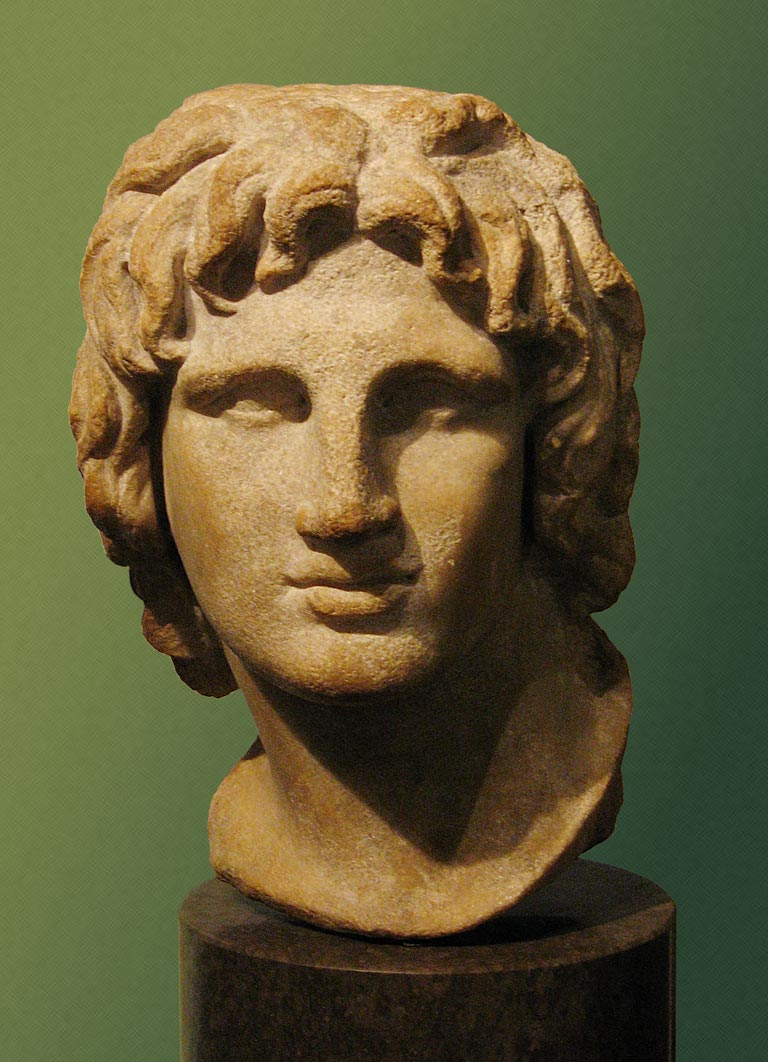
Alessandro Magno.

Si è cercato di trovare in questo testo le ragioni che avevano già determinato in Giuliano la decisione di muovere guerra alla Persia. Questa sfilata di imperatori è una sorta di riassunto di storia romana e la fortuna ha un ruolo fondamentale nell'assegnare il successo delle iniziative: «solo quando Pompeo fu abbandonato dalla buona sorte, che tanto a lungo l'aveva favorito, e rimase privo di ogni aiuto, tu avesti la meglio su di lui», esclama Alessandro rivolto a Cesare. Ma Roma non ha posto i propri confini fino ai limiti della Terra unicamente con l'aiuto di Tyche, della buona sorte: era stata necessaria la pietas e la scelta a favore di Marco Aurelio conferma che quella è la virtù favorita da Giuliano e dagli dèi.
Concependo la sovranità secondo un principio teocratico, Giuliano doveva affidare soprattutto alla sua pietas i felici risultati delle sue iniziative politiche: nulla poteva contrastarlo finché egli – il protetto di Elio – fosse rimasto fermo nella sua devozione verso gli dei. Ma il grave conflitto con la cittadinanza di Antiochia sembrava aver scosso questa sua convinzione. Nel Misopogon, aveva ironizzato sulla libertà di cui godevano gli Antiocheni parafrasando un lungo passo della Repubblica di Platone, saltando però una frase del filosofo ateniese che lo riguardava direttamente: «uno Stato democratico assetato di libertà, quando trova cattivi coppieri e si spinge troppo oltre inebriandosi di libertà pura, punisce i propri governanti». Probabilmente Giuliano sentì, più o meno oscuramente, di essere stato un «cattivo coppiere».
La scelta di portare guerra alla Persia era stata già stabilita a Costantinopoli: non si trattò perciò di un'iniziativa decisa sul momento per compensare con un successo la cattiva esperienza antiochena. Ma in quell'impresa – un'impresa quasi impossibile, riuscita solo a un  Alessandro Magno – egli mise in gioco tutto se stesso allo scopo di riacquistare la fiducia in sé: egli doveva riuscire, e per riuscire doveva essere Alessandro. Con l'alienazione della propria identità, Giuliano perdeva anche il contatto con la realtà «fino a estraniarsi completamente dal proprio ambiente e dal proprio tempo. All'iniziale perdita di sicurezza fece seguito un'estrema sopravvalutazione delle proprie capacità, che distrusse il suo senso critico e lo portò a ignorare i consigli altrui. Pochi passi lo separavano ormai dalla hýbris».

## La figura di Giuliano: mito e storiografia

### I contemporanei
La notizia della morte di Giuliano provocò gioia tra i cristiani. Gregorio di Nazianzo l'annunciò trionfante: «Udite, popoli! [...] fu estinto il tiranno [...] il dragone, l'Apostata, il Grande Intelletto, l'Assiro, il comune nemico e abominio dell'universo, la furia che molto gavazzò e minacciò sulla terra, molto contro il Cielo operò con la lingua e con la mano». Pari fu la costernazione tra i suoi seguaci, che in gran parte si dispersero e cercarono di farsi dimenticare. Libanio, che abitava ad Antiochia, in un primo tempo temette per la propria vita, ma la considerazione di cui godeva la sua virtù di letterato gli risparmiò pericoli e offese. Prisco si ritirò ad Atene, Massimo di Efeso, diffidato dal proseguire le sue attività teurgiche, fu prima multato e, qualche anno dopo, decapitato. Il medico Oribasio se ne andò tra i Goti, ma poi la fama della sua perizia medica lo fece richiamare in patria, dove visse onorato e rispettato, Seleuco, Aristofane e Alipio perdettero i loro incarichi. Tra gli altri, Claudio Mamertino, pur autore di un panegirico dedicato a Giuliano, e Salustio, entrambi valenti amministratori, conservarono i loro incarichi.

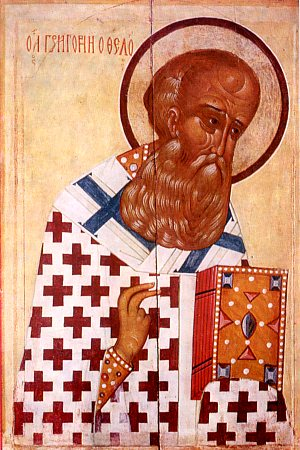
Gregorio di Nazianzo.

I cristiani, oltre a rovesciare altari e distruggere templi, avviarono la demolizione della figura di Giuliano: le orazioni di Gregorio, ammirevoli per vigore polemico, ma deprecabili per la parzialità dei loro assunti, registrano, tra l'altro, l'accusa di segreti sacrifici umani. Nella sua Historia Ecclesiastica, scritta quasi un secolo dopo i fatti, Teodoreto di Cirro racconta che Giuliano raccolse con le mani il sangue uscito dalla sua ferita e lo alzò al cielo gridando: «Hai vinto, Galileo!». Filostorgio scrive invece che Giuliano dopo aver raccolto il suo sangue con le mani lo lanciò verso il Sole gridando «Korèstheti» («Saziati!») e maledicendo gli altri Dei «cattivi e distruttori».
Quando le polemiche si attenuarono, gli ammiratori di Giuliano finirono con il reagire: Libanio raccolse le testimonianze di Seleuco e Magno di Carre, compagni d'arme dell'imperatore, e compose orazioni esaltando la figura di Giuliano e accusando della sua morte uno sconosciuto soldato cristiano; un certo Filagrio mostrò un diario nel quale aveva descritto l'avventura persiana, e altre memorie pubblicarono l'ufficiale Eutichiano e il soldato Callisto. Si raccolsero i suoi scritti e le sue lettere, per dimostrare la bontà della sua personalità, la sua cultura e il suo amore per i sudditi. Ammiano Marcellino gli fece nelle Res gestae un ritratto ammirevole per correttezza ed equilibrio di giudizio, senza però nascondere alcuni suoi difetti, imitato nel breve schizzo che Eutropio gli dedica nel suo Breviarium: «Uomo eminente e che avrebbe amministrato lo Stato in modo notevole se il destino glielo avesse permesso; molto versato nelle discipline liberali, sapiente soprattutto in greco, e al punto che la sua erudizione latina non poteva bilanciare la sua scienza del greco, aveva un'eloquenza brillante e pronta, una memoria molto sicura. Da certi punti di vista era più simile a un filosofo che a un principe; era liberale nei confronti dei suoi amici, ma meno scrupoloso di quello che conveniva a un così grande principe: in tal modo certi invidiosi attentarono alla sua gloria. Molto giusto nei confronti dei provinciali, diminuì le imposte per quello che si poté fare; affabile con tutti, avendo mediocre preoccupazione per il tesoro, avido di gloria, e, tuttavia, di un ardore spesso immoderato, perseguitò troppo vivamente la religione cristiana, senza tuttavia spargerne il sangue; ricordava molto Marco Antonino, che d'altronde si studiava di prendere a modello».
Il pagano Eunapio raccontò la vita di Giuliano nelle sue Storie, delle quali restano però pochi frammenti, e onorò i filosofi, dei quali in vita Giuliano era stato amico, nelle sue Vite dei filosofi e dei sofisti. Gli scrittori ecclesiastici Socrate Scolastico, Sozomeno e Filostorgio tramandarono una vita di Giuliano riportando gli attacchi degli agiografi cristiani, mentre Cirillo di Alessandria confutò il Contro i Galilei nel suo Contro Giuliano.
Al VI secolo risale un racconto secondo cui Basilio di Cesarea avrebbe fatto un sogno, durante il quale la Vergine Maria avrebbe inviato san Mercurio di Cesarea (militare romano del III secolo e venerato a Cesarea) a uccidere il «serpente» Giuliano: al suo risveglio, Basilio scoprì che la spada e la lancia di Mercurio, conservate tra le sue reliquie, erano sporche di sangue fresco; poco dopo, fu informato che Giuliano era morto per mano di uno sconosciuto in Mesopotamia. In una versione di questa storia in lingua siriaca, Giuliano estrae i cuori dei bambini e i feti dalle madri per fini magici: san Mercurio profetizza la morte di Giuliano al futuro imperatore Gioviano, e nel mezzo della battaglia contro i Sasanidi, si ode una voce dal cielo che annuncia la fine di Giuliano. Una terza versione, sempre in siriaco, aggiunge il dettaglio che in giovane età, Giuliano sottrasse illegalmente di sua zia, sorella di Costantino, e finì quindi in potere del demonio, che gli offrì il potere sul mondo in cambio della sua obbedienza: Giuliano accettò e divenne imperatore, per poi essere ucciso da san Mercurio.
Nel VII secolo, il testo agiografico noto come Romanzo di Giuliano lo dipinge come un persecutore dei cristiani, in particolare di un Eusebio presunto vescovo di Roma e martire (costruito sulla figura di Eusebio di Roma), in opposizione ai pii cristiani Costanzo II e Gioviano.
Vi furono tuttavia anche cristiani che seppero distinguere il Giuliano anti-cristiano dal Giuliano uomo di governo. Prudenzio scrisse di lui: «Uno solo di tutti i prìncipi, di quel che ricordo da bambino, non venne meno come valorosissimo condottiero, fondatore di città e di leggi, celeberrimo per retorica e valore militare, buon consigliere per la patria ma non per la religione da osservare, perché adorava trecentomila dèi. Tradì Dio, ma non l'Impero e l'Urbe». mentre Giovanni di Antiochia, nel VII secolo, lo definì l'unico imperatore che avesse ben governato.

### Nel Medioevo

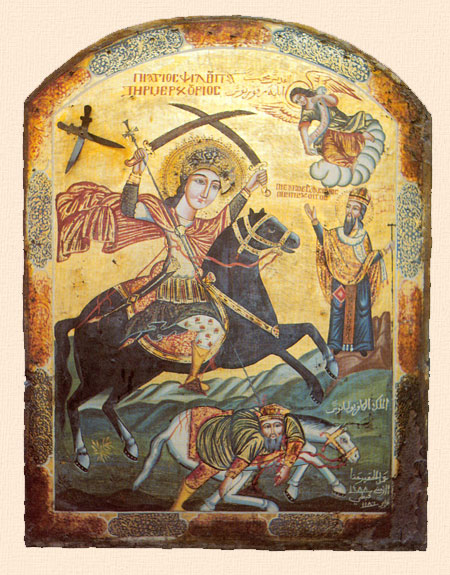
San Mercurio di Cesarea, invocato da san Basilio di Cesarea, uccide Giuliano, in un'icona dalla chiesa di San Mercurio, Il Cairo.

Nella civiltà bizantina, la figura di Giuliano provocò reazioni contrastanti: anche se venne apprezzato per la sua opera come imperatore e la sua produzione letteraria, tuttavia il profilo nettamente anticristiano di Giuliano non poteva attirargli il favore di una civiltà come quella bizantina, in cui l'elemento cristiano era ideologicamente fondamentale.
Nel XII secolo, a Roma, si mostrava ancora la statua di un fauno che avrebbe persuaso Giuliano a rinnegare la fede cristiana, mentre nel XIV secolo fu composta una rappresentazione edificante nella quale san Mercurio uccide l'imperatore ma, in compenso, il retore Libanio si converte, diviene eremita, si fa accecare e poi viene guarito dalla Vergine Maria.
Nel 1489 andò in scena a Firenze un dramma scritto da Lorenzo il Magnifico che celebrava il martirio dei fratelli Giovanni e Paolo, attribuito dalla leggenda a Giuliano, per altro visto da Lorenzo come un sovrano ricco di qualità. Nel 1499 fu pubblicato postumo a Venezia il Romanae Historiae Compendium, in cui l'umanista Pomponio Leto celebra l'ultimo imperatore pagano, definendolo "eroe" e menzionandone solo di sfuggita l'apostasia. Con il Rinascimento si cominciano a riscoprire gli scritti di Giuliano, dai quali emerge una figura del tutto differente da quella tramandata dal ritratto cristiano. In Francia, un allievo di Pietro Ramo, l'ugonotto Pierre Martini, scoprì nello studio del maestro un codice del Misopogon che egli pubblicò insieme con una raccolta delle Lettere e con una prefazione biografica, dedicandolo al cardinale Odet de Coligny, in rotta con la Chiesa: il Martini presenta Giuliano come un imperatore virtuoso e la sua apostasia come il risultato di una leggerezza.

### Età moderna

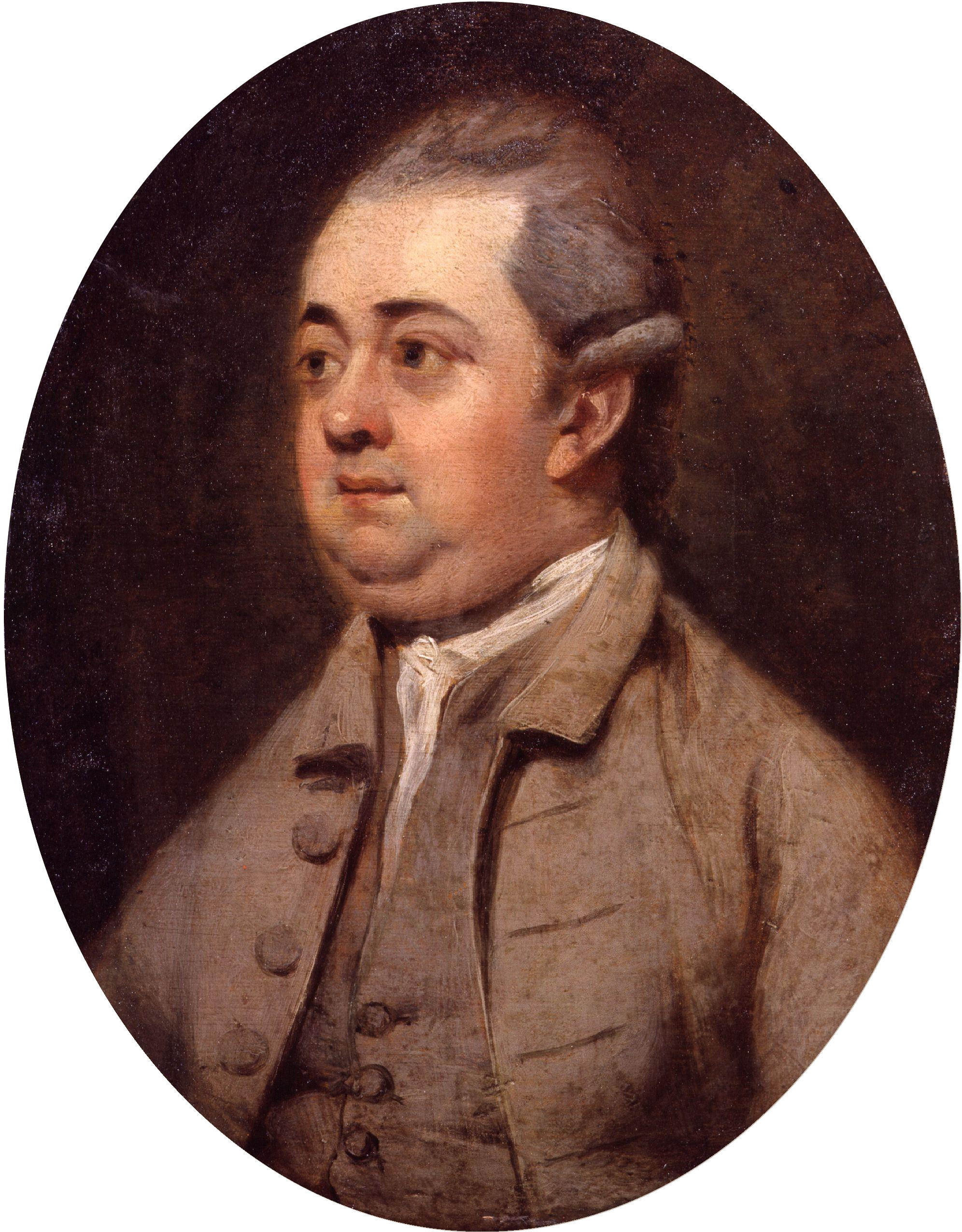
Edward Gibbon.

Michel de Montaigne definì Giuliano un «grand'uomo» e nel 1614 il gesuita Denis Pétau pubblicò in Francia un'ampia raccolta degli scritti di Giuliano, giustificando l'iniziativa con la considerazione che conoscere le «aberrazioni» critiche di un pagano non può che rafforzare la fede dei cristiani. Nel 1642 François de La Mothe Le Vayer nelle sue Virtù dei pagani fece giustizia delle esagerazioni polemiche fiorite sulla figura di Giuliano, seguito dall'Histoire ecclésiastique di Claude Fleury, del 1691, dalla Storia della Chiesa e dalle Vite degli imperatori del Tillemont nel 1712 e dalla Vita dell'imperatore Giuliano dell'abate de La Bléterie del 1755.
Voltaire – ricordando le calunnie di cui l'imperatore fu ricoperto dagli «scrittori che vengono chiamati Padri della Chiesa» – giudicò Giuliano «sobrio, casto, disinteressato, valoroso e clemente; ma, non essendo cristiano, fu considerato per secoli un mostro [...] aveva tutte le qualità di Traiano [...] tutte le virtù di Catone [...] tutte le qualità che ammiriamo in Giulio Cesare, senza i suoi vizi; ed ebbe anche la continenza di Scipione. Infine, egli fu in ogni cosa pari a Marco Aurelio, il primo degli uomini».
In Germania era stato il teologo ed erudito Ezechiel Spanheim a pubblicare nel 1660 I Cesari di Giuliano e, nel 1696, l'Opera omnia di Giuliano insieme con il Contra Iulianum di Cirillo. Nel Settecento, Goethe e Schiller gli espressero ammirazione come, in Inghilterra, fecero Shaftesbury, Fielding e lo storico Edward Gibbon.

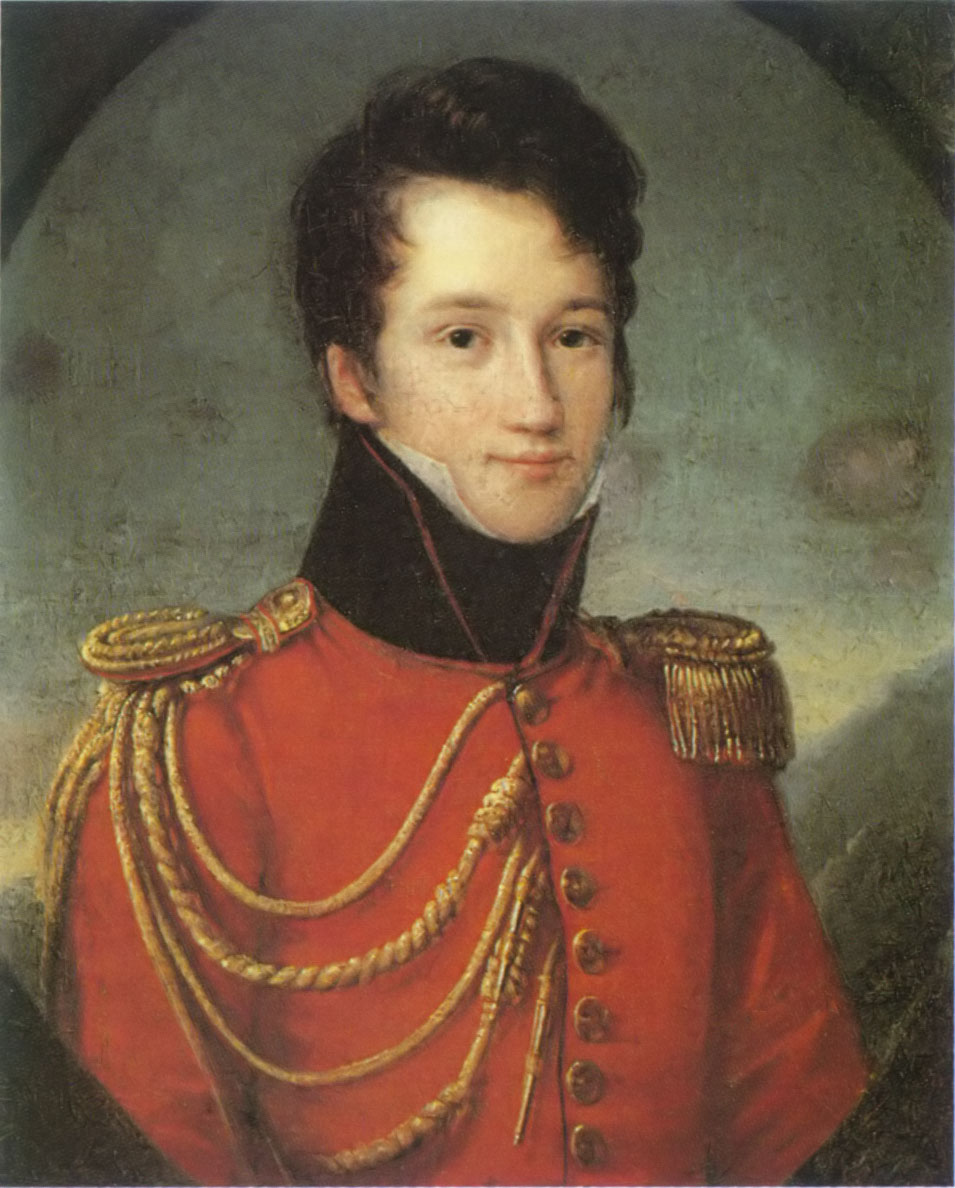
Alfred de Vigny.

Questi, nella sua opera dedicata all'Impero romano, ritiene che qualunque genere di vita Giuliano avesse scelto, «per il suo intrepido coraggio, per il suo spirito vivace e l'intensa applicazione, avrebbe ottenuto o almeno meritato i più alti onori». Paragonato ad altri imperatori, «il suo genio era meno potente e sublime di quello di Cesare, non possedeva la consumata prudenza di Augusto, le virtù di Traiano appaiono più salde e naturali e la filosofia di Marco Aurelio è più semplice e coerente. E tuttavia Giuliano sostenne l'avversità con fermezza e la prosperità con moderazione» e si preoccupò costantemente di alleviare le miserie e di innalzare lo spirito dei sudditi. Gli rimprovera di essere stato preda dell'influsso del pregiudizio religioso, che ebbe un effetto pernicioso sul governo dell'Impero, ma Giuliano rimaneva un uomo in grado di «passare dal sogno della superstizione ad armarsi per la battaglia» e poi ancora di «ritirarsi tranquillamente nella sua tenda a dettare leggi giuste e salutari o a soddisfare il suo gusto per le eleganti ricerche di letteratura e di filosofia».
Il cattolico Chateaubriand reagì a questo coro di giudizi benevoli imputandoli all'atteggiamento anti-cristiano in voga in molti ambienti intellettuali del XVIII secolo, ma riconosce la superiorità spirituale di Giuliano rispetto a quella di Costantino. Nella sua Daphné, il romantico de Vigny crede che Giuliano abbia cercato volontariamente la morte durante la sua ultima campagna militare, per aver compreso il fallimento della sua opera di restaurazione dell'ellenismo.
Con il fiorire degli studi filologici, che investirono anche l'opera di Giuliano, l'Ottocento produsse una quantità di studi su Giuliano che spesso mettevano un risalto una particolare caratteristica della sua figura. Nel complesso risultarono ritratti nei quali Giuliano appariva «contemporaneamente mistico e razionalista, filoelleno e imbevuto di superstizioni orientali, visionario e politico consumato, uomo di studio e soldato, emulo di Alessandro e di Traiano ma anche di Marco Aurelio, un uomo che metteva al di sopra di tutto il culto degli dèi, poi si faceva uccidere per la patria; talvolta spirito giusto, talvolta fazioso fino alla persecuzione; ora impulsivo ora calcolatore e circospetto; a volte affabile e cortese, a volte intrattabile e severo; ora pieno di bonomia e di spontaneità, ora solenne come il più pretenzioso dei pontefici».
Nel 1873 il drammaturgo Henrik Ibsen gli dedicò un'opera in dieci atti intitolata Cesare e Galileo, un macchinoso dramma nel quale Giuliano, rifiutato tanto il cristianesimo che il paganesimo, sceglie il misticismo di Massimo di Efeso.

### Età contemporanea

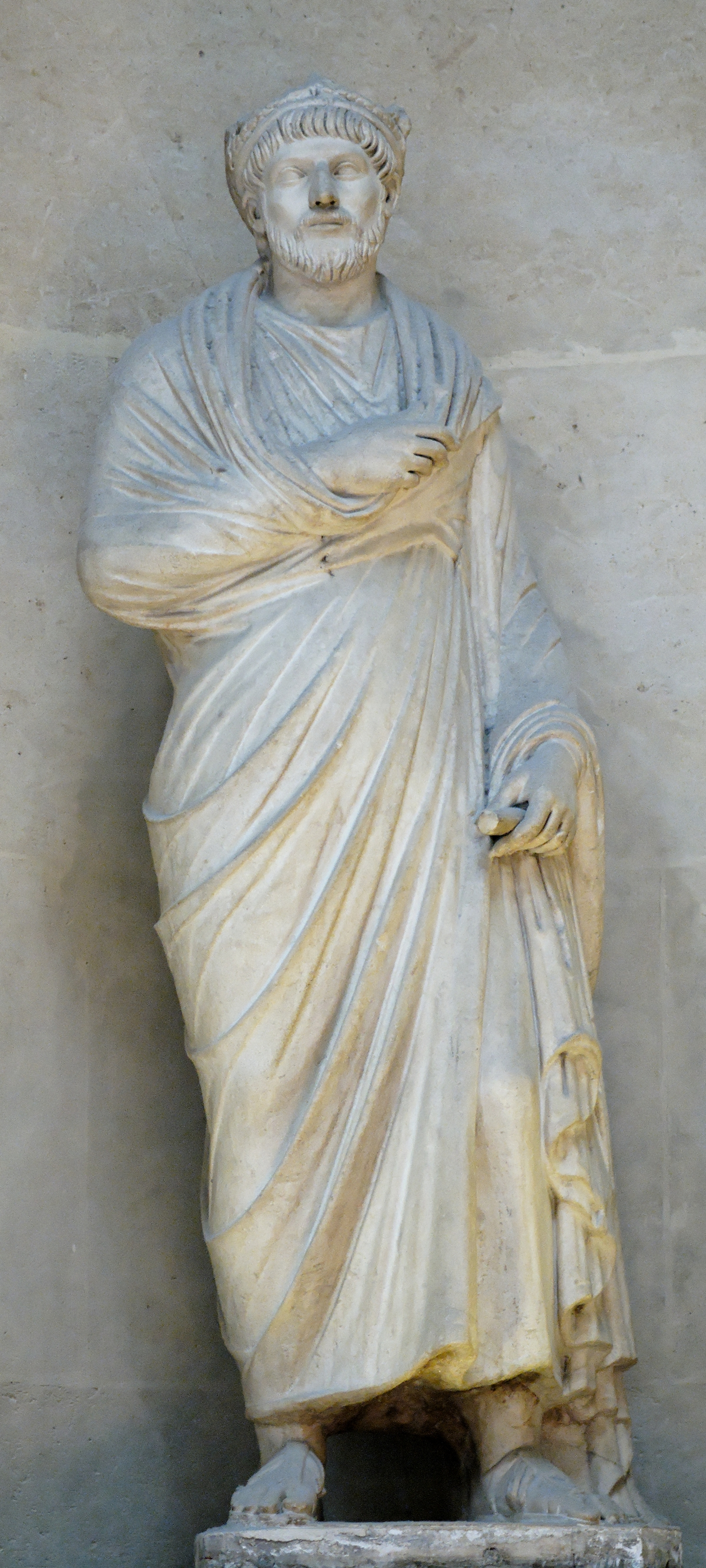
Statua di un sacerdote di Serapide, in tempi moderni fu erroneamente identificata come un ritratto di Giuliano in veste sacerdotale greca.

Nel Novecento, lo stesso filologo belga cattolico Joseph Bidez, che curò un'importante edizione critica delle opere complete di Giuliano, tuttora consultata, e una biografia la cui edizione definitiva, apparsa nel 1930, è ancora un punto di riferimento per gli studiosi, cercò di sfrondare questo complesso di giudizi, presentando un Giuliano come figlio del suo tempo: la sua fede e i suoi dubbi, l'ascetismo e l'amore della letteratura appartengono anche a un Sinesio e al più tardo Girolamo; «malgrado la sua idolatria», Giuliano è pervaso di influenze cristiane, assomigliando «a un Agostino platonizzante tanto quanto ai rappresentanti della filosofia arcaicizzante di cui si credeva discepolo [...] egli venera Giamblico, più che comprenderlo [...] mentre l'anima inquieta e tormentata di Giuliano è, a ben vedere, animata dello spirito dei tempi nuovi».
Il cattolico Bidez ritiene infatti che i sentimenti religiosi di Giuliano fossero abbastanza vicini a quelli cristiani: «come un cristiano Giuliano cercò dapprima di assicurarsi la salute della sua anima; come un cristiano ebbe bisogno di una morale e di un dogma rivelato; volle avere un clero indipendente dal potere civile e una Chiesa fortemente centralizzata; rimase insensibile alla gioia di vivere e agli splendori della città del mondo». La sua pietà religiosa si differenzierebbe da quella dei cristiani – secondo Bidez – per essere accomodante nella conservazione integrale delle tradizioni elleniche orientali. In questo modo, la sua nuova Chiesa finiva con essere un Pantheon di tutte le divinità possibili, «una specie di museo di archeologia teologica» dove «l'anima dei semplici si perde e la curiosità rischia di sostituire la vera pietà».
Ciò che distingue Giuliano e lo rende un grande personaggio, secondo Bidez, non sono le sue idee e le sue imprese, ma l'intelligenza e il carattere: fu ardito ed entusiasta della sua fede e, seguendo i comandamenti di Mithra, richiese a sé stesso coraggio e purezza ed ebbe per gli altri senso di giustizia e fraternità. La nobiltà della moralità di Giuliano era degna del massimo rispetto ma il suo tentativo di riforma religiosa fallì, al di là del poco tempo che gli fu concesso per attuarla, perché (secondo il cattolico Bidez) soltanto il cristianesimo poteva essere «capace di impedire l'annientamento della cultura e di farci sopportare le nostre miserie, attribuendo al lavoro manuale e alla sofferenza la nobiltà di un dovere morale».
Naturalmente, tutti i commentatori sottolineano il fallimento della restaurazione pagana: «Egli disprezzava i cristiani, a cui rimproverava soprattutto l'ignoranza delle grandi opere del pensiero ellenico, senza accorgersi che cristianizzazione e democratizzazione della cultura erano aspetti fatali di uno stesso fenomeno, contro cui l'aristocratico culto della ragione, della saggezza, della humanitas, nulla avrebbe potuto. Convinto così della superiorità della cultura pagana e della religione degli dèi, ritenne che bastasse dare un'organizzazione da contrapporre a quella delle chiese cristiane, per assicurarne la vittoria [...] Il suo era solo un sogno, destinato a infrangersi contro la giovane vitalità del nuovo mondo cristiano».
Ma il suo tentativo di riforma religiosa non deve essere considerato il sogno reazionario di un intellettuale innamorato della cultura antica: era piuttosto la convinzione di un politico per il quale la paideía classica era il cemento dell'unità e della prosperità dell'Impero. Questa concezione è espressa nel Contro il cinico Eraclio: era stato Zeus stesso, di fronte al disastro dei suoi immediati predecessori, ad affidargli la missione della restaurazione dello Stato, come il Genius Publicus gli aveva rivelato a Parigi. La sua era una missione divina che, in quanto tale, lo rendeva un teocrate e il cui assolvimento gli garantiva la salvezza individuale.
I principi politici che ne derivarono non erano affatto reazionari, al contrario erano «tanto estranei alla cultura classica quanto organici a quella bizantina. Paradossalmente, pur essendo passato alla storia come colui che aveva sognato di riportare in vita pratiche religiose e forme di governo obsolete, fu proprio Giuliano a rompere in modo definitivo con gli schemi religiosi e politici del passato. Il suo culto per l'unità, l'integrità e l'ordine erano in tutto e per tutto bizantini. Non pensò mai, neppure per un istante, di associare qualcuno al proprio potere, perché si considerava l'unico rappresentante di Dio in Terra [...] e se Dio è immortale, lo è anche il suo rappresentante terreno». E come il potere di Dio non è limitato da alcun confine nell'Universo, così non può avere confini il potere in Terra del suo rappresentante: di qui l'impresa di Persia, che infatti non aveva motivazioni politiche contingenti.
Gli imperatori bizantini ripresero i principi ispiratori della sua sovranità e i loro vescovi li sostennero in pieno: il patriarca Antonio II dichiarò che «la Chiesa e l'Impero sono uniti tra loro, per cui è impossibile separarli» e Giustiniano, proibendo ai maestri pagani d'insegnare e sciogliendo la gloriosa Accademia di Atene, riaffermò l'integralismo culturale di Giuliano in una forma estrema, senza che questa volta nessuno osasse avanzare alcuna critica. Anche l'imperatore Costantino Porfirogenito, alla fine del I millennio, criticò il proprio predecessore e collega Romano I Lecapeno per non essersi attenuto «ai costumi tradizionali [...] in contrasto con i principi degli avi» non rispettando il principio della particolarità etnica di ogni nazione, come affermato da Giuliano nel Contro i Galilei.
Ma poiché in vita Giuliano non riuscì a realizzare nessuno dei suoi progetti – non la conquista della Persia, non la riforma religiosa, nemmeno quella dell'Impero, perché la concessione di un'ampia autonomia amministrativa alle città fu revocata dai suoi successori – la storia avrebbe avuto pochi motivi per ricordarlo, e invece lo ha innalzato tra i suoi maggiori protagonisti. Forse questo avvenne perché «la sua sorte seppe toccare il cuore e la mente degli uomini», e la leggenda, «che è il linguaggio del cuore e dell'immaginazione, lo ha sempre dipinto come un uomo che visse ricercando, lottando e soffrendo, presentandolo ora come un demone, ora come un santo».

#### Giuliano nella cultura contemporanea
- In Imperium Solis, romanzo ucronico di Mario Farneti, Giuliano non muore ma fugge in Britannia e salpa per l'America dove fonda un nuovo impero.
- Giuliano di Gore Vidal è un romanzo storico basato sulla vita dell'imperatore.
- Giuliano l'apostata, film di Ugo Falena.
- Giuliano l'imperatore apostata, romanzo di Louis de Wohl.

## Antenati
|                 |                 |                           | Genitori            |  |  | Nonni          |  |  | Bisnonni |  |
|                 |                 |                           |                     |  |  | Costanzo Cloro |  |  | Eutropio |  |
|                 |                 |                           |                     |  |  | Costanzo Cloro |  |  | Eutropio |  |
|                 |                 | Claudia                   |                     |  |  | Costanzo Cloro |  |  |          |  |
| Giulio Costanzo |                 |                           |                     |  |  | Costanzo Cloro |  |  |          |  |
|                 |                 | Flavia Massimiana Teodora | Afranio Annibaliano |  |  |                |  |  |          |  |
|                 |                 | Flavia Massimiana Teodora | Afranio Annibaliano |  |  |                |  |  |          |  |
|                 |                 | Flavia Massimiana Teodora | Eutropia            |  |  |                |  |  |          |  |
| Giuliano        |                 | Flavia Massimiana Teodora |                     |  |  |                |  |  |          |  |
|                 | Giulio Giuliano | …                         |                     |  |  |                |  |  |          |  |
|                 | Giulio Giuliano | …                         |                     |  |  |                |  |  |          |  |
|                 | Giulio Giuliano | …                         |                     |  |  |                |  |  |          |  |
| Basilina        | Giulio Giuliano |                           |                     |  |  |                |  |  |          |  |
|                 |                 | …                         | …                   |  |  |                |  |  |          |  |
|                 |                 | …                         | …                   |  |  |                |  |  |          |  |
|                 |                 | …                         | …                   |  |  |                |  |  |          |  |
|                 |                 | …                         |                     |  |  |                |  |  |          |  |

### Edizioni
- (LA) Flavio Claudio Giuliano, [Opere], Lipsiae, sumptibus Haeredum M.G. Weidmanni & Ioh. Ludouici Gleditschii, 1696.
- La rinascita degli dei: opere filosofiche e politiche dell'ultimo grande imperatore pagano, Genova, I Dioscuri, 1988.
- Contra Galilaeos, Introduzione. testo critico e traduzione a cura di Emanuela Masaracchia, Roma, Edizioni dell'Ateneo, 1990.
- L'epistolario di Giuliano imperatore, a cura di Matilde Cantabiano. Saggio storico, traduzione, note e testo in appendice, Napoli, M. D'Auria, 1991.
- Lettera agli Ateniesi, traduzione di e cura di Paolo Fai, Nota di Luciano Canfora, Collana La città antica n.35, Palermo, Sellerio, 2017, ISBN 978-88-389-3637-1.
- Lettere e discorsi. Testo greco a fronte, traduzione di e cura di Maria Carmen De Vita, Prefazione di Arnaldo Marcone, Milano, Bompiani, 2022, ISBN 978-88-587-9635-1.

### Fonti primarie in edizione critica
- Albino, Epitoma, Rennes 1943
- Ammiano Marcellino, Res gestae, Berlino 1915
- Elio Aristide, Orationes, Lipsia 1829 e Berlino 1898
- Asclepio, Corpus Hermeticum, Parigi 1960
- Cirillo di Alessandria, Contra Iulianum, Patrologia Graeca 76
- Efrem Siro, Contra Iulianum, Lovanio 1957
- Eunapio, Historia, Parigi 1951
- Eunapio, Vitae Philosophorum, Roma 1956
- Filostorgio, Historia Ecclesiastica, Berlino 1972
- Filostrato, Vita Apollonii, Lipsia 1872
- Giamblico, De mysteriis Aegyptiorum, Parigi 1966
- Giamblico, De vita Pythagorica, Stoccarda 1975
- Giamblico, Protrepticus, Lipsia 1975
- Giuliano, Opera, Parigi 1924-1964
- Giuliano, Contra Galilaeos, Lipsia 1880
- Giuliano, Epistolae, leges, poemata, fragmenta, Parigi 1922
- Gregorio Nazianzeno, Historica, Patrologia Graeca 37
- Gregorio Nazianzeno, Orationes IV-V, Patrologia Graeca 35
- Imerio, Declamationes et Orationes, Roma 1951
- Libanio, Opera, Lipsia, 1903-1927
- Mamertino, Gratiarum Actio, Oxford 1964
- Sozomeno, Historia Ecclesiastica, Berlino 1960
- Taziano, Ad Graecos, Gottingen 1914
- Temistio, Orationes, Lipsia 1965-1974
- Teodoreto, Historia Ecclesiastica, Berlino 1954
- Zonara, Epistome historiarum, Lipsia 1870
- Zosimo, Historia Nova, Lipsia 1887

### Fonti secondarie
- Giuliano imperatore. Atti del 3º Convegno Sisac, Messina, 3 aprile 1984, Urbino, Quattroventi, 1986.
- Anonimo, Panegirico per l'imperatore Giuliano, Firenze, Leo S. Olschki, 1990 ISBN 88-222-3803-6.
- Roberto Andreotti, Il regno dell'imperatore Giuliano, Bologna, Pàtron, 1946
- Polymnia Athanassiadi-Fowden, Giuliano. Ultimo degli imperatori pagani, Genova, ECIG, 1994, ISBN 978-8875456085.
- Emanuela Masaracchia, Giuliano Imperatore. Contra Galileos, Introduzione, testo critico e traduzione, Roma, Edizioni dell'Ateneo, 1990
- Corrado Barbagallo, Giuliano l'Apostata, Roma, Formiggini, 1924
- Jacques Benoist-Méchin, L'imperatore Giuliano, Milano, Rusconi, 1979
- Joseph Bidez, Vita di Giuliano Imperatore, Rimini, Il Cerchio, 2004  [1930], ISBN 88-8474-053-3.
- (EN)  Glen W. Bowersock, Julian the Apostate, Cambridge, Mass., Harvard University Press, 1997 ISBN 0-674-48882-2
- (EN) Robert Browning, The Emperor Julian, Londra, Orion Publishing Group, 1975, ISBN 0-297-77029-2.
- Salvatore Calderone, Da Costantino a Teodosio, in Nuove questioni di storia antica, Milano, Marzorati, 1969.
- Matilde Caltabiano, Epistolario di Giuliano imperatore. Saggio storico, Napoli, M. D'Auria, 1991 ISBN 88-7092-074-7
- Alessandro Capone, L'imperatore Giuliano negli scritti di Giovanni Crisostomo, in AA. VV., Giovanni Crisostomo: Oriente e Occidente tra IV e V secolo. Atti del XXXIII Incontro di Studiosi dell'Antichità Cristiana. Roma, 6-8 maggio 2004, Roma 2005, pp. 821–831.
- Alessandro Capone, Estratti del Contra Iulianum di Cirillo di Alessandria nel Codex Athos Xeropotamou 256, «Auctores Nostri» 2, 2005, pp. 25–31.
- Stefano Conti, Arianna Doria, Giuliano l'apostata. Un imperatore romano nella letteratura tedesca del Medioevo, Trieste, Parnaso, 2005 ISBN 88-86474-72-5
- Luca Desiato, Giuliano l'Apostata, Milano, Mondadori, 1997 ISBN 88-044-2274-2
- Goffredo Coppola, La politica religiosa di Giuliano l'Apostata, Bari, Edizioni di Pagina, 2007 ISBN 88-747-0032-6
- Maria Carmen De Vita, Giuliano imperatore filosofo neoplatonico, Milano, Vita e Pensiero, 2011 ISBN 9788834320396
- Giovanni Filoramo, La croce e il potere, Roma-Bari, Laterza, 2011 ISBN 9788842097136
- Alessia Gallinari, Pensiero politico-educativo di Giuliano l'Apostata, Cassino, Garigliano, 1985 ISBN 88-710-3085-0
- Luigi Gallinari, Giuliano l'Apostata e l'educazione, Roma, Settimo Sigillo, 1992
- Nello Gatta, Giuliano Imperatore. Un asceta dell'idea dello Stato, Padova, Ar, 1995
- Emilio Germino, Scuola e cultura nella legislazione di Giuliano l'Apostata, Napoli, Jovene, 2004 ISBN 88-243-1509-7
- Michael Grant, Gli imperatori romani, Roma, Newton Compton, 2008, ISBN 978-88-8289-400-9.
- Alexandre Kojève, L'imperatore Giuliano e l'arte della scrittura, Roma, Donzelli, 1998 ISBN 88-798-9375-0
- (EN)  Noel E. Lenski, Failure of Empire: Valens and the Roman State in the Fourth Century AD, London, UC Press, 2003
- (EN)  Samuel N. Lieu, From Constantine to Julian: A Source History. New York, Routledge, 1996
- (EN)  Adrian Murdoch, The Last Pagan: Julian the Apostate and the Death of the Ancient World, Stroud, 2005, ISBN 0-7509-4048-4
- Gaetano Negri, L'imperatore Giuliano l'Apostata, (1902), Genova, I Dioscuri, 1991
- Lodovico Oberziner, Le guerre germaniche di Flavio Claudio Giuliano, (1890) Casalgrande, SeaR, 1990
- (DE) Pauly-Wissowa, Real-Encyclopaedie der klassistischer Wissenschaft, Stuttgart, Metzler, 2000.
- Giuseppe Ricciotti, Giuliano l'Apostata secondo i documenti, Milano, Mondadori, 1956.
- (EN)  David Rohrbacher, Historians of Late Antiquity. New York, Routledge, 2002
- (DE)  Klaus Rosen, Julian. Kaiser, Gott und Christenhasser, Stuttgart, Klett-Cotta, 2006
- Augusto Rostagni, Giuliano l'Apostata, Torino, Fratelli Bocca, 1920.
- (EN)  Rowland Smith, Julian's gods: religion and philosophy in the thought and action of Julian the Apostate, London 1995 ISBN 0-415-03487-6
- Ignazio Tantillo, L'imperatore Giuliano, Roma-Bari, Laterza, 2001 ISBN 88-420-6376-2